# Szent Péter-bazilika

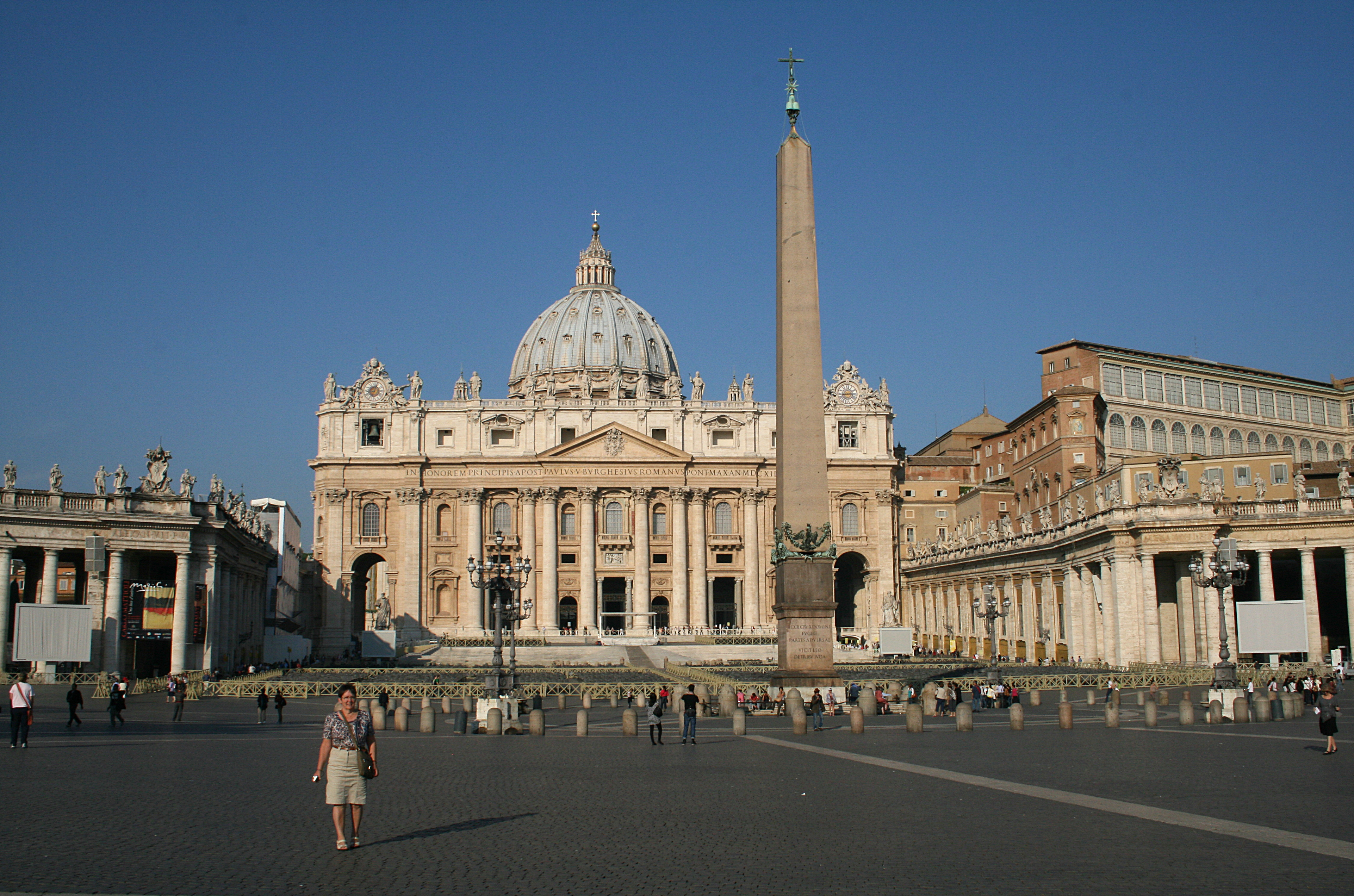
A Szent Péter tér

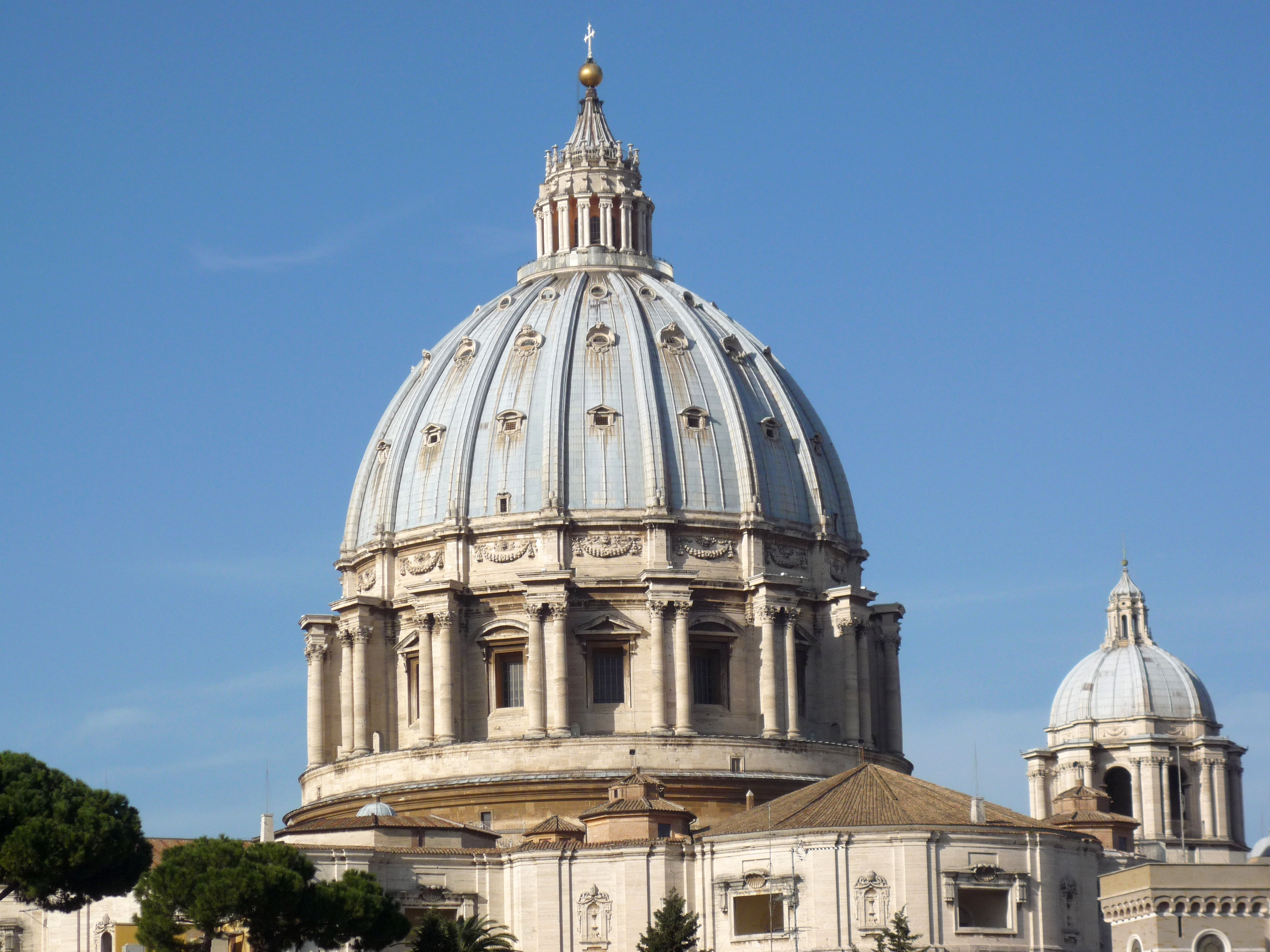
A bazilika kupolája

A vatikáni Szent Péter-bazilika (latinul: Basilica Sancti Petri, olaszul: Basilica di San Pietro in Vaticano) a római katolikus egyház legismertebb temploma, a négy nagybazilika (basilica maior) egyike. A Vatikán állam területén található, befogadóképessége körülbelül 60 000 fő. A hagyomány szerint Szent Péter apostol sírjára építették, ennek ellenére nem ez a templom a Római egyházmegye székesegyháza, hanem a lateráni bazilika. Belső hosszúsága 211,5 méter, magassága 132,5 méter, alapterülete körülbelül 15 160 m², amellyel a bazilika valószínűleg a világ legnagyobb belső terével rendelkező temploma.
A bazilikát II. Gyula pápa idejében, a 16. század elején kezdték építeni, az akkor részlegesen lebontott régi római Szent Péter-bazilika helyére. Alapkőletétele 1506. április 18-án volt. Tervezését II. Gyula pápa Bramantéra bízta, aki az eredeti bazilika helyére egy lenyűgöző, kilencosztatú térrendszert tervezett. A középpontba 42 m átmérőjű, tamburos kupolával fedett négyezetet, ahhoz négy oldalról félköríves apszissal záródó, körülbelül 60 m hosszú keresztszárakat, a sarkokba pedig a főtér formáját 1:2-es méretcsökkentéssel megismétlő, szintén görög kereszt alaprajzú, kupolás melléktereket képzelt el. Bramante halála után Raffaello és Ifjabb Antonio da Sangallo is számos tervrajzot készített, azonban csak Michelangelo tervei valósultak meg, de azok is csak részlegesen.
A kupolát Michelangelo tervezte, görög kereszt alaprajzú tér fölé. Egy magas dobon álló kupolát képzelt el, de mielőtt megvalósíthatta volna terveit, 1564-ben meghalt. Követője, Giacomo Della Porta igyekezett tiszteletben tartani nagy elődje elképzeléseit, és a kupolát Michelangelo tervei alapján készítette el, de úgy, hogy ívét magasabbra emelte. A templom végleges alaprajza azonban Michelangelo szándékával ellentétben nem görög, hanem latin kereszt alaprajzú lett.
A templom befejezése után szükségessé vált olyan tér kialakítása az épület előtt, ahol a hívek részt vehetnek az egyházi ünnepségeken, és láthatják a körmeneteket is. A megrendelés szerint további követelményeknek is eleget kellett tennie, így fontos szempont volt például az, hogy a pápa a tér minden pontjáról látható legyen, emellett a teret 100 ezer ember befogadására kellett alkalmassá tenni. Mivel a Michelangelo által tervezett kupolát a Carlo Maderno által épített homlokzat teljes egészében takarta, Bernini az ellipszis alakú térrel (amelyet körként érzékelünk) és az itt felállított szökőkutakkal, valamint a tér oldalán található kolonnádokkal igyekezett elvonni a figyelmet erről a hibáról. A főhomlokzat előtti, trapéz alakú tér (Piazza Retta) szolgált arra, hogy az emberek figyelmét a kupolára irányítsa. Ennek köszönhetően a bazilikához való közeledés kevéssé érzékelhető; tovább engedi láttatni a kupolát. Ezen építészeti bravúroknak köszönhetően, végül sikerült kijavítani az épület hibáit, és 1667-re befejeződött a több mint egy évszázadig tartó építkezés.
A 71 méter hosszú, 13,5 méter széles és 20 méter magas előcsarnok a homlokzathoz hasonlóan Carlo Maderno munkája, a belső térbe innen öt ajtó vezet. Ezek közül a jobb szélső, a Porta Santa (szent kapu) csak szentévekben használható, máskor be van falazva. A bal szélsőn, a Halál Kapuján át a megboldogult pápák porhüvelye hagyja el a trónját, 1964 óta. A bazilika háromhajós, kereszthajóval és apszissal ellátott, latin kereszt alaprajzú tér. A főhajót tíz korinthoszi pillér választja el a mellékhajóktól, közülük az apszis felé eső négy óriási pillér tartja a kupolát. Tetejét dongaboltozattal fedték be, amelyet a 18. század végén VI. Piusz pápa megrendelésére aranyozott panelekkel borítottak be. A főoltár előtti, félkörív alakú, korláttal védett, mélyebben fekvő területen, a régi bazilika padlószintjén egy fülke nyílik Szent Péter sírjával. Pontosan efölött van a bazilika főoltára, amelyen csak a pápa misézhet. Az oltár fölé bronzból készült baldachin magasodik, Bernini alkotása. Az apszis legkiemelkedőbb műalkotása Szent Péter katedrája, szintén Bernini zseniális és összetéveszthetetlen remekműve. A bazilikában számos oltárt és síremléket állítottak fel, az oltárképek túlnyomó többsége vászonra festett képek alapján készült mozaik.

## Kezdetek és a régi bazilika

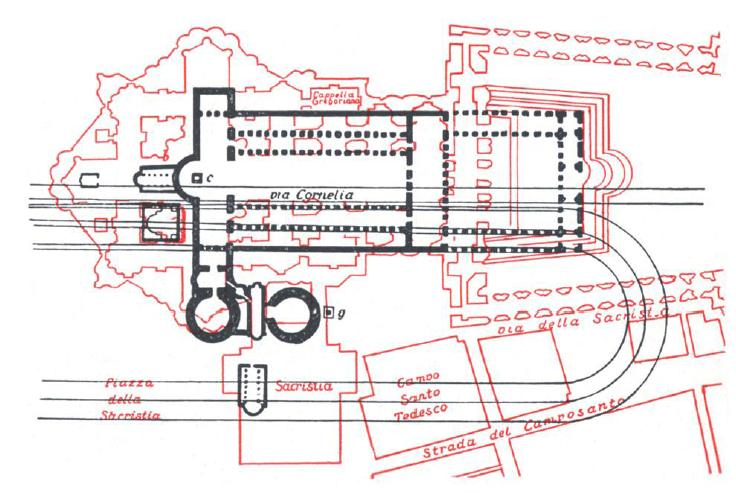
A régi és a jelenlegi Szent Péter-bazilika elhelyezkedése Caligula római császár cirkusza mellett

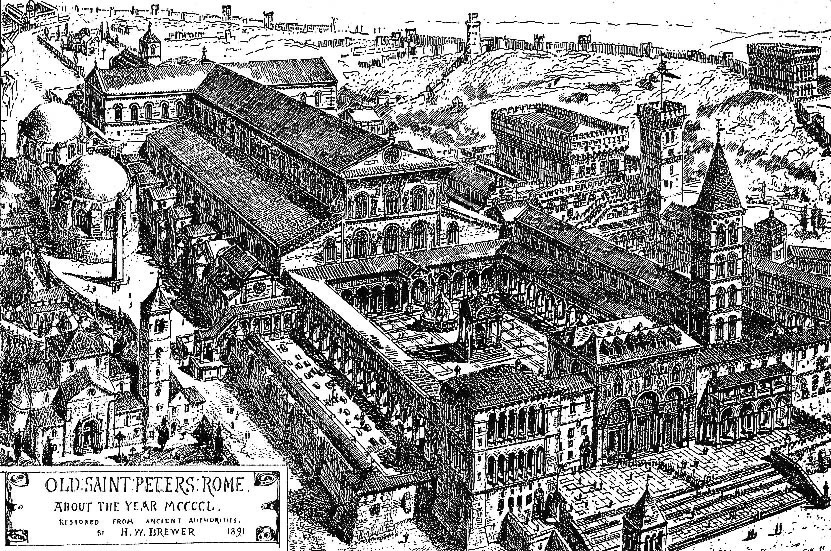
A régi Szent Péter-bazilika egy 15. századi metszeten

A római császárok korában a jelenlegi Vatikán területe gyümölcsöskertekkel borított, divatos városrész volt, ahol az előkelők fényűző villákat építtettek. Caligula idejében az egyik, a császár anyjának tulajdonában lévő birtokon az uralkodó kőcirkuszt építtetett, ahol gladiátor- és állatviadalokat tartottak. Később, a keresztényüldözés idején, a viadalok mellett, a keresztények nyilvános, látványszámba menő kivégzésének helyszínévé is vált.
A hagyomány szerint Szent Péter is ebben a cirkuszban szenvedett mártírhalált, és az északi irányban elterülő közeli temetőben temették el. Az évszázadok során viszonylag kevés utalás maradt meg temetkezési helyével kapcsolatban, és ezek is homályos forrásból származnak. Csak XII. Piusz pápa idejében, a 20. század közepén, 1940-től 1952-ig folytattak tervszerű feltárásokat a területen, a jelenlegi bazilika alatt, ahol feltételezhetően sikerült azonosítaniuk Szent Péter sírját, késő antik források szerint, már I. Anaklét pápa idejében kis méretű kápolnát emeltek a szent sírja fölé, ami hamarosan az első keresztények népszerű zarándokhelyévé vált. A régi Szent Péter-bazilika, amely a jelenlegi templom helyén állt, annak a kápolnának a helyére került. Az épületről Raffaello egyik, a Vatikáni Stanzákban látható, A Borgo égése című festményéről kaphatunk képet, amelyen a homlokzat látható bizánci mozaikdíszítéssel.
A forrásokban nem maradtak fenn pontos utalások arra, hogy Nagy Konstantin császár mikor döntötte el, hogy Szent Péter sírja fölé akkora templomot emeltet, ahol egyszerre több ezer hívő gyűlhet össze. Az építkezés kezdetének időpontját sem lehet pontosan meghatározni. Feltételezhetően 324 előtt kezdték el építeni, valamikor 319 és 322 között. Az építőknek komoly nehézségekkel kellett megküzdeniük, ugyanis a temető domboldalon helyezkedett el, amelyen először egy vízszintes területet kellett kialakítaniuk, amelynek során a régi temető sírjait földdel és törmelékkel töltötték fel, valamint Szent Péter sírjának kivételével a magasabb sírok tetejét elbontották. Csak ezután kerülhetett sor a munkálatok elkezdésére. A templom alapozásánál a templomhajók alapfalait 8 méter magasra kellett építeni, míg az épület nyugati és északi részén a domb oldalába süllyesztették őket. Az épület nagy mérete és a technikai nehézségek ellenére a munkálatok olyan gyorsan haladtak, hogy 329 körül a bazilika szerkezete elkészült, és a dedikációs mozaikfeliratok is rákerültek az apszis félkörívére. A templom bazilika-elrendezésű volt, négyszer huszonnégy oszlop tagolta öt hajóra, belső terébe öt ajtón keresztül lehetett bejutni. A főhajó 118 méter hosszú volt, szélessége elérte a 64 métert. Az oszlopok fölött egyenes architráv húzódott, tetejét fából ácsolt fedélszék borította. A főhajó és a kereszthajó azonos magasságúak voltak, és a mellékhajók fölé magasodtak. Az építkezés a templom felszentelése után is folytatódott, a homlokzat 360, a nagy átrium, középen egy kúttal csak 390 körül készült el.
Az apszis közepén, porfir oszlopokkal körülvéve állt Szent Péter sírja. A falak mellett pápák, királyok és császárok síremlékét állították fel. A padlót is szinte teljesen beborították a sírok, a terület 16. századi feltárásakor számos, padlóba süllyesztett szarkofágot tártak fel, ezek közül több a 4. századból származott. Az épület belsejét értékes márványokkal, mozaikokkal valamint szőttesekkel díszítették. A pápák olyan művészeknek adtak megbízásokat a templom díszítésére, mint Giotto és Pietro Cavallini. A templomban koronázták meg a német-római császárokat, és itt ünnepelték 1300-ban a kereszténység első szentévét is.
A 15. század közepére nyilvánvalóvá vált, hogy az épület állapota teljesen leromlott. Ezenkívül egyre kevésbé felelt meg az avignoni fogságból visszatért és fokozatosan egyre nagyobb befolyást szerző pápaság reprezentációs igényeinek. V. Miklós pápa volt az első, aki elkezdte átépíttetni a templomot. A tervezéssel Leon Battista Albertit, a kivitelezéssel Bernardo Rossellinót bízta meg, azonban a pápa 1455-ben meghalt, mielőtt komolyabb átépítésbe kezdtek volna. Utódai csak kisebb átalakításokat végeztek a legkritikusabb helyeken, főleg a közelgő szentév miatt. II. Piusz helyreállíttatta a főoltár fölötti cibóriumot, IV. Szixtusz utasítására a cibóriumot kidíszítették, valamint VI. Sándor idejében befejezték a főhomlokzaton álló lodzsát.

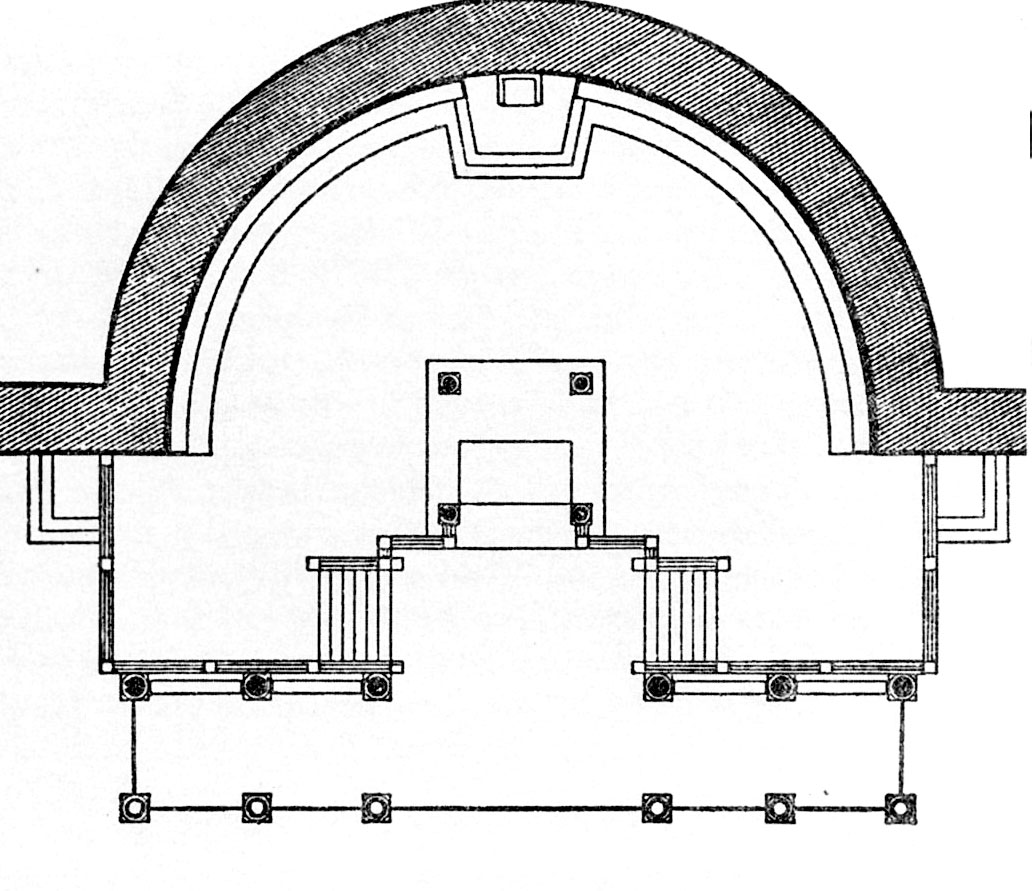
Az apszis Szent Péter sírjával
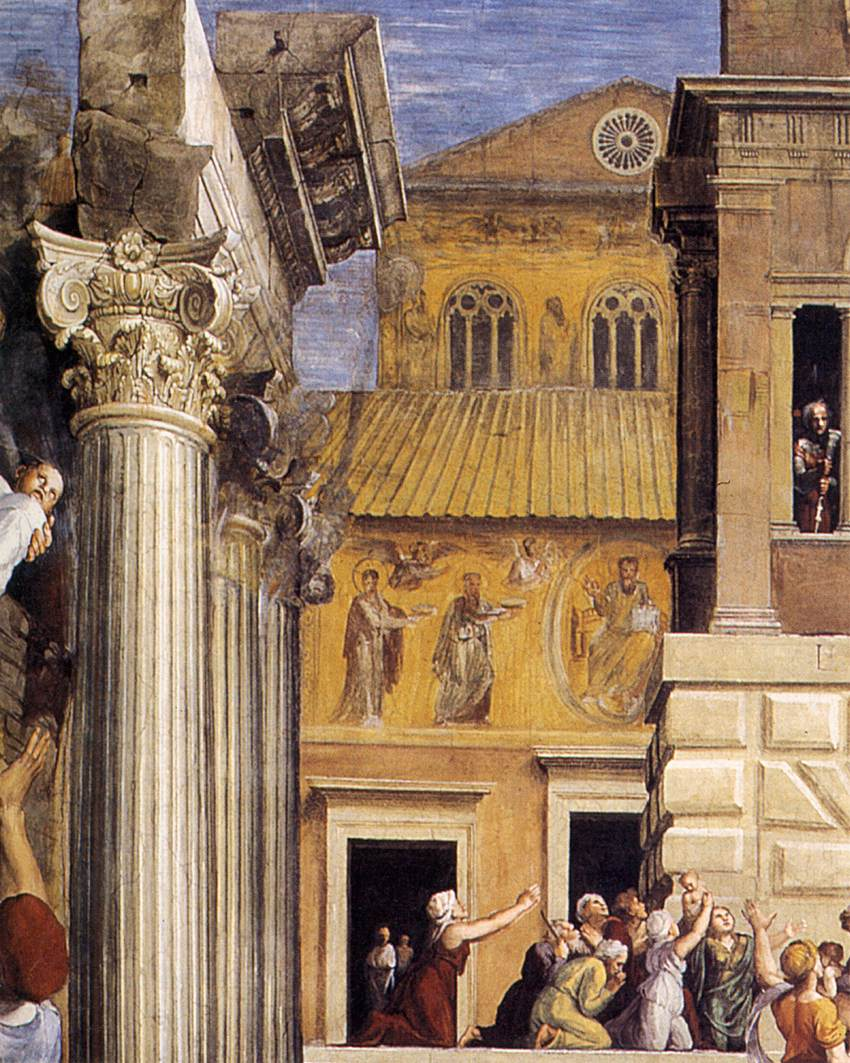
Raffaello A Borgo égése című festményének részlete a templom homlokzatával
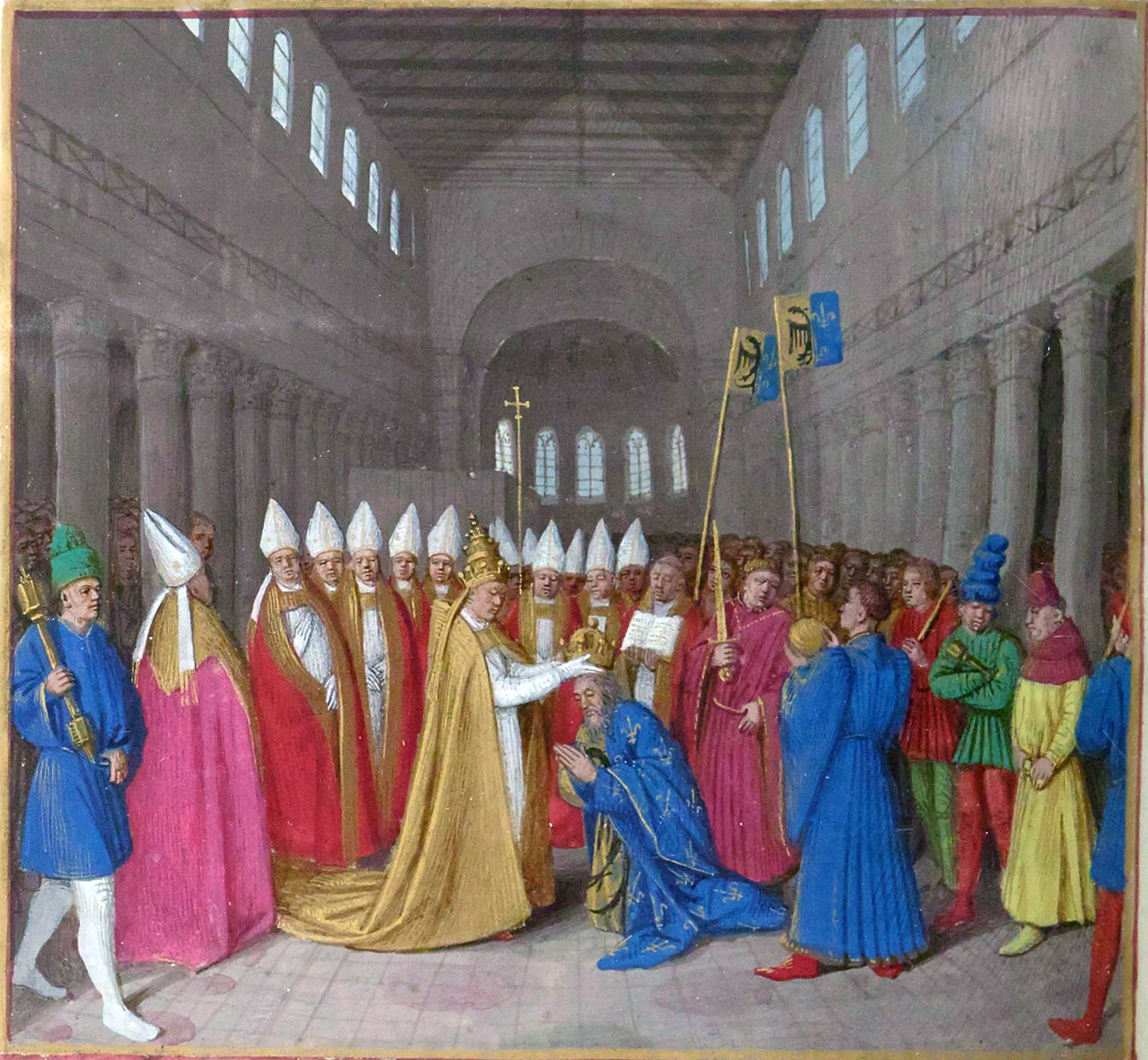
Nagy Károly megkoronázása a templomban, 15. századi miniatúrán

## Története
A jelenleg látható templom 120 év alatt épült fel, II. Gyula, X. Leó, VII. Kelemen, III. Pál, III. Gyula, IV. Pál, IV. Piusz, V. Piusz, XIII. Gergely, V. Szixtusz, VIII. Kelemen, V. Pál pápák idejében, akik Donato Bramante, Raffaello Sanzio, Giuliano da Sangallo, Fra Giocondo da Verona, idősebb Antonio da Sangallo, Baldassare Peruzzi, ifjabb Antonio da Sangallo, Michelangelo Buonarroti, Pirro Ligorio Jacopo Barozzi (ismertebb nevén Vignola), Giacomo Della Porta, Domenico Fontana, Carlo Maderno és Giovanni Lorenzo Bernini részére adtak megbízásokat az épület egyes részeinek kivitelezésére.
A régi bazilika Szent Péter apostol mellett Nagy Konstantinhoz, az első keresztény császárhoz is köthető volt, így II. Gyula kevésbé magabiztos elődei nem is gondoltak a lebontására. Uralkodásának kezdetén feltételezhetően ő is csak annyit tervezett, hogy folytatja a régi bazilika renoválását, és csak a feltétlenül szükséges részeket építteti át. Valószínűleg 1503 nyarán jutott arra az elhatározásra, hogy lebontatja a régi templomot, így megteremtve a lehetőségét annak, hogy a nyugati kereszténység legnagyobb templomát emeljék a helyére.

### Bramante

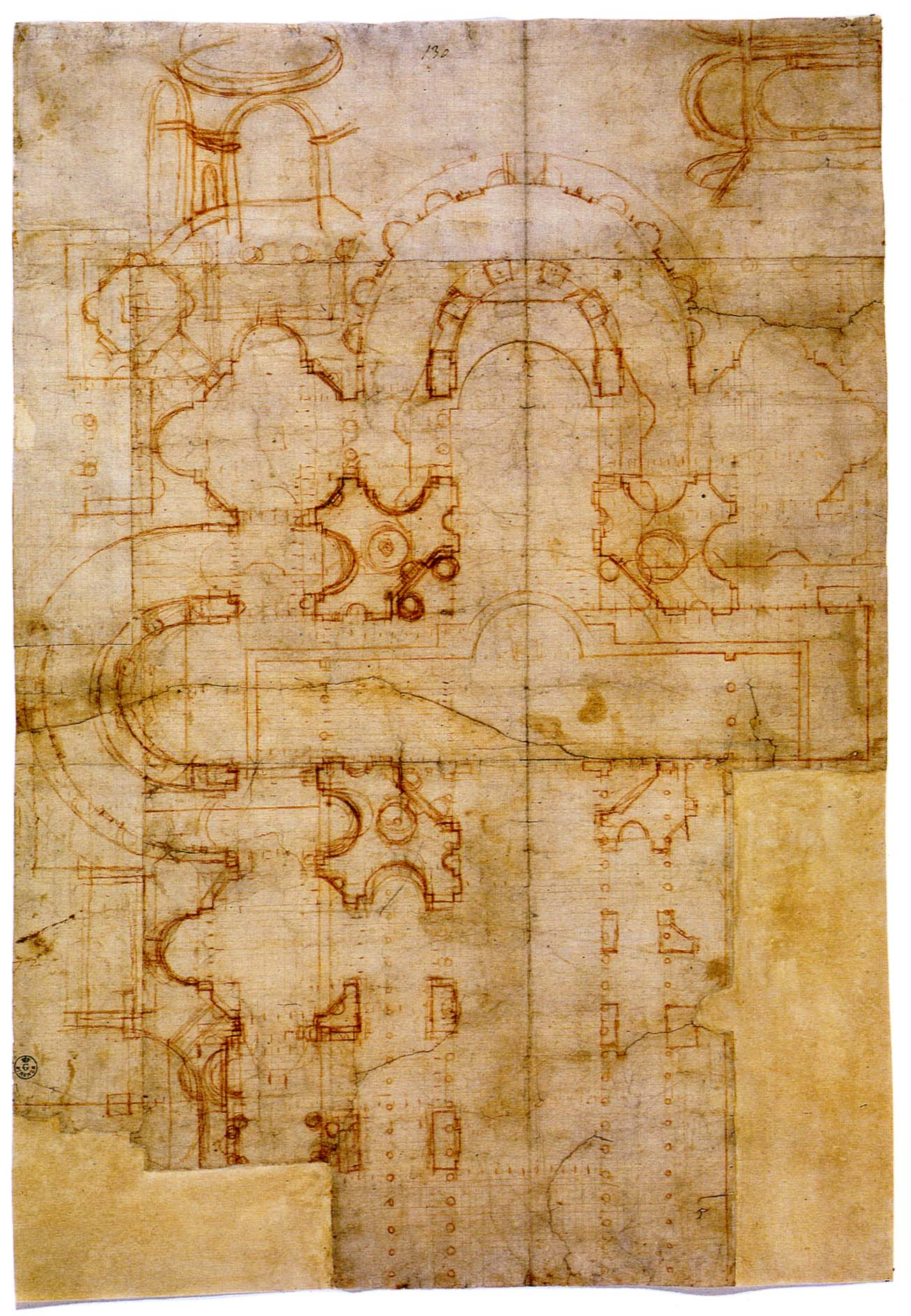
A Bramanténak tulajdonítható egyetlen alaprajzrészlet

A pápa pályázatot hirdetett az új Szent Péter-templom tervezésére. A pályázatot Bramante nyerte meg, ami meglepő volt, ugyanis a művész csak néhány évvel korábban költözött Milánóból Rómába. Az Uffizi gyűjteményében számos vázlatot őriznek, köztük az egyetlen olyan alaprajztöredéket, amely bizonyíthatóan Bramante munkája. Ez a töredék, ami az eredeti rajznak a fele, egy görög kereszt alakú épületet ábrázolhat, a hajók találkozásánál és a kereszt szárai fölött kupolákkal. Ez az elrendezés a bizánci építészetre vezethető vissza, többek között a velencei Szent Márk-székesegyház formájára. Az volt az elképzelése, hogy a római Pantheon félgömb alakú kupoláját két dongaboltozatú hajó találkozására helyezi. Ez az épületforma óriási teherbírású falakat igényelt volna, ezért úgy tervezte, hogy a falakat fülkékkel tagolja, hogy megtörje a nagy, sima falfelületek egyhangúságát.
A terv ebben a formában nem valósult meg, viszont komoly hatást gyakorolt a kortárs építészekre, akik kisebb templomokon felhasználták Bramante ötleteit. Ezek közül a legismertebbek: a Todiban álló Santa Maria della Consolazione-templom, amelyet Cola di Mateuccio kezdett építeni, 1508-ban, a másik a firenzei idősebb Antonio da Sangallo alkotása, a Montepulcianóban található Madonna di San Biagio.
Az új templom alapkövét 1506. április 18-án rakták le, II. Gyula pápa személyes közreműködésével, aki ezután kihirdette, hogy az építkezésben résztvevők bűnbocsánatban részesülnek. Az alkalomra érmét vertek, rajta a épület tervezett képével. A munkálatokat a templom hátsó részénél kezdték, a majdani kupolát tartó pillérekkel. Az útban lévő épületelemeket lebontották, csak ahhoz a területhez nem nyúltak, ahol Szent Péter sírja áll. A miséket a még megmaradt templomrészben tartották, majd később, amikor világossá vált, hogy az építkezés elhúzódik, a sír felett egy ideiglenes kápolnát emeltek, ami az építkezés befejezéséig állt. A régi templomot díszítő ókeresztény mozaikokat, Giotto freskóit és a kora reneszánsz alkotásait nagyrészt megsemmisítették, amiket megőrzésre méltónak tartottak, a két templom padlószintje közötti, föld alatti helyiségekben zsúfolták össze. Ezek között voltak pápák sírjából származó töredékek, oltárok és II. Ottó császár szarkofágja. Ezek a tárgyak jelenleg a Vatikáni Grottákban láthatók.
A bazilika építéstörténete bonyolult, az első évekről nem maradtak fenn egykorú források. Még azt sem tudták pontosan megállapítani, hogy Bramante mikor kapott utasítást rajzok készítésére. A legnagyobb problémát az jelenthette számára, hogy még csak hozzávetőleges utasításokat sem kapott azzal kapcsolatban, hogy mekkora költséggel, milyen épületet tervezzen. A pápát feltételezhetően csak az épület szimbolikus jelentése érdekelte.
Egyes kutatók úgy vélik, hogy az egyetlen, Bramanténak tulajdonítható alaprajztöredék a kórus újjáépítéséhez készült. Számos olyan rajz is előkerült, amely a műhelyéhez köthető, nagy részük segítőjének, Baldassare Peruzzinak a munkája.
Bramante 1514-ben bekövetkezett halálakor nem hagyott hátra pontos terveket, az új épületből pedig még csak nagyon kevés épült meg — a kupolákat tartó négy pillér egy része állt.
Azonban Menicantonio de' Chiarello rajzai közül (Morgan Library, New York) az egyik arra utalhat, hogy Bramante egy famodellt is készített. Napjainkig a kutatók nem tudtak pontos képet alkotni Bramante elképzeléseiről. Annyi biztosra vehető, hogy az általa tervezett pillérek nem tudták volna megtartani a kupolát, így utódainak folyamatosan növelniük kellett azok méretét. Ez a tévedés azzal magyarázható, hogy még senki sem tervezett ekkora épületet, a statikai számításokat pedig nem ismerték.

### Raffaello és ifjabb Antonio da Sangallo

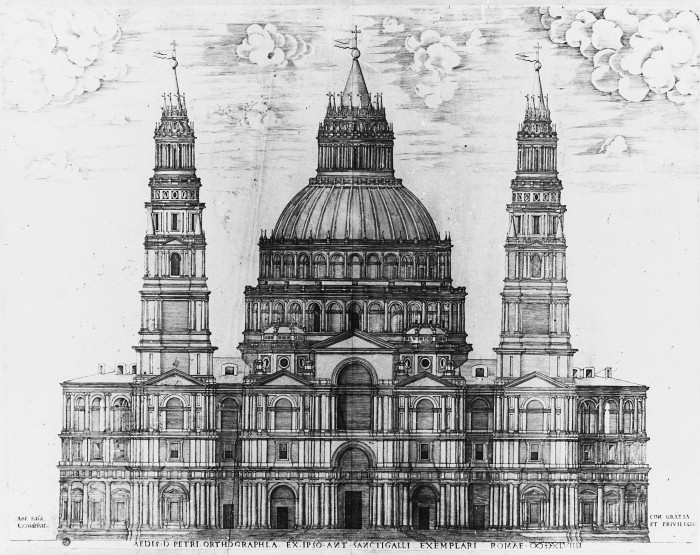
Antonio da Sangallo terve

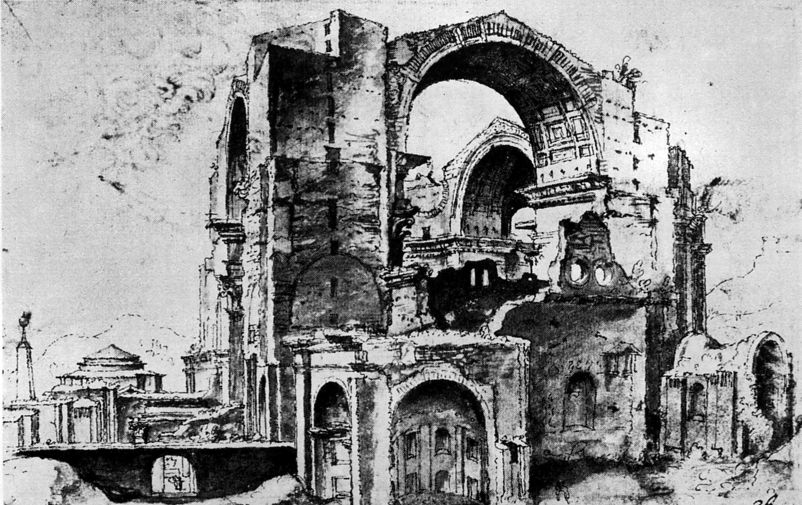
Marten van Heemskerck 1535-ben készített rajza az építési területről

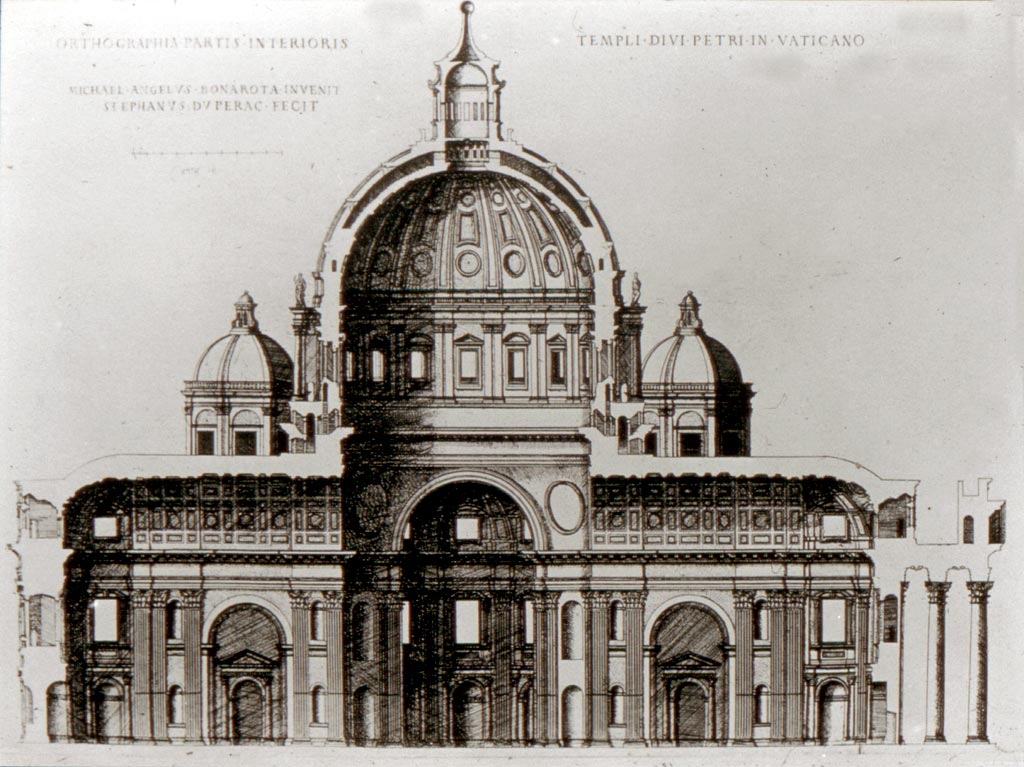
Michelangelo terve

Az építkezés irányításával ezután Raffaellót bízták meg, aki számos tervrajzot készített, ezekből azonban szinte semmi sem valósult meg. Raffaello együtt dolgozott Fra Giocondóval, majd 1516-ban Antonio da Sangallo is csatlakozott hozzájuk. Raffaello első elképzeléséről Sebastiano Serlino egyik metszete segítségével kaphatunk képet. Raffaello terve latin kereszt alakú volt, a homlokzat portikuszát óriási oszloprendekkel képzelte el. A főkupola mellé, Bramante elképzeléséhez hasonlóan, négy mellékkupolát tervezett, azonban Fra Giocondo, valamint Sangallo boltozatos tetőt javasolt a főhajó teljes hosszában.
A Sacco di Roma (1527) utáni években a Vatikánban az építészeti tevékenység gyakorlatilag leállt. Ez a Szent Péter-bazilikát különösen súlyosan érintette, mert nem voltak elegendő anyagi források az építkezés folytatásához. Bár az adók emelkedtek, a német nyelvterület országai visszautasították megfizetésüket. Így a templomon végzett munkálatok lelassultak és nagyrészt a bazilika alatti központi terület megemelésére szorítkoztak. Marten van Heemskerck egy 1535-ben készített vázlatából kiderül, hogy az építkezési terület romokban állt.
Később Antonio da Sangallo, aki Bramante mellett is dolgozott, elkezdte újratervezni az épületet, és megpróbálta enyhíteni az évtizedes elhanyagoltság okozta károkat. Pontos elképzeléseit egy nagyméretű, körüljárható modellről ismerjük, amely sok kompromisszumot tartalmazott. A központi rész eleve adott volt, mert már álltak a Bramante által tervezett pillérek, amelyeket jelentősen megnagyobbított. A kupolát méhkas alakúra tervezte, amelyet könnyebb lett volna kivitelezni. Sangallo azonban 1546-ban meghalt, még azelőtt, hogy terveiből bármi is megvalósult volna. Utána a mantovai udvarban fényes karriert befutott Giulio Romanót kérték fel, hogy legyen a bazilika főépítésze. Elfogadta a megbízást, azonban néhány hónap múlva ő is elhunyt.

### Michelangelo
1546-ban a pápa Michelangelót bízta meg az építkezés folytatásával, aki csak parancsra vállalta el a megbízatást. Sangallo utolsó tervét leegyszerűsítette, számos részletet, tornyokat és külső oszlopsorokat törölt belőle. Ezzel magára vonta azoknak a haragját, akik hasznot húztak az építkezés elhúzódásából és akiknek ezek az épületrészletek ürügyet szolgáltattak ellenőrizhetetlen kiadásokra. III. Pál pápa azonban, aki felismerte, hogy Michelangelo az egyetlen ember, aki képes a már fél évszázada tartó építkezés befejezésére, minden intrikával szemben megvédte a művészt. Michelangelo, hogy elkerülje a korrupciónak még a gyanúját is, beíratta a szerződésébe, hogy ellenszolgáltatás nélkül vállalja a feladatot.
Michelangelo elsősorban Bramante tervének egyszerűsítésére törekedett. Minden nélkülözhető járulékos elemet törölt a tervből, köztük oszlopsorokat és nyílásokat, mert ezek mind csökkentették a falak teherbíró képességét. Csökkentette a kupolát tartó pillérek és a falak távolságát, ezzel biztosította az épület stabilitását és a megfelelő alátámasztást a kupola számára. A kupolát viszont a tervezettnél sokkal magasabbra emelte, mint a Bramante által elképzelt, félgömb alakú kupola, amely csak belülről nézve lett volna monumentális. A bazilikának csak egyetlen bejáratot tervezett, hatalmas méretű oszlopcsarnokkal.
A következő tizennyolc évben a munka gyorsan haladt, annak köszönhetően, hogy a spanyolok az Amerikából rabolt arany egy részével jelentős részt vállaltak a költségvetésből.

Bramante terve
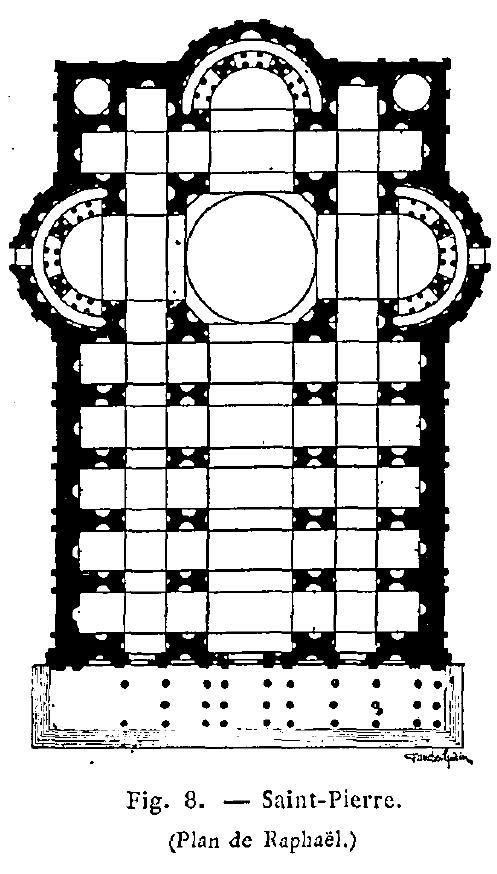
Raffaello terve
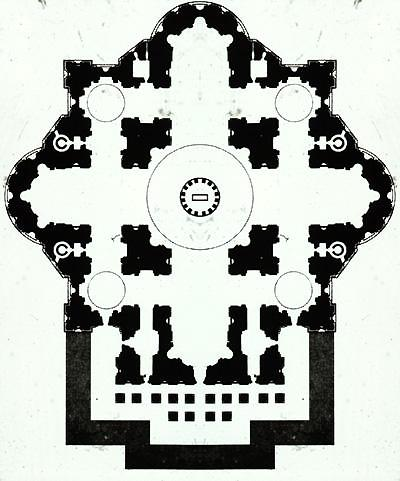
Michelangelo terve
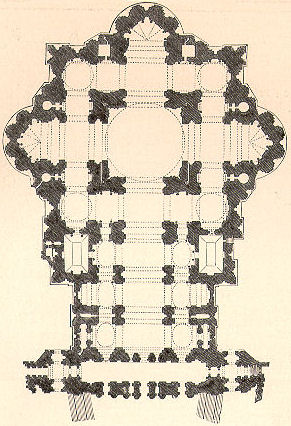
Az elkészült templom alaprajza

### Michelangelo után

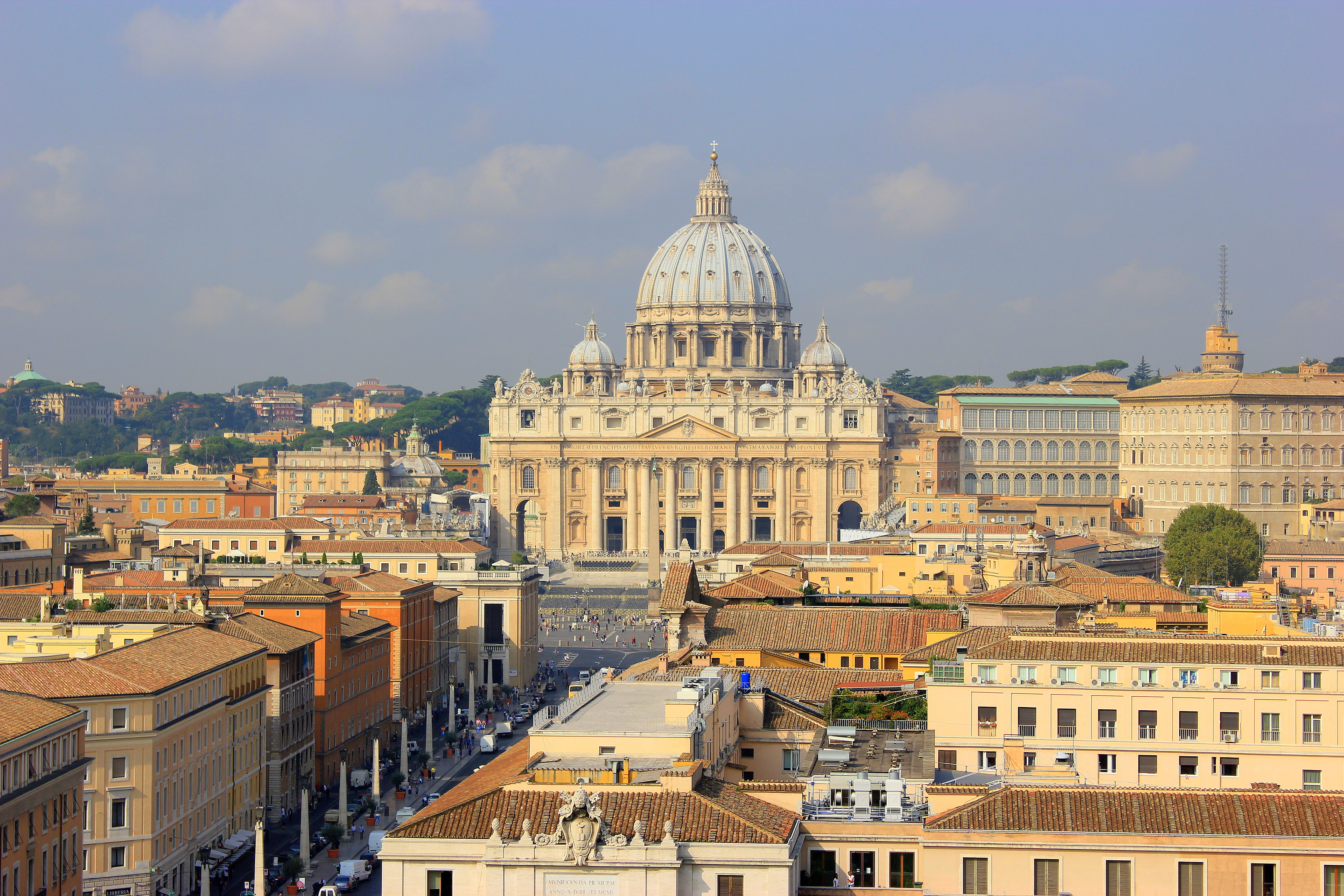
A kész épület az Angyalvárból nézve

Michelangelo 1564-ben bekövetkezett halála után Giacomo Della Porta vette át az építkezés vezetését. Ekkor még csak a kupoladob állt, a tényleges kupola építését csak ekkor kezdték meg. Michelangelo is hátrahagyott egy fából készült modellt, azonban utóda megváltoztatta a tervet, és a kupola ívét még meredekebbre építette. Megváltoztatta a lanternát is, díszítését gazdagabbá, bonyolultabbá, majdnem barokkossá téve. A kupolát 1600 munkás Della Porta és Domenico Fontana (aki valószínűleg a kor legtehetségesebb mérnöke volt) irányítása alatt 22 hónap alatt, 1590. június 21-én fejezte be.
A templom kupolája óriási hatást gyakorolt a későbbi korok építészeire. Nem csak Itáliában, hanem mindenhol, ahova eljutott a reneszánsz művészet hatása, a 16. század közepétől alig építettek olyan keresztény templomot, amelyet ne kupolával fedtek volna be.
A 17. század első felében a tervet újból módosították, és az épületet latin kereszt alaprajzúvá bővítették. A munkálatok Carlo Maderno irányítása alatt folytak, aki a lényegesen meghosszabbította a főhajót, és a templom lezárásaként elkészítette a ma is látható főhomlokzatot. Ez a főhajó azonban háttérbe szorította Michelangelo kupoláját. Maderno megpróbálta tiszteletben tartani nagy elődje elképzeléseit, így a homlokzatot a lehető legalacsonyabbra tervezte, valamint a kupolát két toronnyal akarta kiemelni. 1612-ben V. Pál elrendelte a tornyok megépítését, azonban a munkát a lábazati szintnél félbeszakították.
Röviddel beiktatása után, VIII. Orbán pápa megbízta Berninit, hogy fejezze be a templomot. A munkálatok (a belső díszítés, a baldachin, a Szent Péter tér rendezése), amelyekre sohasem készült egységes terv, negyven évig foglalkoztatták a művészt. 1636-ban Bernini tervei alapján folytatták a harangtornyok építését a déli toronynál, hamarosan azonban újra félbe kellett hagyni építésüket, mert a torony süllyedni kezdett. Bernini újabb terveket készített, amiket azonban nem valósítottak meg, hanem 1646-ban lebontották a már elkészült épületrészeket is. Egy későbbi tervén Maderno eredeti elképzeléséből indult ki, alacsonyabb tornyokat tervezett, amelyeknek elég lett volna a kisebb alapozás is, valamint nagy nyílásokkal csökkentette a tornyok súlyát. Végül ez a elképzelése sem valósult meg.

## A Szent Péter tér

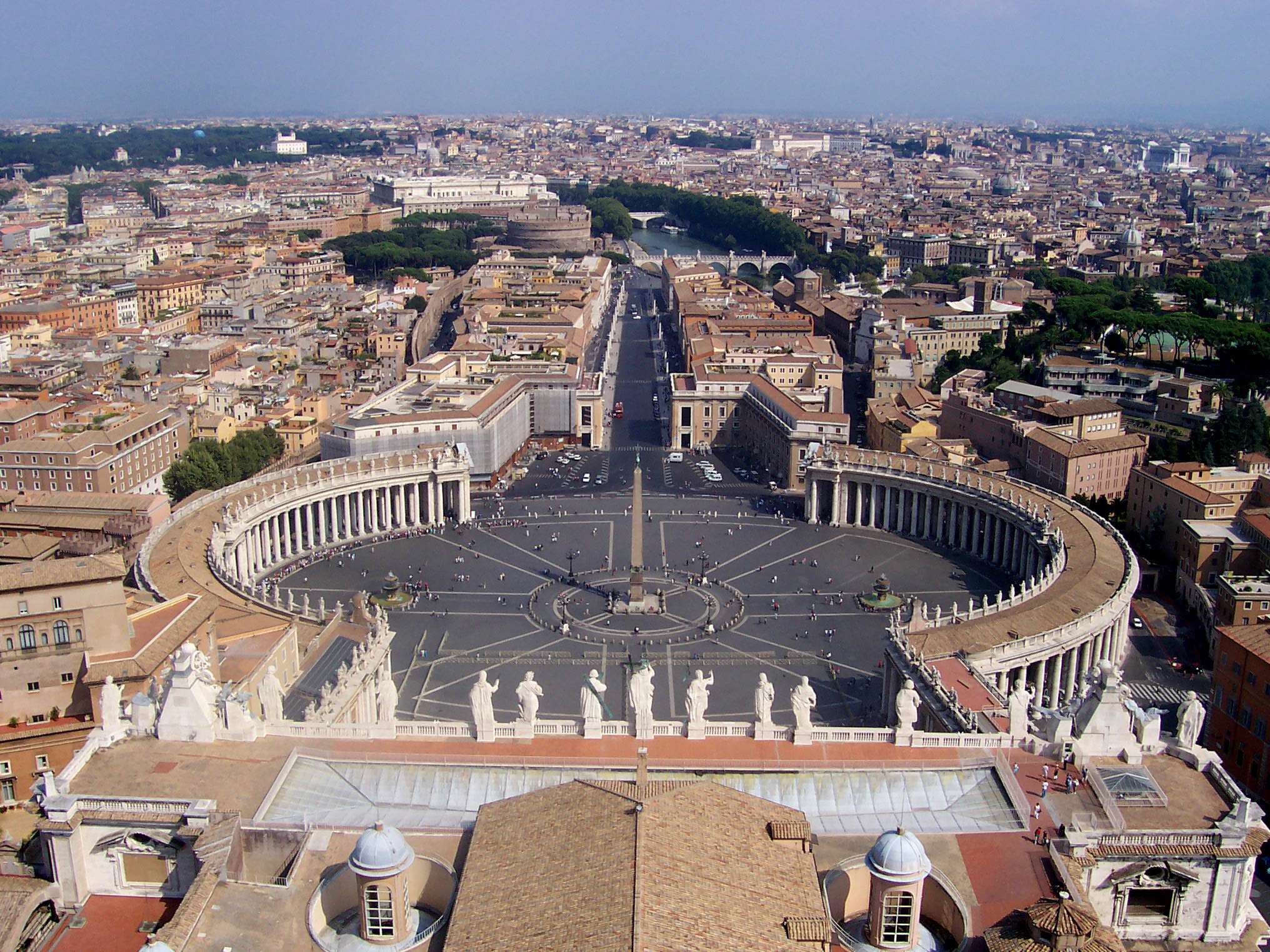
A tér a bazilika kupolájából nézve, háttérben a Via della Conciliazione és az Angyalvár

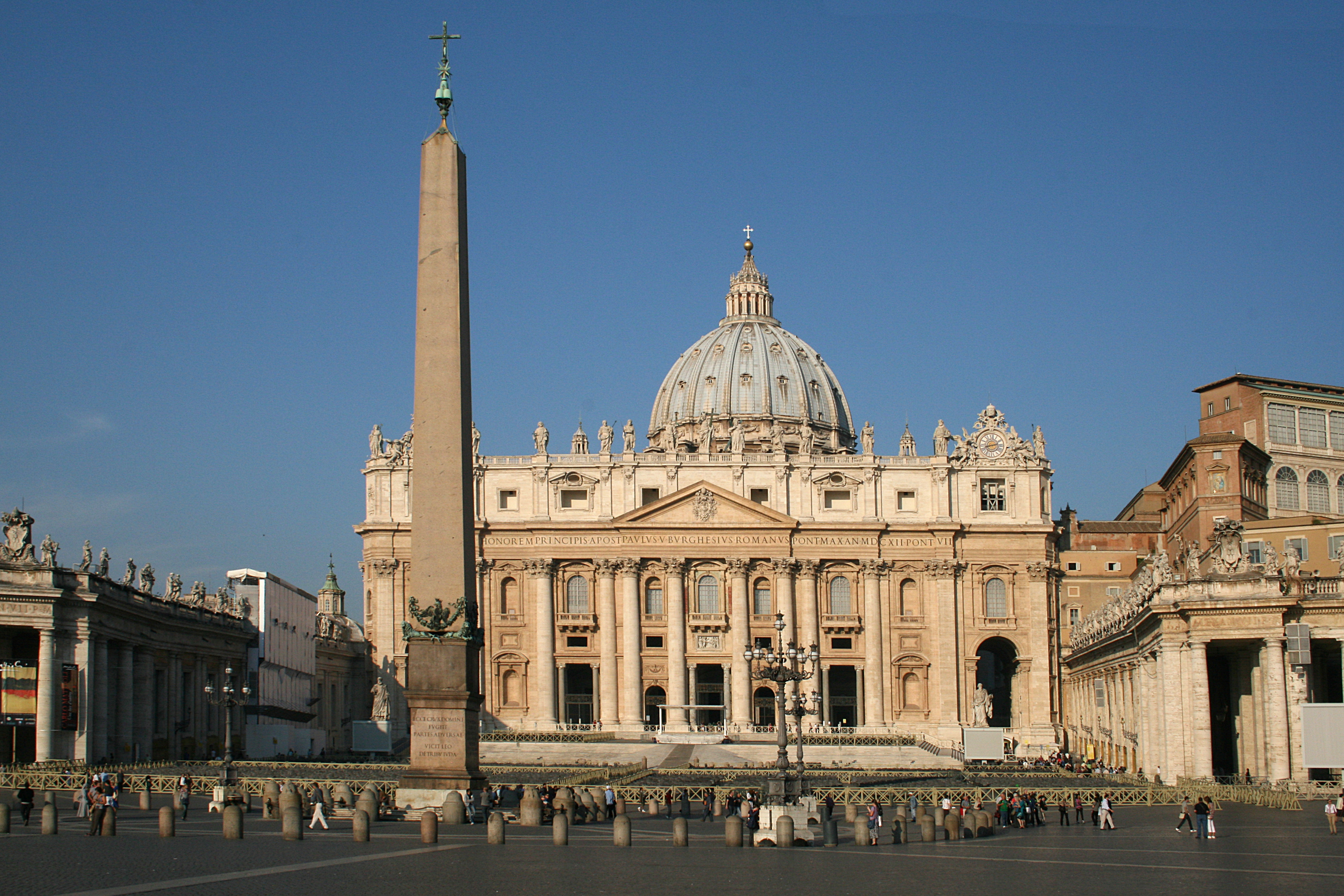
A tér látványa a Via della Conciliazione irányából

A templom befejezése után szükségessé vált egy olyan tér kialakítása az épület előtt, ahol a hívek részt vehettek az egyházi ünnepségeken és láthatták a körmeneteket. VII. Sándor pápa 1656-ban megbízta Berninit a tér kialakításával, és a munkálatok gyorsan, 1657 és 1667 között be is fejeződtek. A tér kiterjedésével és a városhoz kapcsolódásával a kupola ellenpontja lett, a diadalmas egyház jelképe. Elrendezésében nagy szerepet játszik, hogy különböző szertartásokat és körmeneteket tartanak itt, és a templom melletti palota lodzsájáról adja a pápa karácsonykor és húsvétkor áldását Rómára és a földkerekségre (urbi et orbi). A térnek a befogadó formája ezeknek a feladatoknak felel meg.
Bernini legelső elképzelése egy trapéz alakú tér volt, amelyet kétszintes, a palotákra emlékeztető homlokzat fogott volna közre, majd 1657-ben állt elő azzal a javaslattal, hogy ellipszis alakú legyen, és magában álló oszlopos árkádok határolják. Ezt a megoldást végül vízszintes gerendázattal lezárt portikusszal váltotta fel, így a tér végre megfelelt a szertartások jellegének. Bernini ezzel a megoldással megtalálta a legegyszerűbb és legerőteljesebb formát. Az egyszintes árkádsor jobb áttekinthetőséget biztosít, olcsóbb és megfelelőbben egyenlíti ki a templom homlokzatának arányait.
A tér tengelye kelet–nyugati irányú, pontosan 1,6 fokkal eltér ettől. Ez nem valami tévedés, elmérés eredménye, hanem amiatt van, hogy az építmények keletelésének nem volt egységesen elfogadott szabályzata.
1667-ig még függőben volt az a terv, hogy a teret a kinyúló portikuszok folytatásaként egy rövidebb oszlopsorral zárják le, de végül ezt elvetették, és a környék képe sokáig nem változott. A teret csak a 20. században nyitották meg a Via della Conciliazione kialakításával a Borgo végéig, egészen az Angyalvárig.
Az ellipszis 240 méter hosszú és 320 méter széles. A teret két oldalról egy-egy 17 méter széles négy-négy oszlopsorból álló kolonnád szegélyezi összesen 284 mészkőből faragott, 13 méter magas dór oszloppal. Az oszlopsorok tetejét vastag párkányzat zárja le, amitől a kolonnádok teljes magassága eléri a 21 métert. A párkányzat két végében VII. Sándor pápa címerét helyezték el. Az oszlopok között 70–70, nagyrészt Bernini által tervezett, több mint három méter magas szobor kapott helyet szentek alakjaival. A kolonnádok és a templom közé szintén Bernini tervei alapján két, 120 méter hosszú, egyenes épületszárnyat emeltek. A bal oldali szárnyat Nagy Károlyról, a jobb oldalit Nagy Konstantinról nevezték el; utóbbiból nyílik a Vatikáni Palota bejárata.
A tér közepén, 8 méter magas alapon egy 25 méter magas, egy darab vörös márványból faragott obeliszk áll. Ezt az egyiptomi Héliopoliszból hozatta i. sz. 37-ben Caligula római császár az általa épített cirkusz fő díszének. A Szent Péter-tér közepére 1586-ban, V. Szixtusz pápa parancsára helyezték át; a pápa egyúttal vaskeresztet állíttatott az oszlop tetejére. A  négy hónapig tartó átszállítást Domenico Fontana irányította, és több száz ember munkaerejét vette igénybe. új helyén 1586. szeptember 10-én állította fel kilencszáz ember száznegyven lóval és huszonhat csörlővel. Az obeliszk és az oszlopsorok között féltávra, az ellipszis fókuszaiban mindkét oldalon egy-egy 14 méter magas díszkutat állítottak fel; a belőlük feltörő víz az örök életet jelképezi. A jobb oldalon álló kút Carlo Maderno munkája, 1613-ból. Jelenlegi helyére akkor került, amikor Bernini tervei alapján átrendezték a teret. A bal oldali kút a szimmetria végett készítette Bernini 1675-ben.
A teret sokáig csak szűk utcácskákon lehetett megközelíteni, és az váratlanul tárult az érkező elé. A gátló házakat, palotákat 1936–1937-ben Mussolini romboltatta le, miután sikerül kivívnia XI. Piusz pápa beleegyezését. Az így kialakított Megbékélés útja (Via della Conciliazione), felnyitotta a teret kelet felé egészen az Angyalvárig. 1817-ben
építettek a burkolatba egy nem túl bonyolult kő meridiánvonalat, amelyen kerek kövek kijelölik az obeliszk árnyékának
végét azokon a napokon, amikor a Nap az egyes állatövi jegyekbe lép (tehát 30 fokonként, minden hónap 21-e táján). Egy kőkör jelzi a szélrózsa 16 égtáját. A 18. és 19. században kísérleteket tettek arra, hogy a templomot és a hozzá tartozó teret egy nagyobb urbanisztikai egységbe integrálják, de a környék jelenlegi arculatát csak a 20. század első felében XI. Piusz pápa idejében alakították ki. A környék ma is látható formáját az 1950-es szentévben kapta a Via della Conciliazione felavatásával.

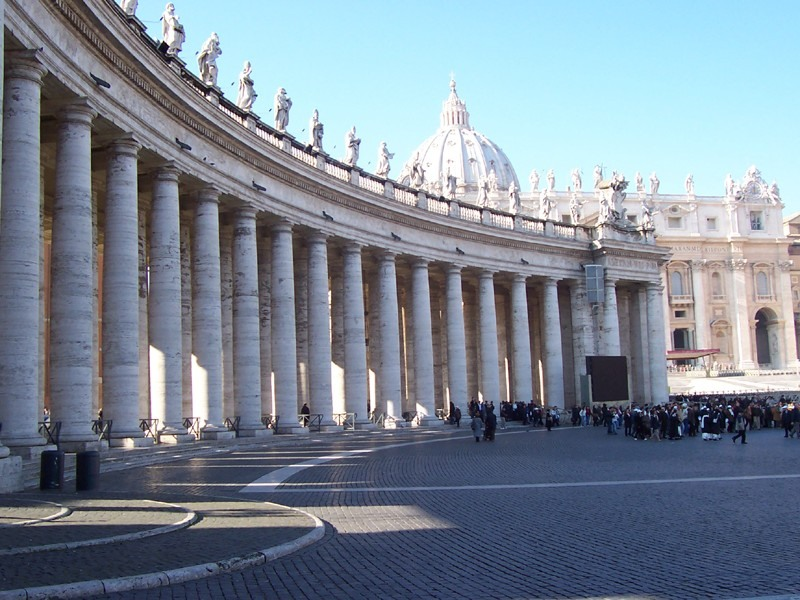
A tér egyik oszlopsora
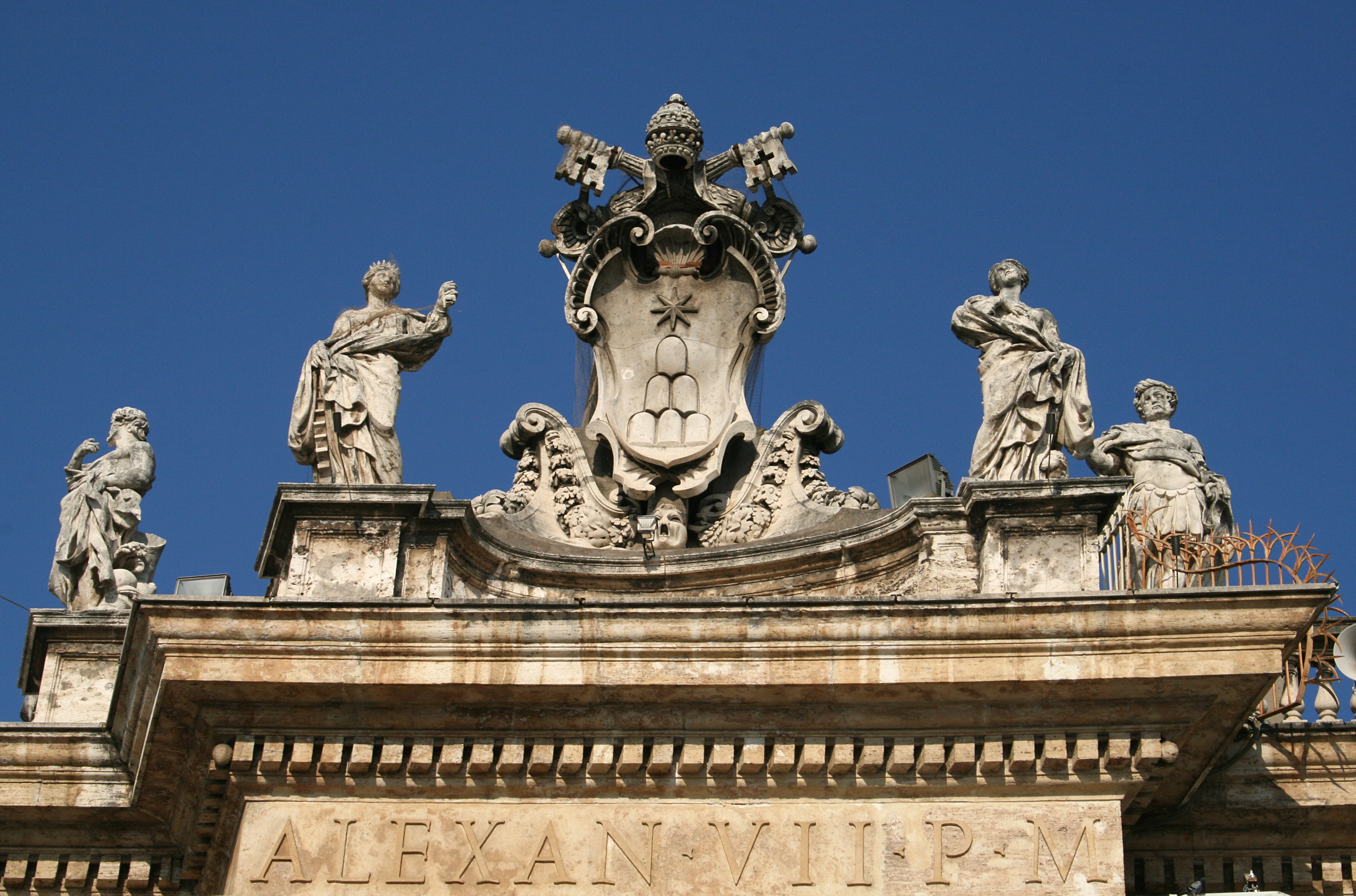
Az egyik oszlopsor vége, rajta VII. Sándor pápa címerével
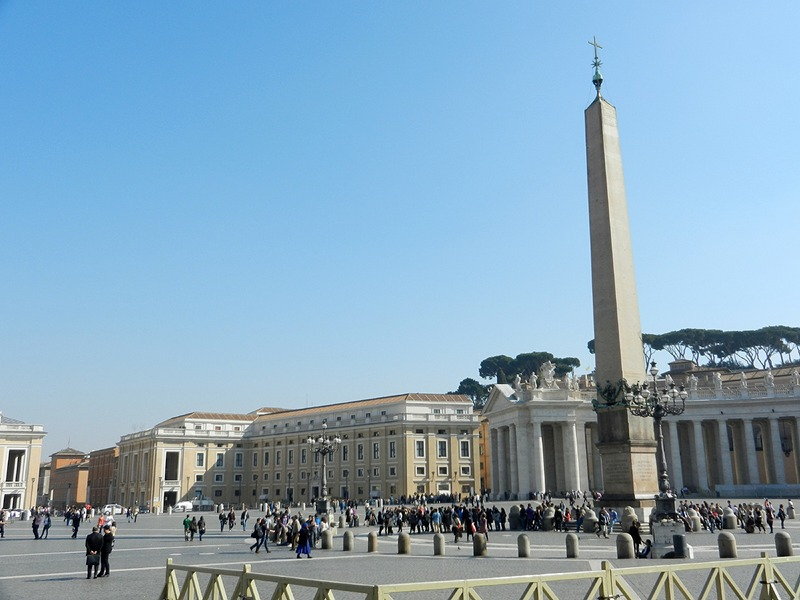
A téren felállított obeliszk
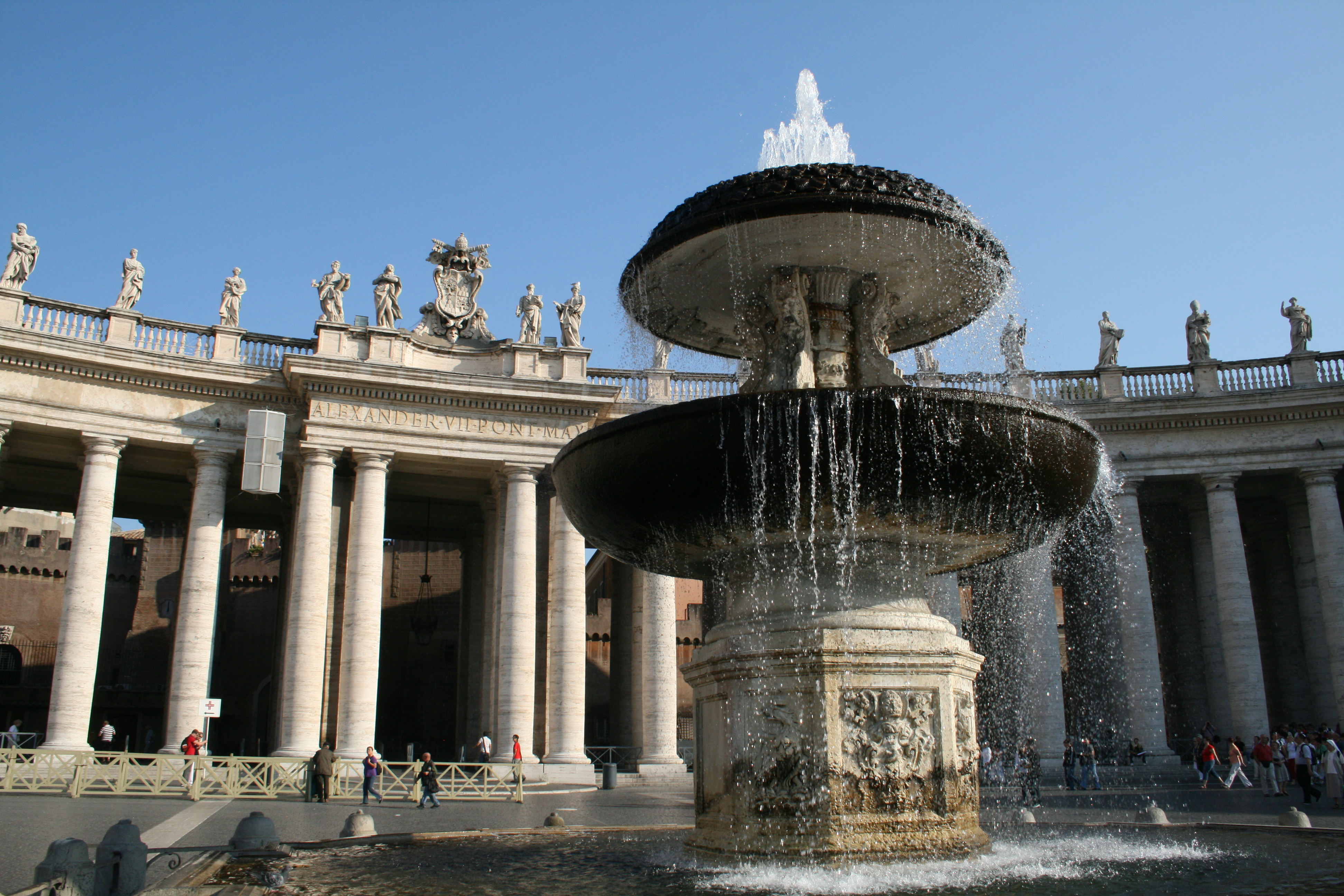
Az egyik szökőkút, Carlo Maderno alkotása

## A homlokzat

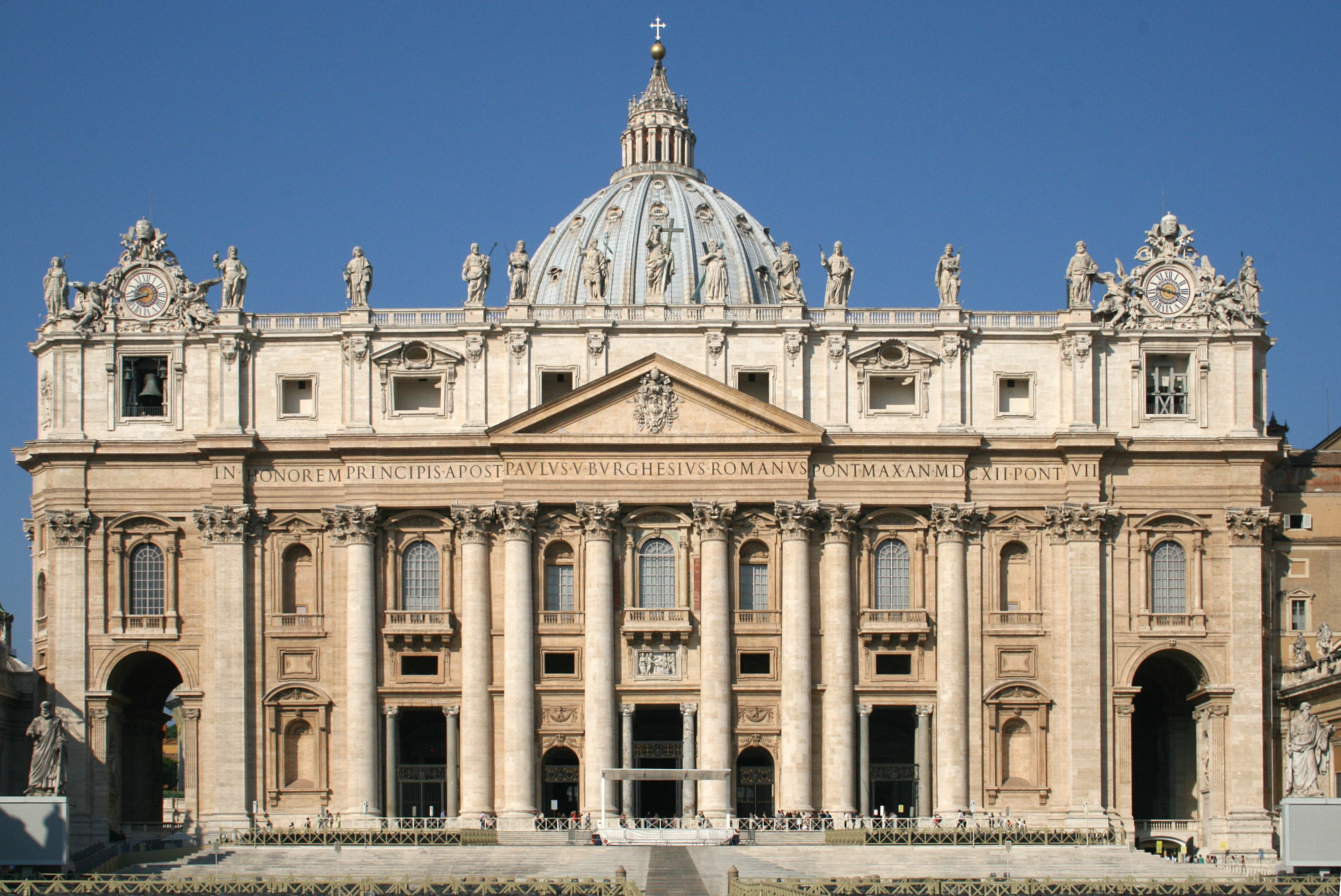
A bazilika homlokzata

A templom homlokzatát a térről 34 lépcsőfokon keresztül lehet megközelíteni. A lépcsősor lábánál jobboldalt Szent Péter, baloldalt Szent Pál szobrát állították fel. A szobrokat G. Fabris és A. Todolini faragta, 1840-ben. Jelenlegi helyükre 1847-ben kerültek, két kisebb szobrot felváltva.
A 118 méter széles, viszonylag alacsony homlokzat magassága 45,5 méter, azért, hogy ne takarja el a kupolát. A mészkőből készült homlokzatot nyolc darab, 27 méter magas, majdnem 3 méter széles korinthoszi féloszlop tagolja. A homlokzat tetejét párkányzat zárja le, amelynek tetejére 13 nagyméretű, majdnem 6 méter magas szobrot állítottak fel. A szobrok Krisztust, Keresztelő Szent Jánost és a hű apostolokat ábrázolják. A párkányzat két szélén látható órák Giuseppe Valadier munkái a 18. századból. A bal oldali órán a római pontos idő látható, míg a jobb oldali, amelynek csak egy mutatója van, az európai középidőt mutatja. A bal oldali óra alatt alakították ki a bazilika harangkamráját. A tíztonnás harang 2,5 méter átmérőjű, 2,6 méter magas. Az órákhoz hasonlóan ez is Valadier alkotása, amelyet VI. Piusz pápa 1786-ban szentelt fel.
A homlokzatot tagoló oszlopok között kilenc lodzsát alakítottak ki. A középsőn jelenik meg az új pápa közvetlenül megválasztása után, és innen mondja el első beszédét.

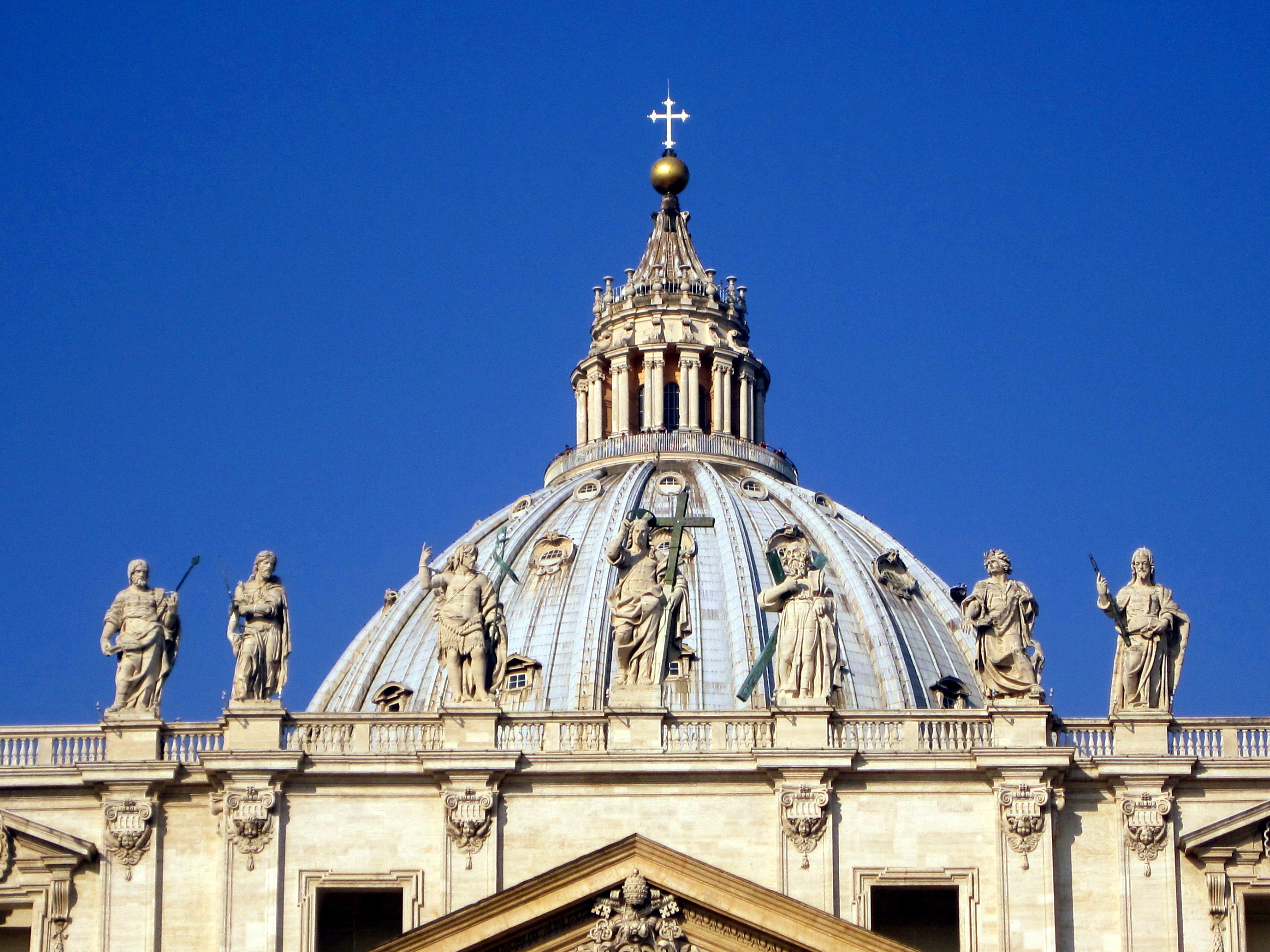
Szobrok a bazilika homlokzatán
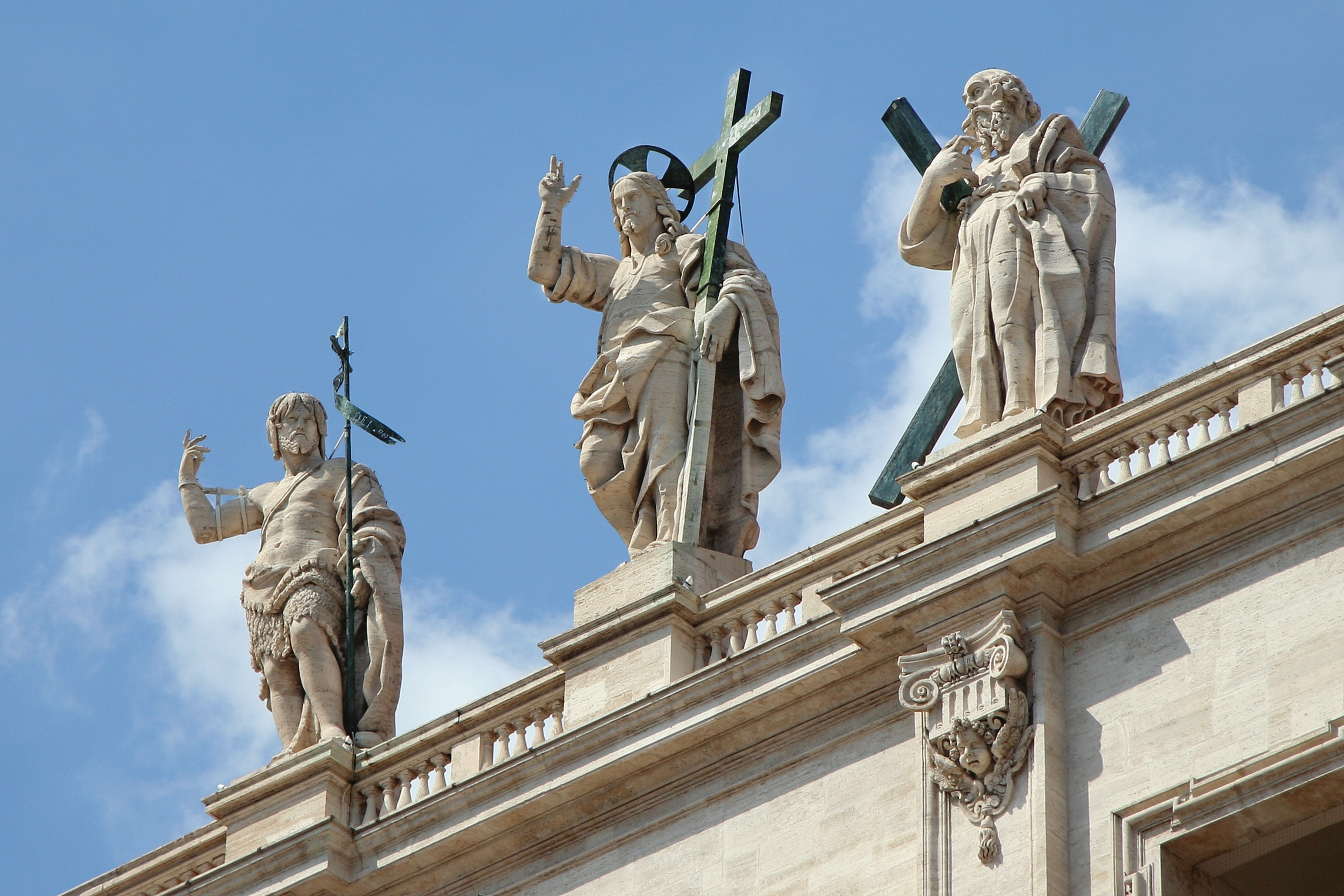
Krisztus, Keresztelő Szent János és Szent András szobra
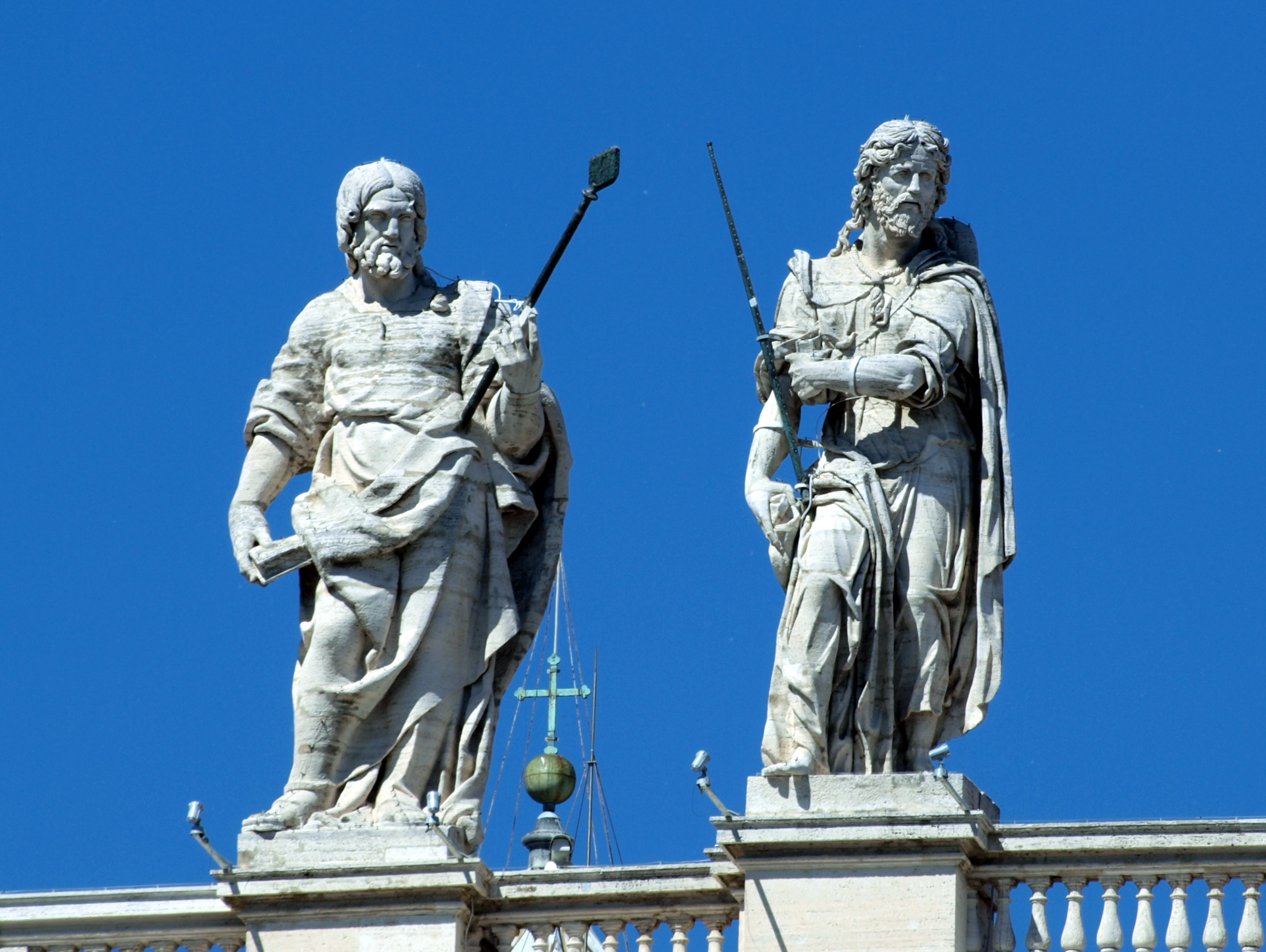
Tamás és Idősebb Jakab apostolok szobra
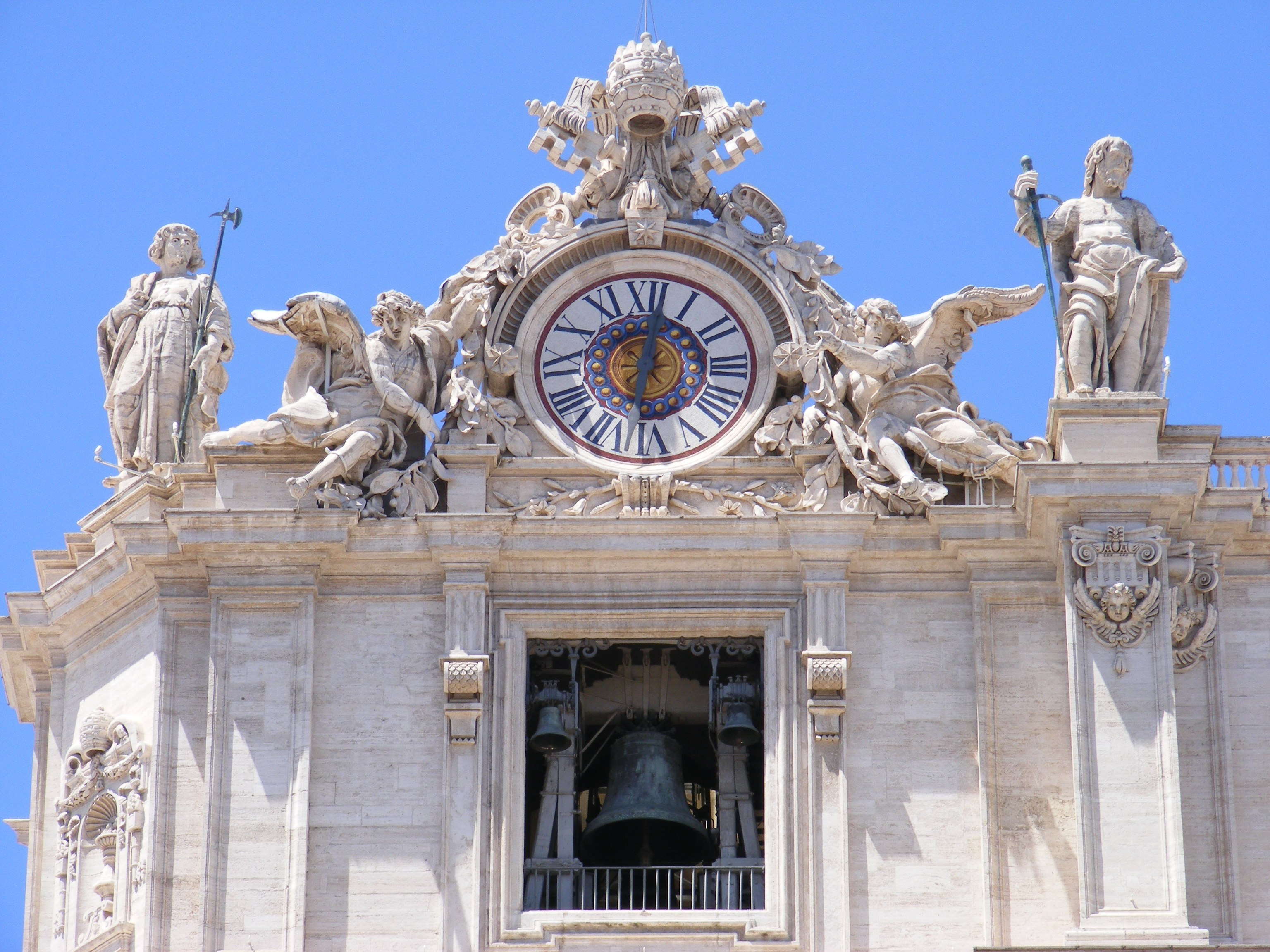
A harangkamra

## Az előcsarnok

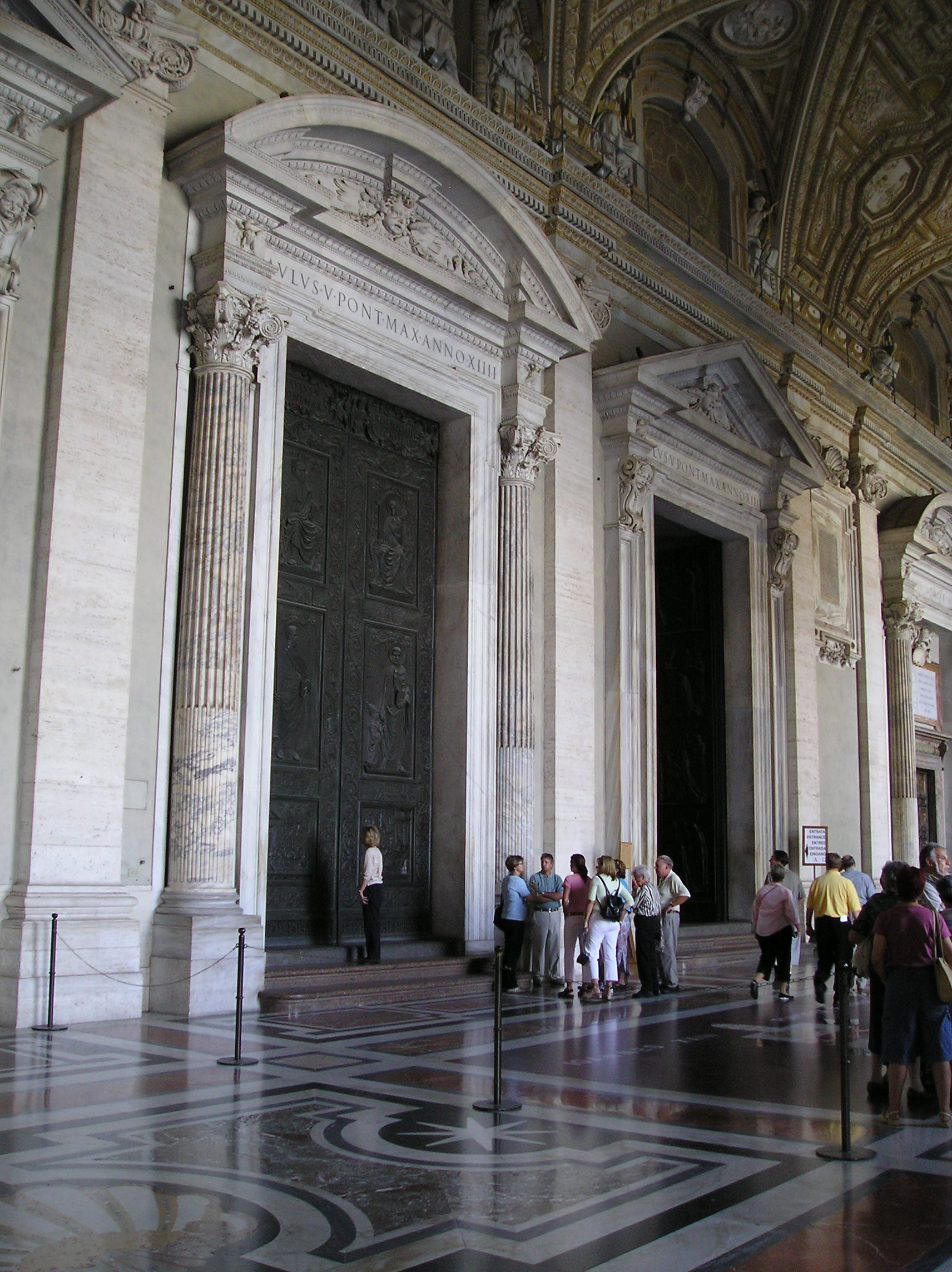
A bazilika előcsarnoka

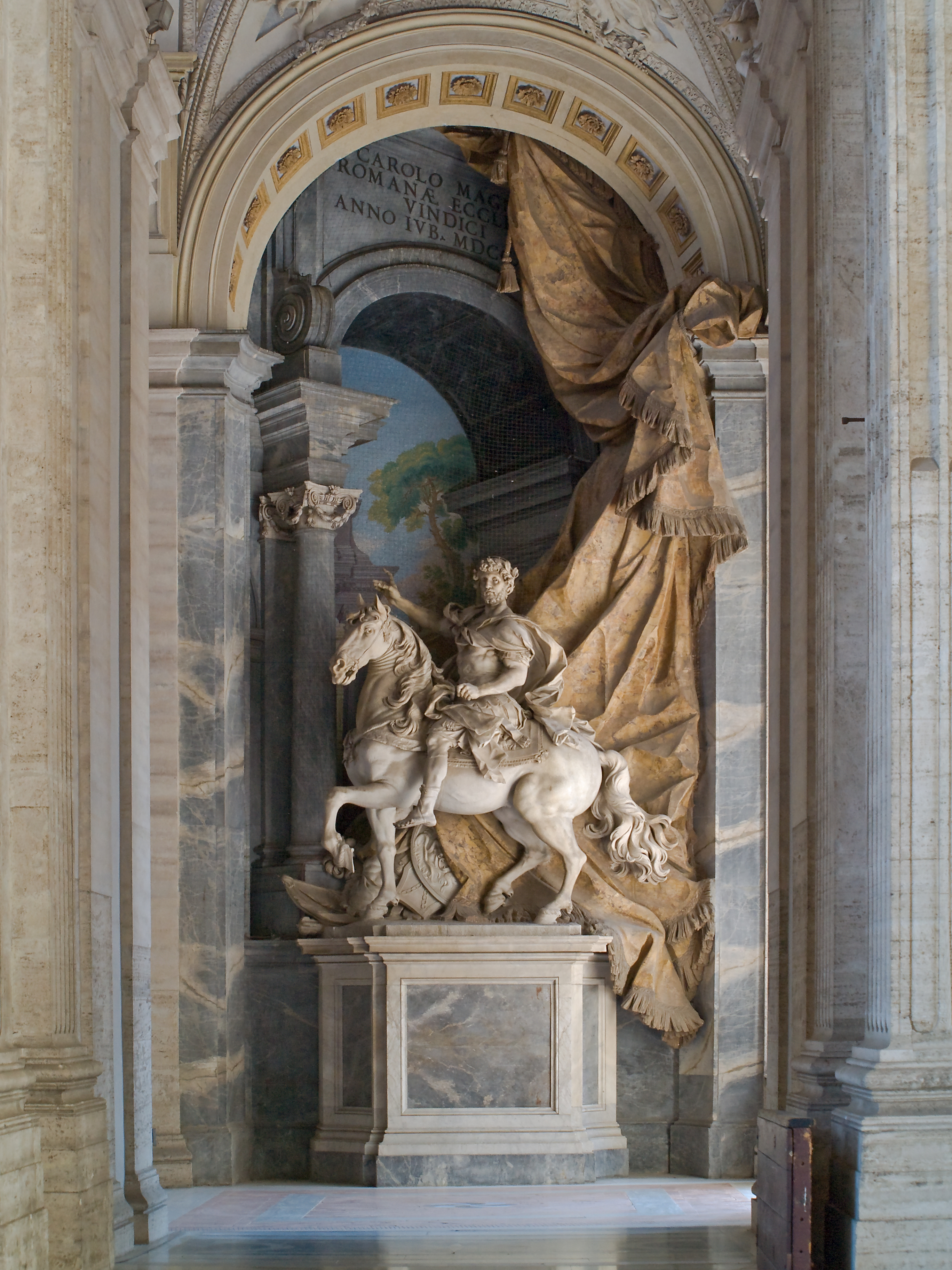
Nagy Károly szobra a bazilika előcsarnokában

Az előcsarnokot öt kovácsoltvas kapun keresztül lehet megközelíteni. A középső kapu felett V. Pál, mellette kétoldalt VIII. Orbán, míg a két szélső kapunál VI. Piusz pápa címere látható.
A 71 méter hosszú, 13,5 méter széles és 20 méter magas előcsarnok a homlokzathoz hasonlóan Carlo Maderno munkája. A bazilika felőli oldalát jón féloszlopokkal tagolták. A színes márványpadlót Bernini tervei alapján alakították ki, majd XIII. Leó utasítására 1880-ban restaurálták. A padló közepén XXIII. János pápa címere a II. Vatikáni Zsinat megnyitására (1962. október 11.) emlékeztet. A csarnok mennyezetét Martino Ferrabosco stukkói díszítik, rajtuk az apostolok életéből láthatunk jeleneteket. Többször megjelenik V. Pál pápa címere is. A lunetták mellett az első 32, mártíromságot szenvedett pápa szobrát állították fel. Az előcsarnok két végében, egymástól 139 méterra látható Nagy Károly (balra) és Nagy Konstantin (jobbra) lovasszobra. Nagy Károly szobrát Agostino Cornacchini faragta 1725-ben, Nagy Konstantint Bernini 1670-ben, 72 évesen — és a művész egyik legkiemelkedőbb alkotásának tekintik.
A főbejárattal szemben a tér felőli oldalon az egyik lunettába helyezték el Navicella Giottónak tulajdonított és erősen restaurált mozaikját. A mozaik azt a jelenetet ábrázolja, amikor a vízen járó Krisztus magához hívja Szent Pétert.
A bazilika belső terébe öt kapu vezet. Ezek közül az egyik, a Porta Santa (szent kapu) csak a szentévekben használható, egyébként be van falazva. Az öt kapuból négy a 20. században készült.
- A balról első kapu a Halál kapuja (Porta della morte), azért, mert ezen haladnak keresztül a pápatemetési menetek.[39] Két szárnyát Giacomo Manzú készítette 1961 és 1964 között, XXIII. János megbízásából. Az ajtószárnyak felső része egy-egy nagyobb, míg alsó fele négy-négy kisebb domborműből áll. A két felső dombormű Krisztus és Mária halálát ábrázolja, míg a többi Ábel, Szent József, Szent Péter, XXIII. János, Szent István, VII Gergely, egy férfi és egy nő halálát jeleníti meg.[39]
- A második, a Jó és a Gonosz kapuja (Porta del bene e del male) 1970 és 1977 között készült. Alkotója Luciano Minguzzi, aki az elkészült művet ajándékba adta VI. Pál pápának, nyolcvanadik születésnapja alkalmából.[40] A jobb oldali, „a Jó” ajtószárnyon Szent Ágoston, két galamb, egy keresztelés, egy fegyvertelen katona, XXIII. János, VI. Pál pápák és a feltámadt Lázár, míg a bal oldali „a Gonosz” ajtószárnyon Szent Vitálisz és Agricola halála, egy galambot zsákmányoló sólyom, Szent András mártíromsága, vallási alapon elkövetett gyilkosságok, Káin és a Krisztust becsmérlő (bal oldali) lator jelenik meg.
- A középső kapu (Porta centrale) a legrégebbi, Antonio Averulino, ismertebb nevén Filarete alkotása. Az ajtószárnyakat 1445-ben fejezte be, készítésére IV. Jenő pápától kapott megbízást. Hat domborművén Krisztust ábrázolta, valamint Máriát, Szent Pált karddal a kezében, Szent Pétert, ahogy átadja a kulcsokat az előtte térdelő pápának, Szent Péter mártíromságát és Szent Pál mártíromságát, aki bekötött szemmel, térden állva várja a halált. A domborművek közötti keret domborművei IV. Jenő pápa idejének kiemelkedő eseményeit mutatják be, köztük az 1438-ban tartott Ferrarai zsinatot, amelyen egyesítették a keleti és a nyugati egyházat.[41]
- A negyedik, a Szentségek kapuját (Porta dei Sacramenti) 1965-ben készítette Venanzio Crocetti. A 7,43 méter magas és 3,8 méter széles ajtó mindkét szárnyát négy-négy domborművel díszítette.[42] A domborművek egy hírhozó angyalt és a 7 szentséget: a keresztséget, a bérmálást, az eucharisztiát (oltáriszentség), a bűnbocsánatot, a betegek kenetét, az egyházi rendet és a házasságot jelenítik meg.
- Az ötödik, utolsó, a Szent kapu (Porta Santa) csak a szentévek során használható, különben be van falazva. A szentév első napján a pápa kalapáccsal háromszor ráüt a falra, majd az ajtót kibontják, és a zarándokok ezen keresztül lépnek be a templomba. A két ajtószárnyat Vico Consorti készítette, és 1949. december 24-én helyezték a korábbi, 1749-ben készült faajtó helyére.[43] Az ajtót díszítő tizenhat domborművön a művész az emberek által elkövetett bűnök és az isteni megbocsátás jeleneteit mutatja be.

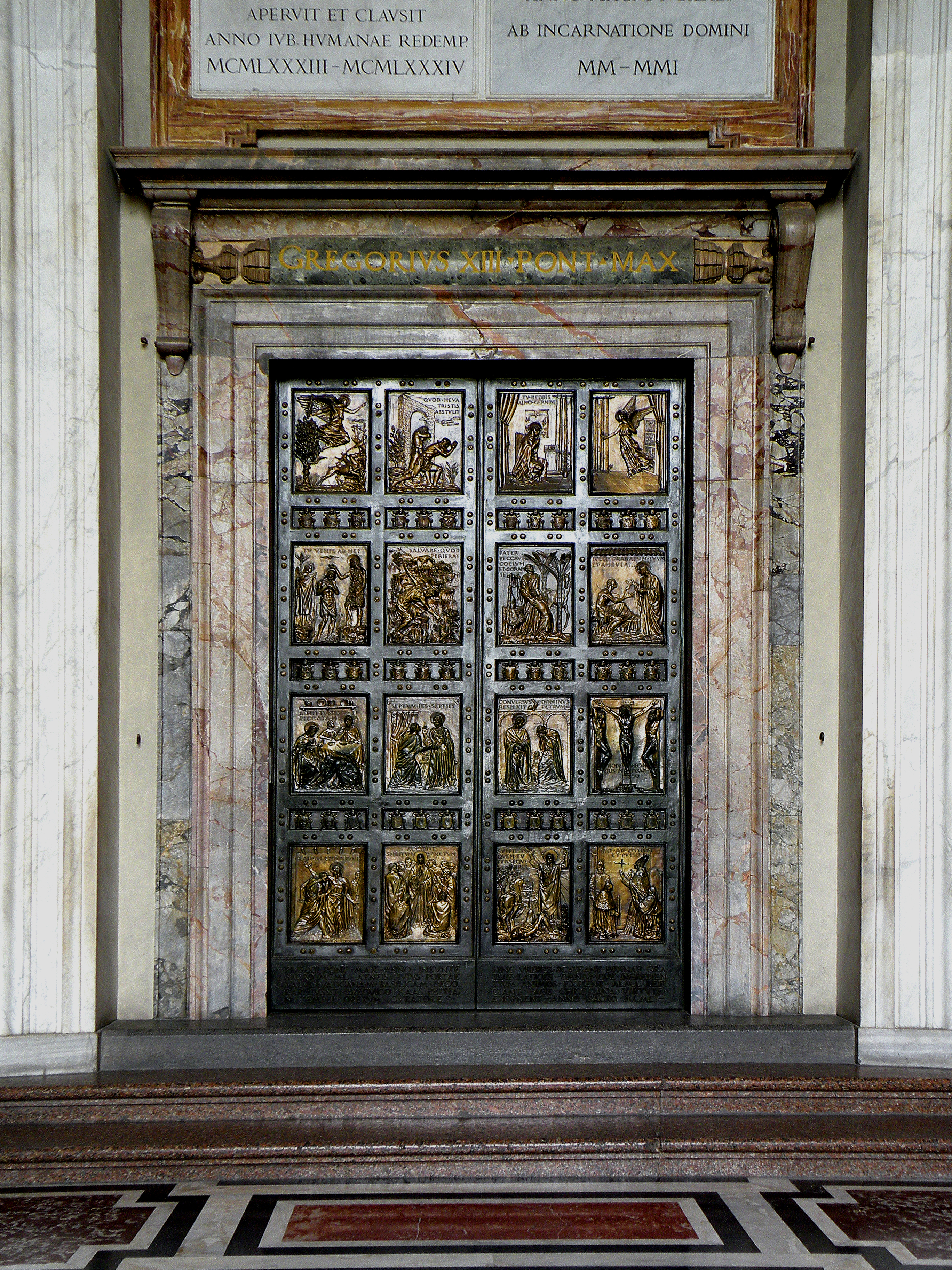
A szent kapu
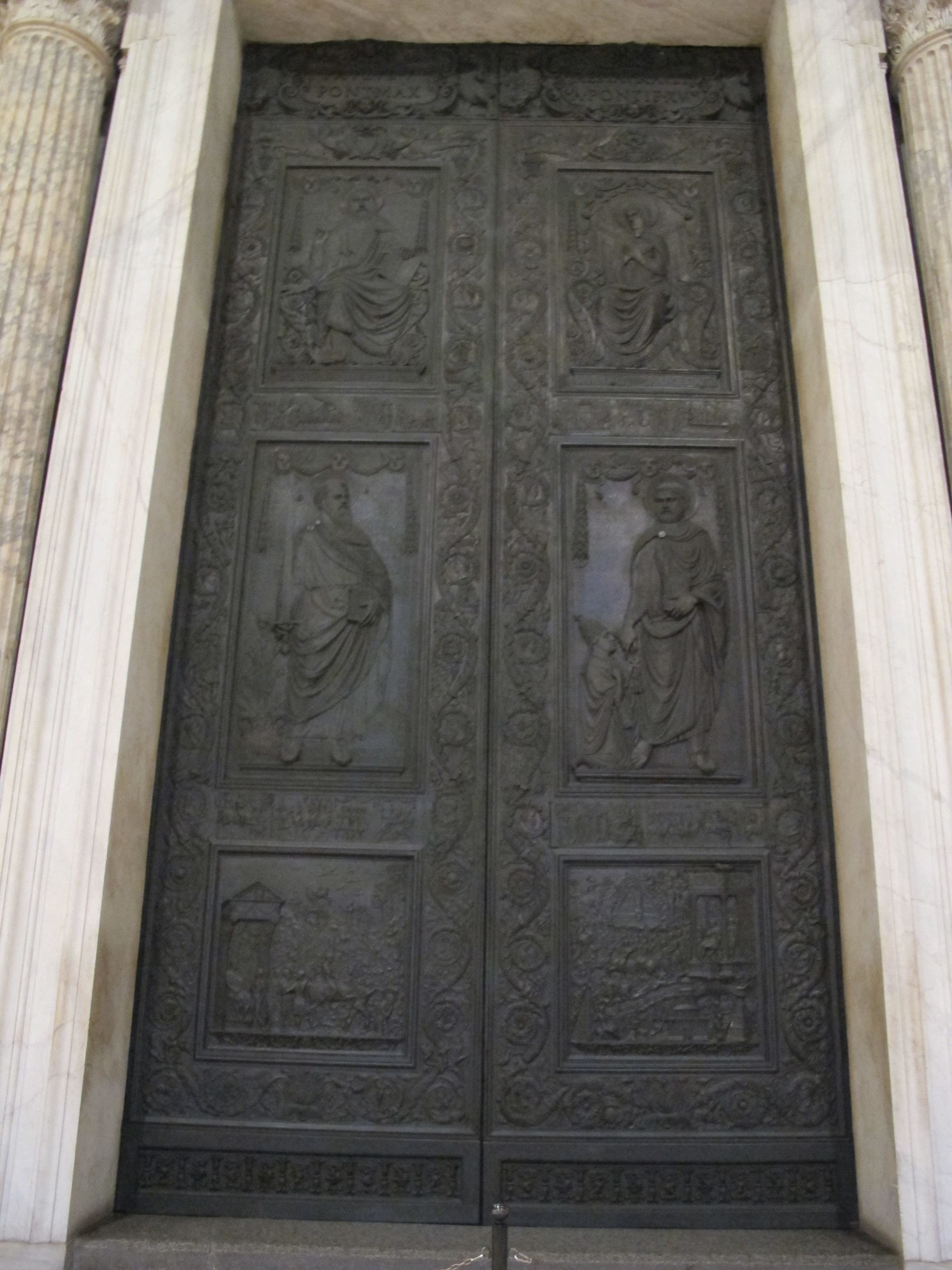
A középső kapu, Filarete alkotása
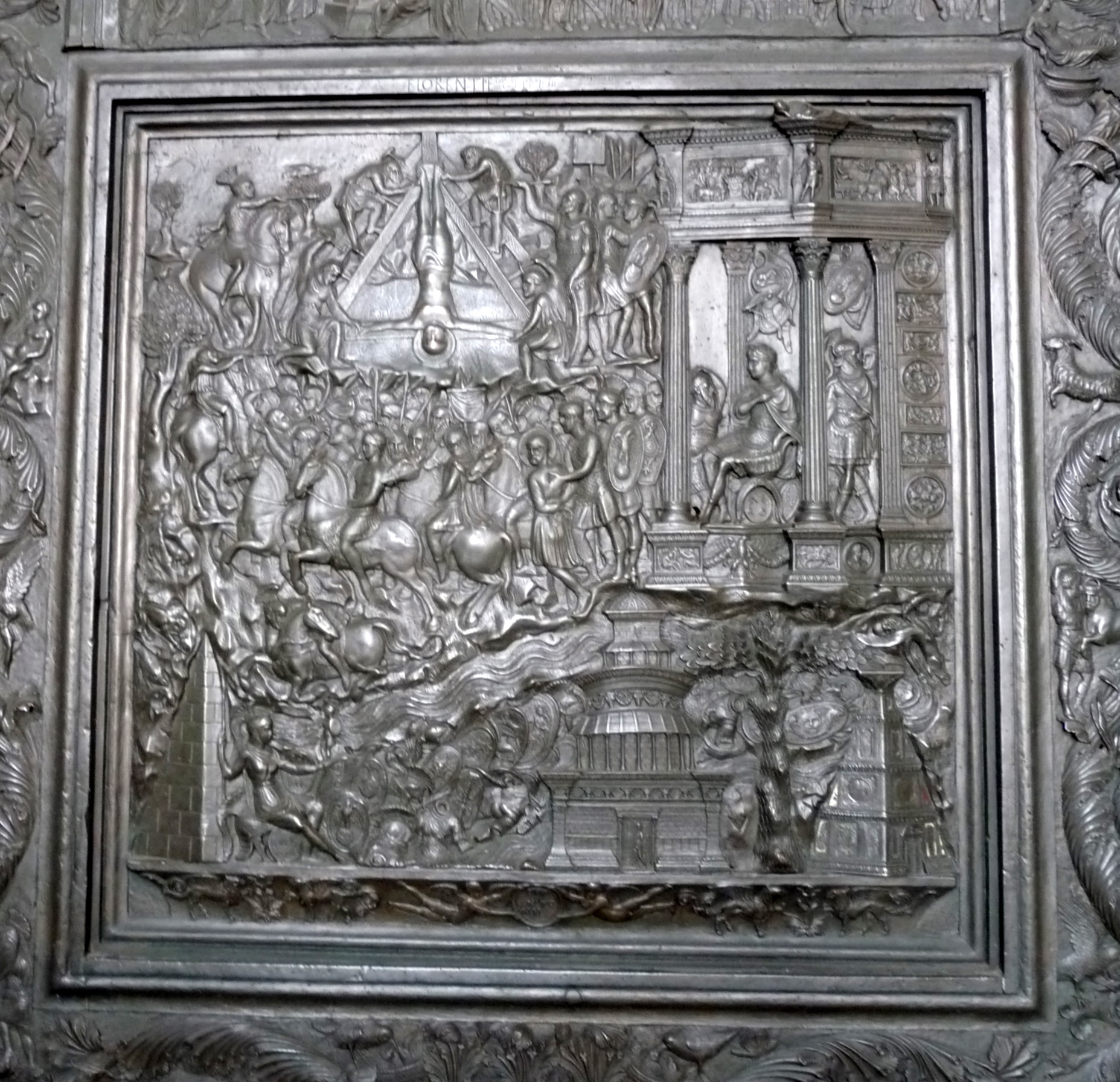
Részlet a középső kapuról, Szent Péter mártíromsága
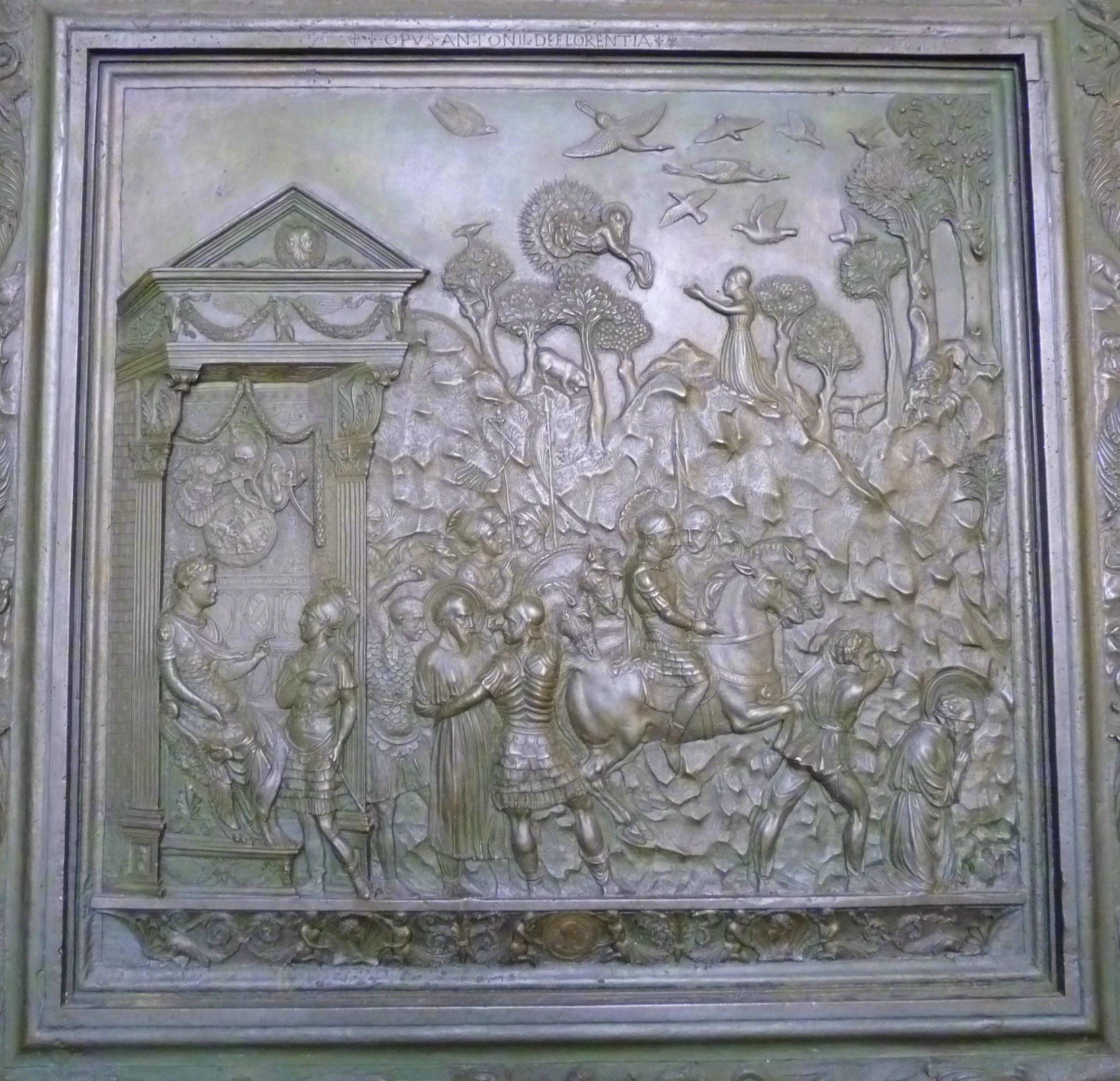
Részlet a középső kapuról, Szent Pál mártíromsága

## A belső tér

### A főhajó

A bazilika alaprajza

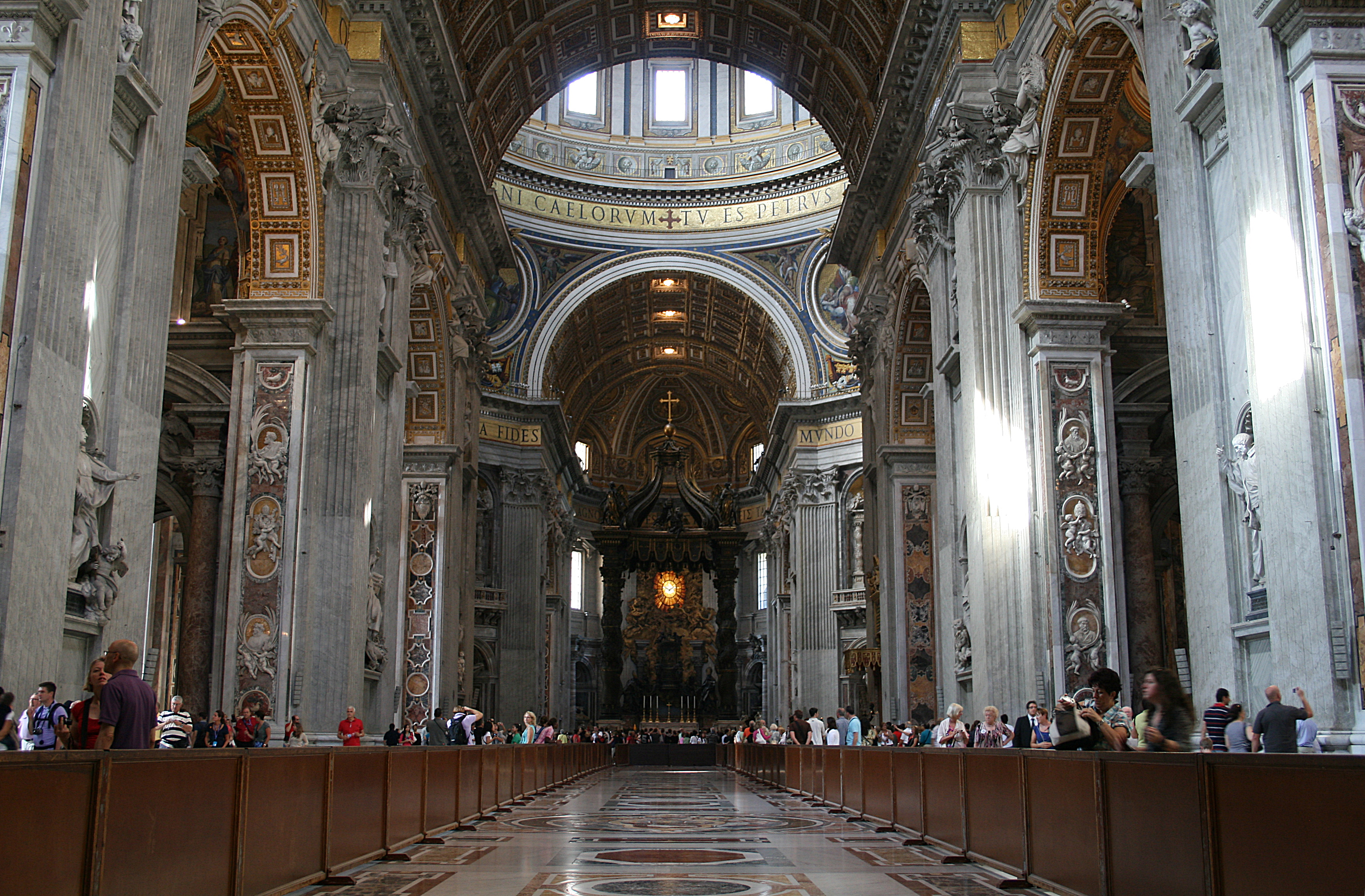
A főhajó

A bazilika egy háromhajós, kereszthajóval és apszissal ellátott latin kereszt alaprajzú tér. A főhajót tíz korinthoszi pillér választja el a mellékhajóktól, közülük az apszis felé eső négy óriási pillér tartja a kupolát. A főhajó hossza 187 méter, magassága 45, szélessége 27 méter, ami a kereszthajónál eléri a 140 métert. A főhajót dongaboltozattal fedték be, amelyet a 18. század végén VI. Piusz pápa megrendelésére, aranyozott panelekkel borítottak.
A bal oldali oszlopfők fölötti párkányon fekete betűkkel arany háttérre írt szöveg látható: EGO ROGAVI PRO TE, O PETRE, VT NON DEFICIAT FIDES TVA: ET TV ALIQVANDO CONVERSUS CONFIRMA FRATRES TVOS De imádkoztam érted, ó Péter, nehogy megfogyatkozz a hitedben. Amikor megtérsz, te erősíted majd meg testvéreidet (Lukács evangéliuma 22,32, katolikus Biblia, Szent István Társulat)
A jobb oldali oszlopfők fölé a következő szöveget írták: QVODCVMQUE LIGAVERIS SVPER TERRAM, ERIT LIGATVM ET IN COELIS: ET QVODCVMQUE SOLVERIS SVPER TERRAM, ERIT SOLVTVM ET IN COELIS Amit megkötsz a földön, a mennyben is meg lesz kötve, s amit feloldasz a földön, a mennyben is fel lesz oldva. (Máté evangéliuma 16,19, katolikus Biblia, Szent István Társulat)
A főhajó bejáratánál kétoldalt egy-egy szenteltvíztartót helyeztek el, Francesco Moderati (balra) és Giuseppe Lironi (jobbra) munkáját. A bejárat közelében, a márványpadlóba süllyesztett vörös porfírkorong a régi Szent Péter-bazilikából került ide, ahol eredetileg a főoltár közelében volt. Ezen a helyen térdelve kapta meg 800 karácsonyán Nagy Károly a császári koronát III. Leó pápától. Később huszonegy utódját is ugyanott koronázták a Német-római Birodalom császárává. A főoltár felé haladva a padlóban megjelölték a tizenöt legnagyobb keresztény templomnak (köztük az Esztergomi székesegyháznak) a Szent Péter-bazilikában elférő méretét. A főhajó oszlopait borító díszítések X. Ince pápa megbízásából, Bernini tervei alapján készültek, 1645-től. A puttókat, a galambokat, a portrékat ábrázoló domborműveket és a pápai jelképeket, a tiarát és a kulcsokat műhelyének tagjai kivitelezték. A pillérek tetején, a párkány alatt fülkéket alakítottak ki, ahová 1700-tól rendalapítók szobrát helyezték el, kevésbé jelentős művészek alkotásait.
A főhajó jobb oldalán, a bejárattól a harmadik oszlop előtt baldachin alá helyezték el Szent Péter márványkatedrán ülő bronzszobrát (91.). Arnolfo di Cambio alkotásának tartják, de elképzelhető az is, hogy sokkal korábban készült. Erre az utalhat, hogy egy 1283-ból származó pecsét, ami a szobrot ábrázolja, antik szoborként hivatkozik rá, így az is lehetséges, hogy valamikor a 6. században öntötték, és 1300-ban került a régi Szent Péter-bazilikába. Jobb kezét áldásra emeli, míg bal kezében a Mennyország kulcsát tartja. Június 29-én a szobrot díszes ruhába öltöztetik és tiarával koronázzák meg. A katedra későbbi, 1800-ban készült, a szobor előtt álló két gyertyatartót 1971-ben állították fel. A baldachin fölötti, 1871-ből származó mozaik IX. Piusz pápát ábrázolja, aki bűnbocsánatot ígért azoknak, akik elzarándokolnak Rómába és megcsókolják a szobor lábát.

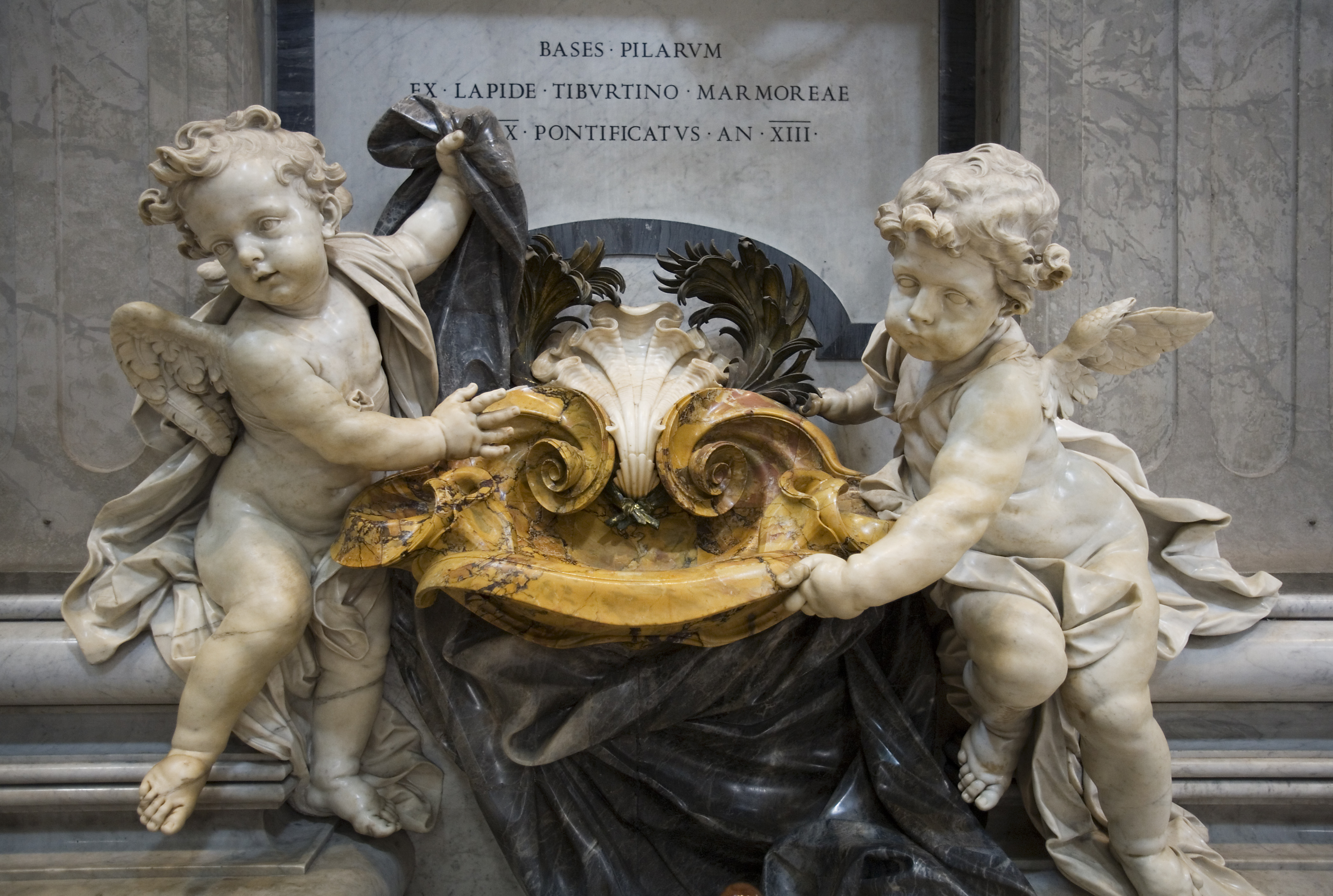
Szenteltvíztartó a főhajó bejárat felőli első pillérén
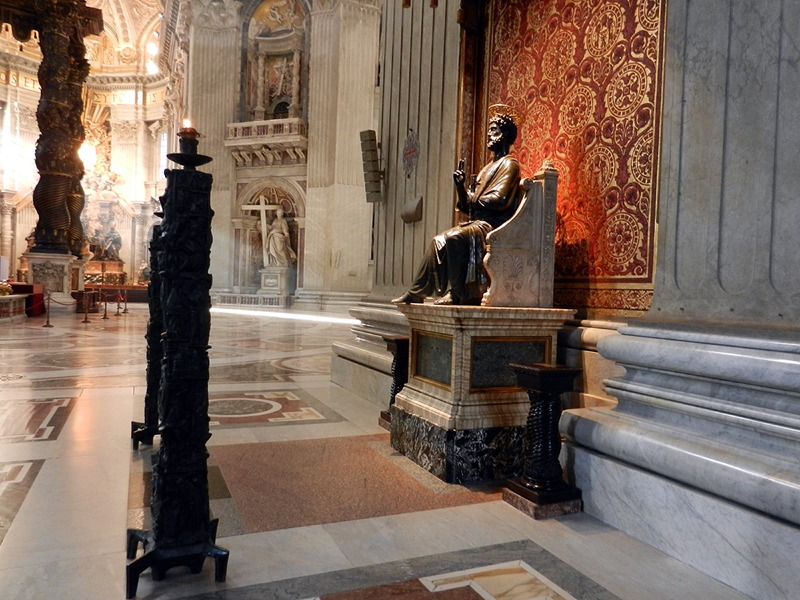
Szent Péter szobra
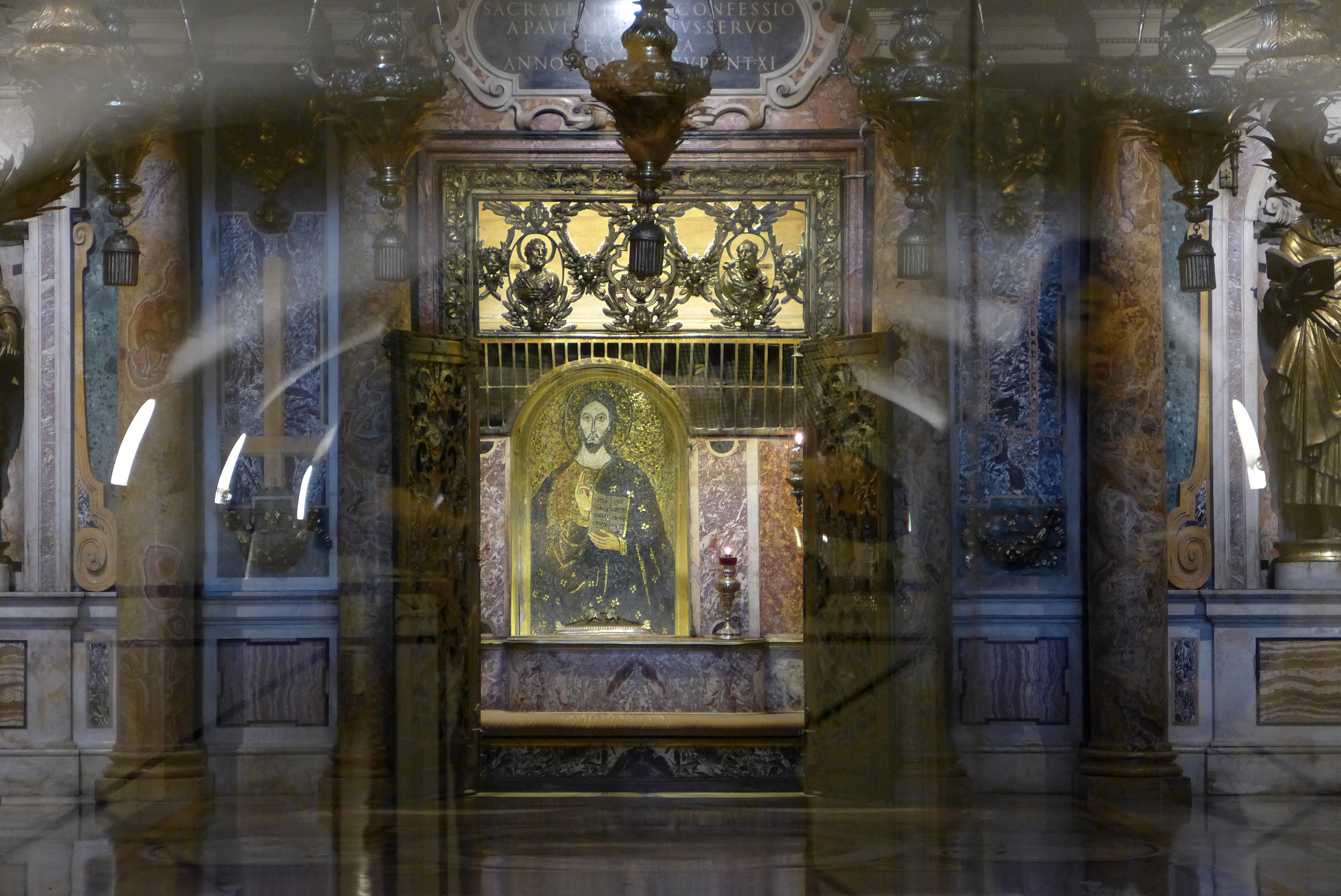
Szent Péter sírja

### A főoltár és a baldachin

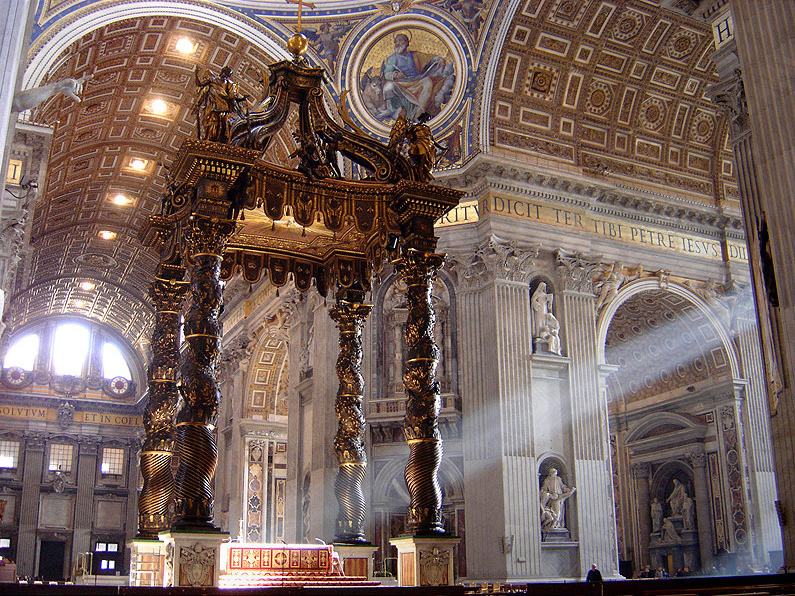
A baldachin, Bernini műve

A főoltár előtt egy félkörív alakú területen két széles lépcsőn keresztül lehet a régi Szent Péter-bazilika padlószintjét megközelíteni (87). A lépcső korlátját kilencvenhárom olajlámpás díszíti, két végében Szent Péter és Szent Pál kis méretű szobrát állították fel. A lejáratot és az alsó szinten található helyiséget Carlo Maderno tervei alapján díszítették, a lépcsőket görög eredetű márvánnyal borították. Az értékes márványokkal borított alsó helyiség közepén, aranyozott rács mögött egy fülke nyílik, ami alatt Szent Péter sírja található. Ezen a helyen már a korai keresztények is Szent Péter sírját tisztelték, és innen került elő a görög nyelvű felirat is: „Péter itt van”. A 20. században folytatott régészeti feltárások eredményeként 1968. június 26-án VI. Pál pápa kijelentette, hogy a sírban talált csontdarabok Szent Péter földi maradványai. A fülke közepén, aranyozott bronzládában fehér, szalagszerű liturgikus kellékeket, ún. palliumokat tárolnak, amelyeket Szent Ágnes napján (január 21.) megáldott bárányok gyapjából szőnek. Fekete selyemből hat-hat keresztet hímeznek rájuk (Krisztus öt sebére és a kereszt vasszegeire utalva); majd a pápa, az utóbbi évben metropolitának kinevezett főpapoknak adományozza őket, Péter apostol utódával való közösség jegyében. (A pápa által viselt palliumon piros keresztek vannak.) A fülke hátsó részén 11. századi, Krisztust ábrázoló mozaik látható.
Szent Péter sírja fölött áll a bazilika főoltára, ahol csak a pápa misézhet (pontifikálhat). Az oltárt egy Nerva fórumából származó görög márványtömbből faragták ki, és VIII. Kelemen pápa szentelte fel 1594-ben. Egy régebbi, II. Kallixtusz pápa idejéből, 1123-ból származó oltár fölé helyezték, amit egy még korábbi oltár tetejére állítottak fel.
Az oltár fölé magasodik Bernini remekműve, a bronzból készült baldachin  (82), a művész első munkája a templomban. Mielőtt megkapta a feladatot, kinevezték a pápai bronzöntőműhely vezetőjévé, ami a feladat rendkívüli nagysága miatt elengedhetetlen volt. A művésznek a templom négyzet alakú terét olyan alkotással kellett kitöltenie, amely nem törpül el a gigantikus építészeti környezet mellett. A baldachin elkészítése kilenc évig, 1624-től 1633-ig tartott, és hatvankét tonna fémet használtak fel hozzá. A baldachin az építészet és a szobrászat sajátos szintézise, a 17. századi barokk művészet jellemző példája és egyik legnagyszerűbb alkotása.
A terv kiindulópontja a körmenetekhez használt hordozható baldachin, amelyet a művész hatalmasra nagyított, így márványtalapzatokon álló, 20 méter magas oszlopokból áll, amelyek a Salamon templomának oszlopaira emlékeztetnek, egy cibóriumsátrat alkotott. Felületén számos helyen méhek domborműve látható, ez a megrendelő, a Barberini családból származó VIII. Orbán pápa címerére utal. Az oszlopokat aranyozott olajfa- és babérágakhoz hasonló díszítésekkel emelték ki, a csavarodó oszlopok a mozgalmasságot és az ég felé való törekvést szimbolizálják. A baldachin tetején a sarkokon virágfüzéreket tartó angyalok állnak, ezek Francesco du Quesnoy munkái. A baldachin tetején ezenkívül még több kis méretű angyalszobor is található, ahogy a pápai hatalom jelképeit emelik a magasba. A baldachin legtetején aranyozott földgömbön álló keresztet állítottak fel, amelyet pálmaágak kötnek össze a sarokban álló angyalfigurákkal. Az eredeti elképzelést, amely szerint a baldachin csúcsát a Feltámadt Krisztus bronzalakja koronázta volna meg, a szobor hatalmas súlya miatt nem tudták megvalósítani.

### A kupola

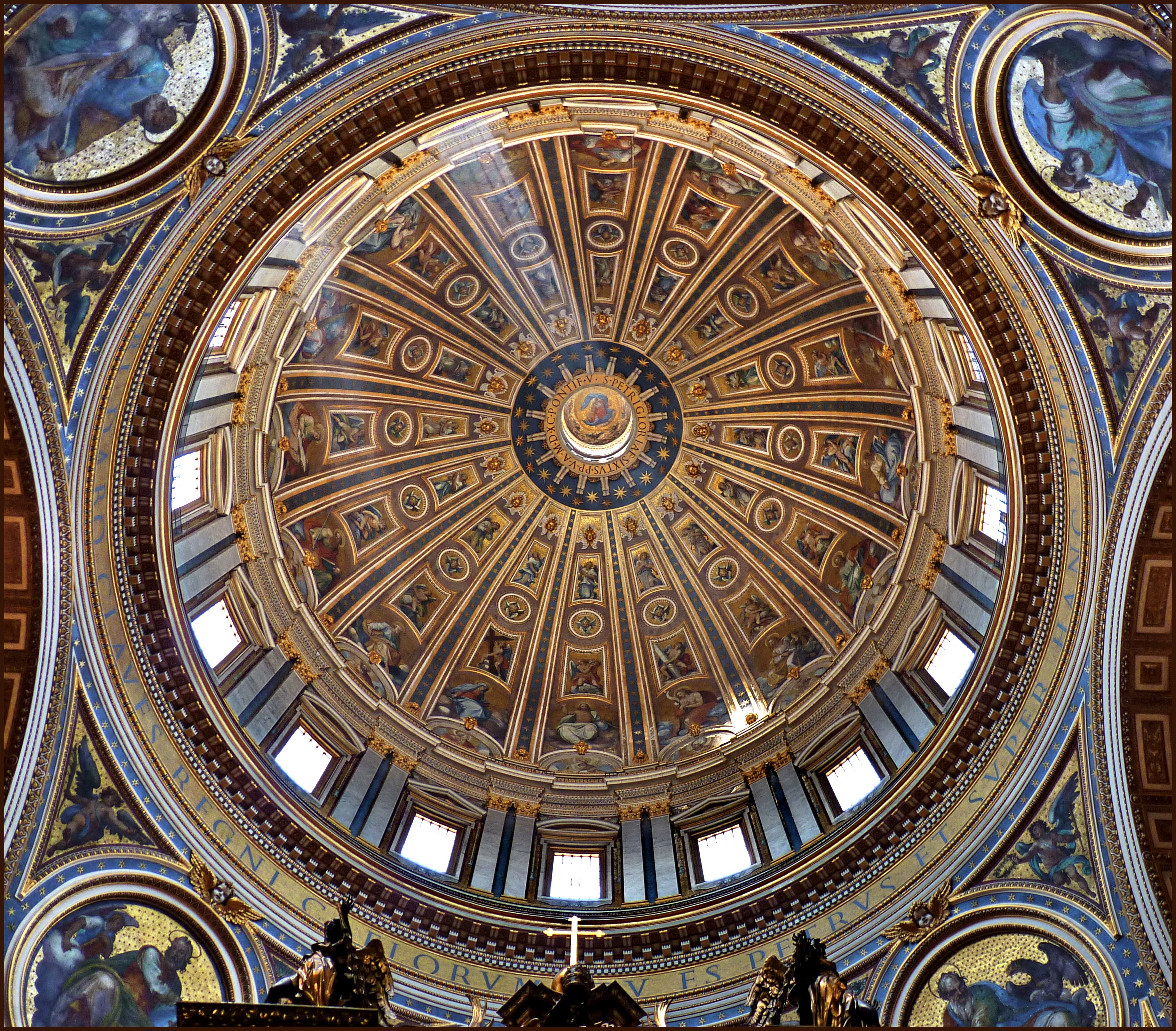
A bazilika kupolája

A bazilika padlószinttől számított 120 méter magas kupoláját a főoltár fölé építették. Súlyát négy hatalmas, 45 méter magas és 71 méter kerületű pillér hordozza. A kupola díszítésére VIII. Kelemen adott megbízást Giuseppe Cesarinak, ismertebb nevén Cavalier d'Arpinónak, aki 1603 és 1612 között készítette el azokat a rajzokat, amelyek alapján a kor legtehetségesebb mozaikművészei dolgoztak. A csegelyeken, nyolc méter magas medalionokban a négy evangélista mozaikképe látható.
Fölöttük, a kupoladob alsó részén két méter magas, fekete betűkkel, arany háttér elé a következő latin nyelvű szöveget írták: TV ES PETRVS ET SVPER HANC PETRAM AEDIFICABO ECCLESIAM MEAM ET TIBI DABO CLAVES REGNI CAELORVM Péter (szikla) vagy, erre a sziklára építem egyházamat. Neked adom a mennyek országa kulcsait. (Máté evangéliuma 16,18, katolikus Biblia, Szent István Társulat) A felirat a kupoladobba vágott tizenhat ablakon keresztül kap megfelelő világítást.
Az ablakok fölötti kupolarészt tizenhat bordával tagolták. Ezeket a felületeket függőlegesen hat részre osztották és mozaikokkal borították. A második és negyedik sávban a képeket négyszög, a harmadikban kör alakú keretbe foglalták. Alulról a lanterna felé az
- 1. sávban tizenhat, a bazilikában eltemetett pápát, a
- 2. sávban Krisztust, Máriát, Keresztelő Szent Jánost, Szent Józsefet, valamint apostolokat, a
- 3. sávban a passió kellékeit tartó angyalokat, a
- 4. sávban kerubokat és szeráfokat, az
- 5. sávban Szent Péter sírját őrző angyalokat, a
- 6. sávban szárnyas szeráfokat ábrázoltak.

A tizennyolc méter magas lanternában arany háttér előtt az Atyaistent jelenítették meg.

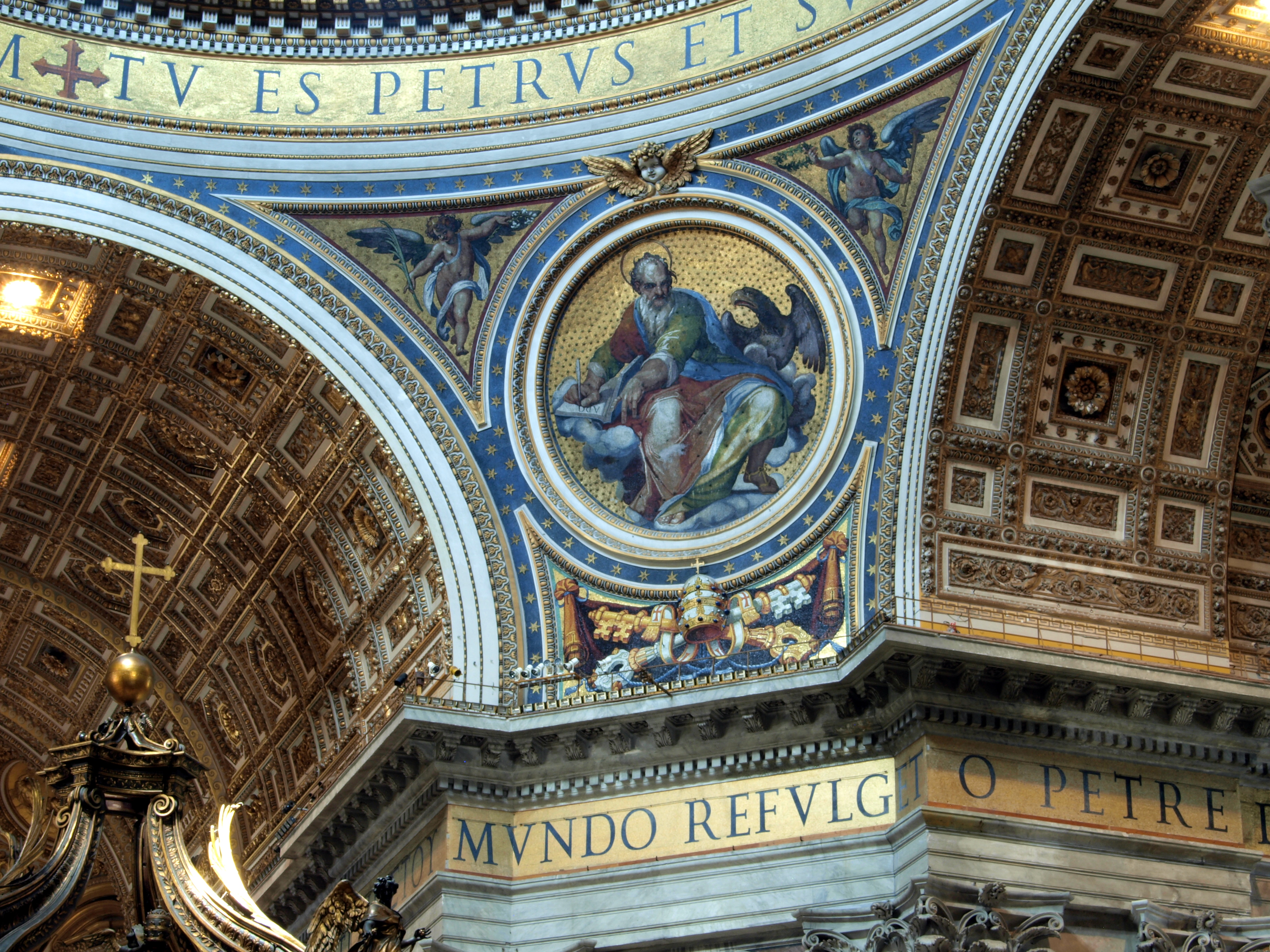
A kupolát tartó egyik pillér részlete, a csegelyen János evangélista képével
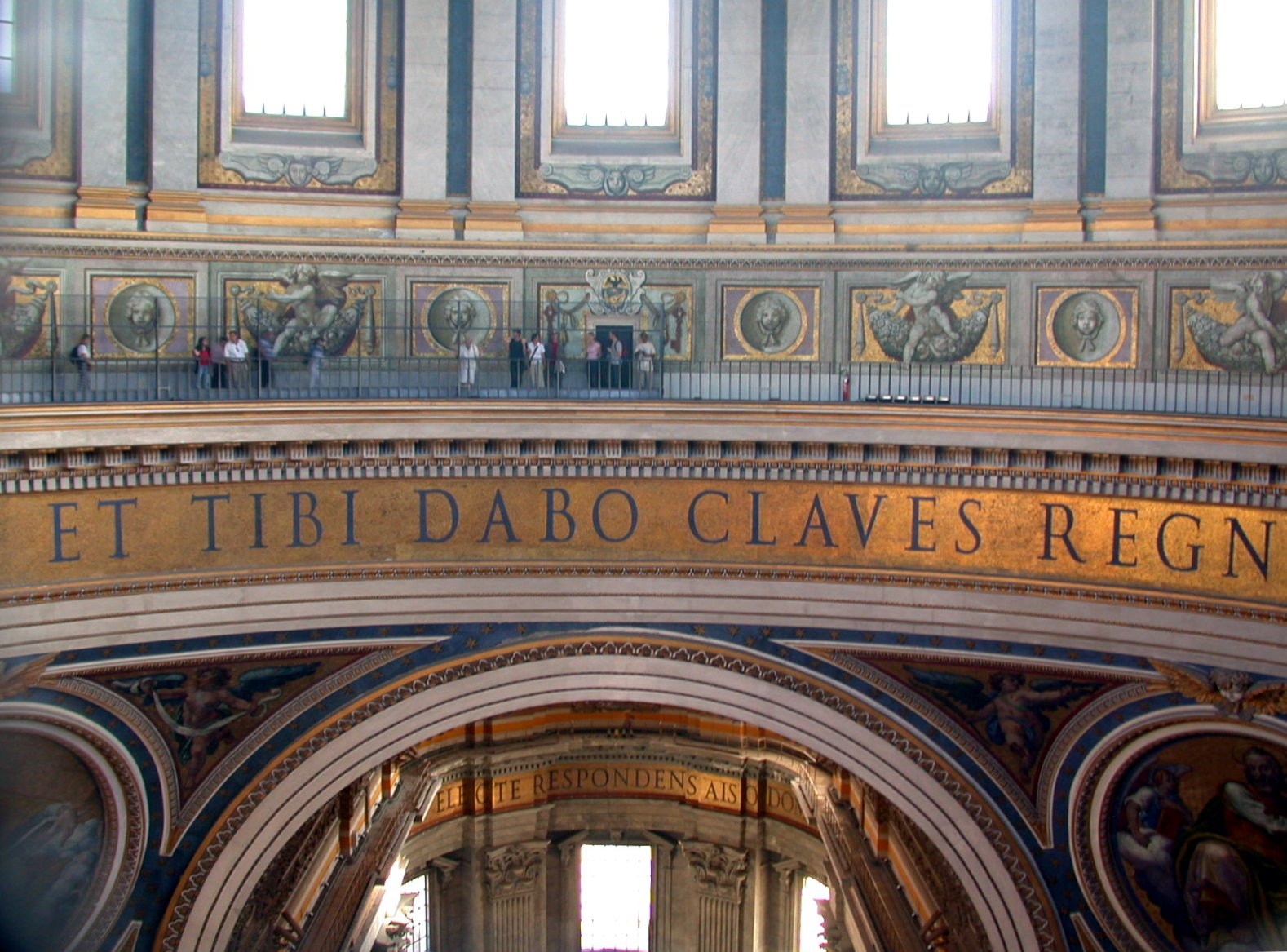
A kupoladob alatt körbefutó felirat részlete
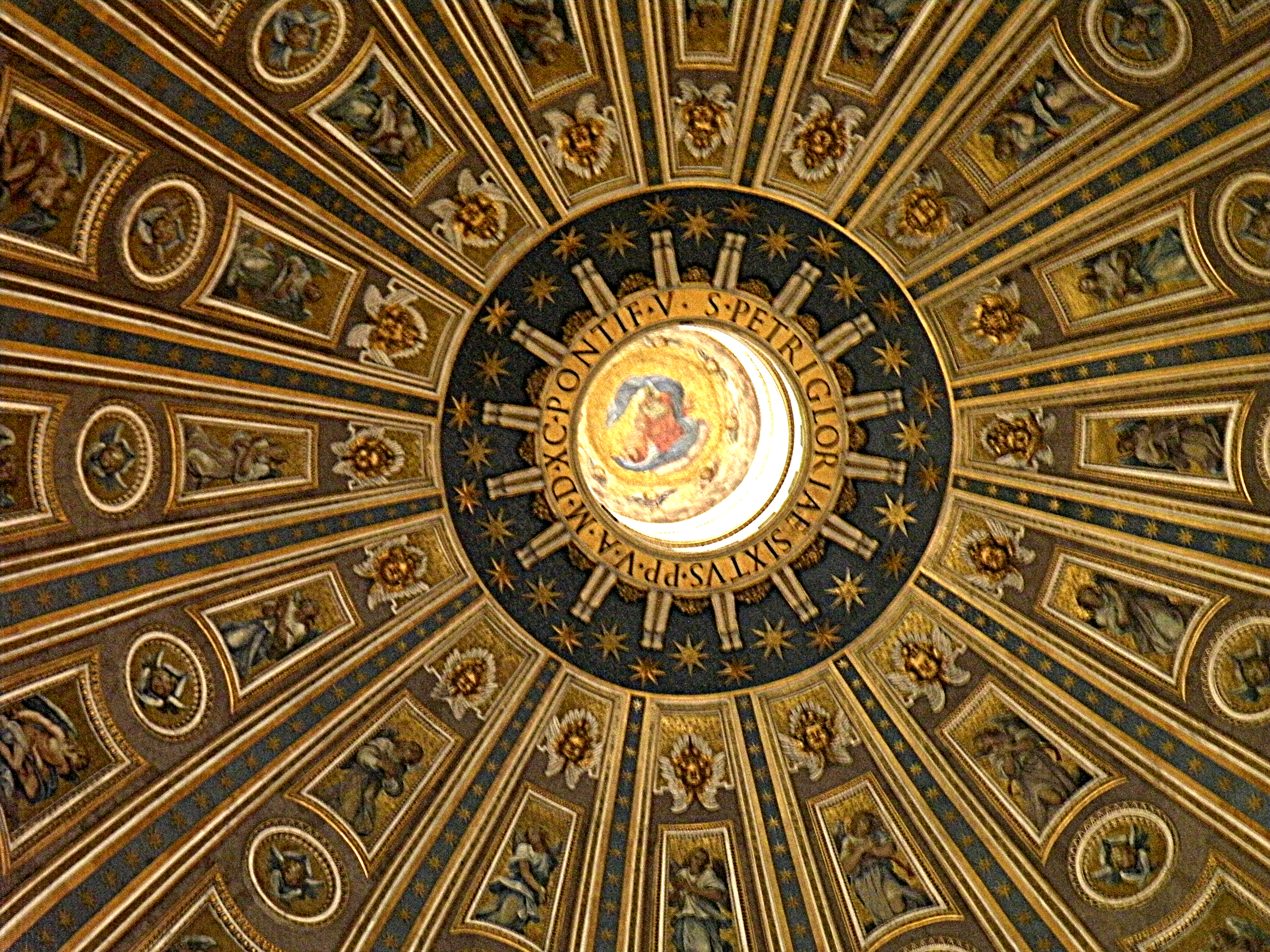
A kupola mozaikdíszítésének részlete

### A kupolát tartó pillérek
A kupolát tartó négy pillér alsó részén Bernini egy-egy fülkét alakított ki, ahova hatalmas, majdnem öt méter magas szobrokat állítottak fel. A szobrok Bernini modelljei alapján készültek, azonban a négy szobor közül csak az 1643-ban befejezett Szent Longinus az ő munkája. Több mint harminc terv után azt a változatot készítette el, amely Longinus megtérését ábrázolja. Kereszt alakban kitárt karokkal néz fel Krisztus keresztjére, és ekkor ismeri fel benne Isten fiát. Az alak rendkívüli monumentalitásával és a többi szobor koncepciójával a négyezetet esztétikai és ikonográfiai értelemben is a bazilika spirituális középpontjává tette. Szent Heléna (1646) Andrea Bolgi, Szent Veronika (1632) Francesco Mocchi, Szent András (1639) Francesco du Quesnoy alkotása.
Három szobor esetében szakítottak a hagyománnyal, Michelangelónak azzal a felfogásával, hogy a szobrokat egy márványtömbből kell „kibontani”, és alkotásaikat több darabban készítették el. Szent Longinus figurája négy, Szent Heléna számos, míg Szent Veronika három részben készült el, és csak Szent András szobra egy darabból.
A pillérek felső részére szintén Bernini tervei alapján egy-egy erkélyt építettek, mögöttük a baldachinra emlékeztető csavart márványoszlopokkal szegélyezett fülkékkel. A fülkékbe a szentekhez kapcsolódó, már nagyon rossz állapotban lévő ereklyéket helyeztek el. A négy ereklye:
- Szent Longinus oszlopában (88): a szent lándzsájának egy darabja, II. Bajazid szultán, II. Mohamed fia ajándéka VIII. Ince pápának (1492),
- Szent Heléna oszlopában (84): a Szent Kereszt néhány darabja, amelyet korábban a római Santa Croce in Jerusalemme- és a Santa Anastasia-templomban őriztek, majd 1629-ben VIII. Orbán utasítására a bazilikába szállítottak,
- Szent Veronika oszlopában (80): egy kendő, egy szakállas férfiarc lenyomatával, ami a kereszteslovagok közvetítésével került Jeruzsálemből Rómába,
- Szent András oszlopában (76): a szent fejereklyéje, ami 1460-ban Velencéből került a bazilikába.

Az ereklyék jelenleg nem az eredeti helyükön vannak, hármat közülük a Szent Veronika oszlopában őriznek, és egyházi ünnepeken bemutatják a híveknek. A negyedik ereklyét, Szent András fejét VI. Pál pápa 1966-ban az ortodox egyházzal való baráti kapcsolatok bizonyítékaként a pátrai Szent András-templomnak ajándékozta.

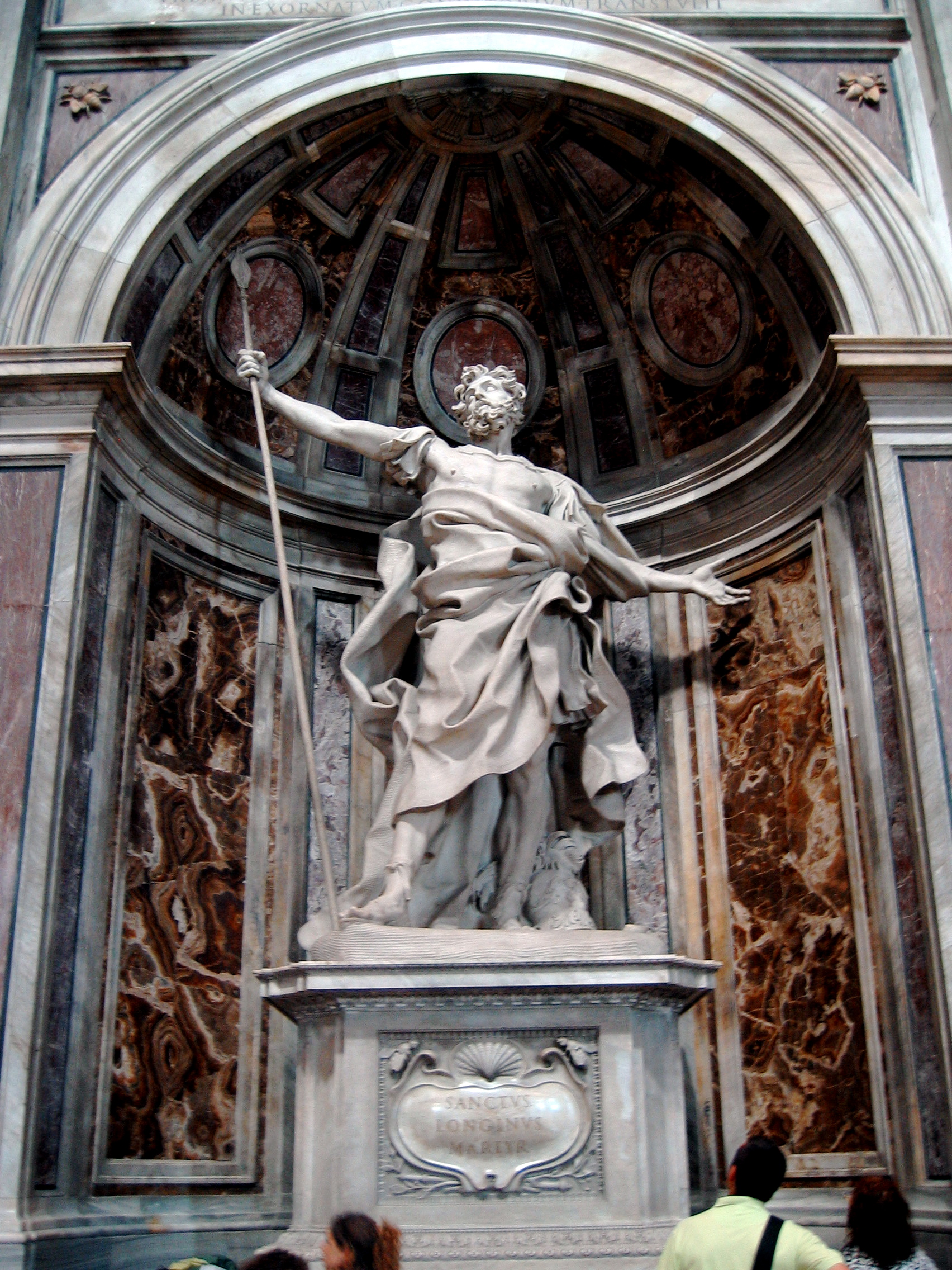
Bernini: Szent Longinus (1643)
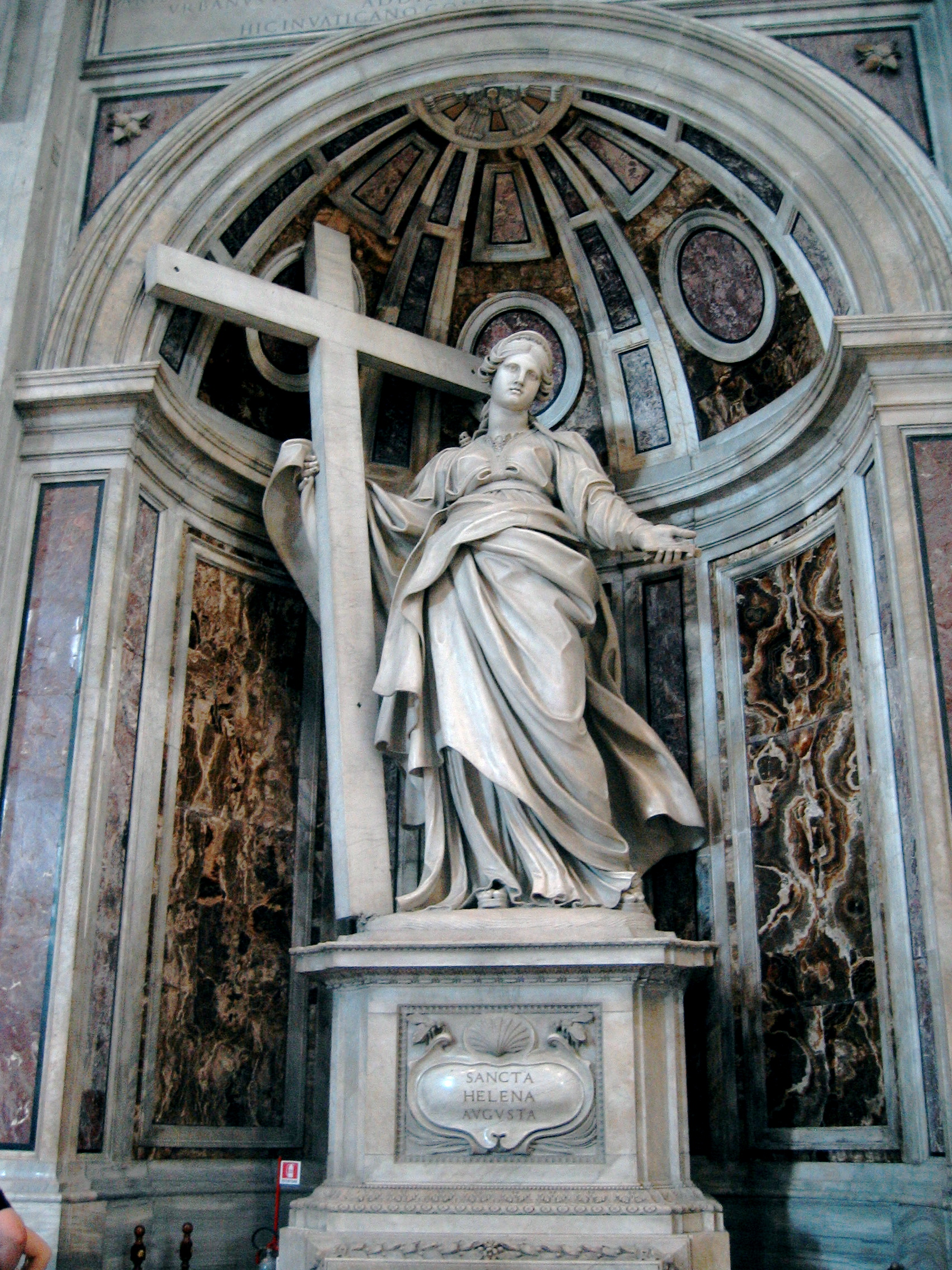
Andrea Bolgi: Szent Heléna (1646)
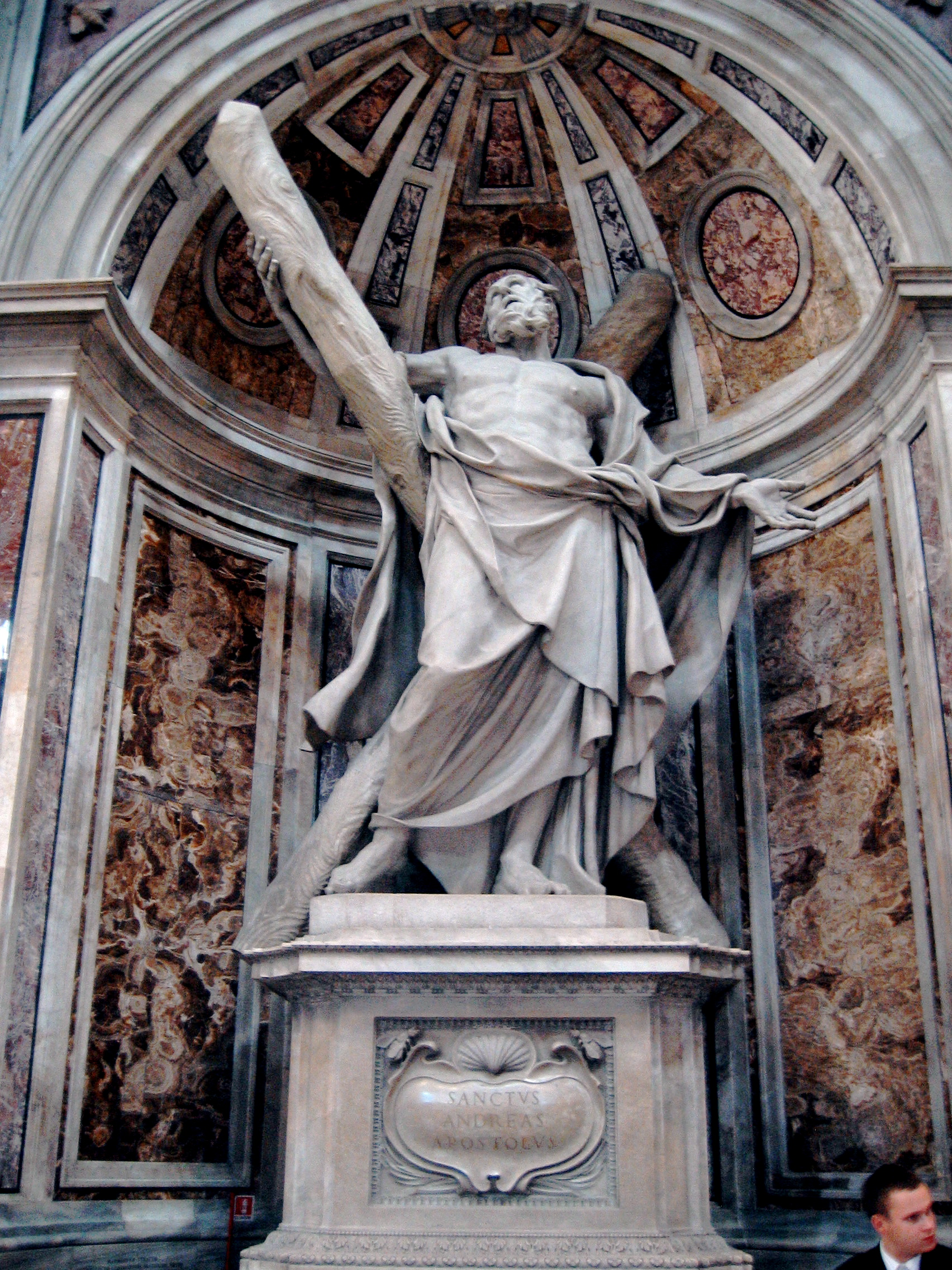
Francesco du Quesny: Szent András (1639)
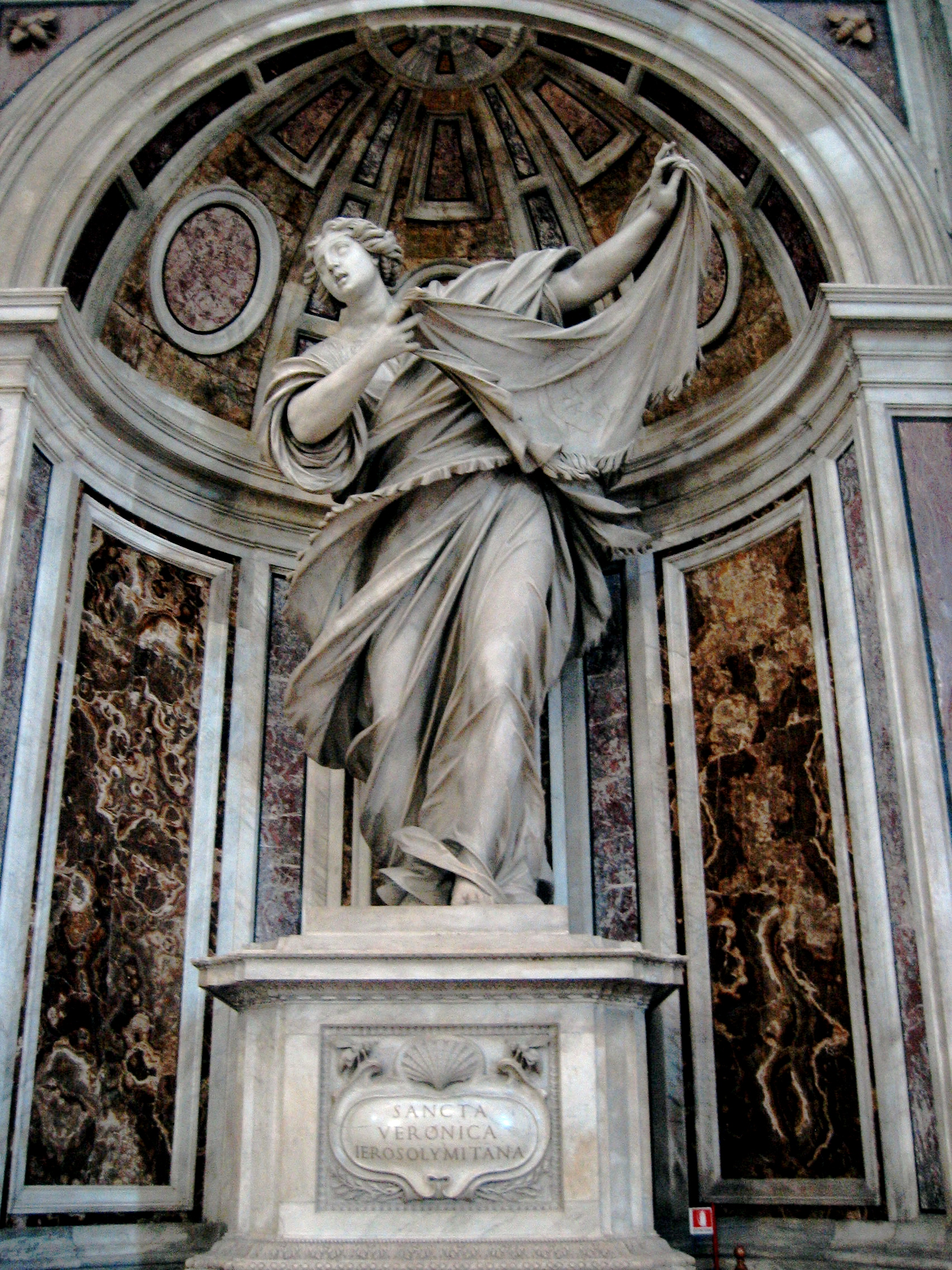
Francesco Mocchi: Szent Veronika (1632)

### A jobb oldalhajó

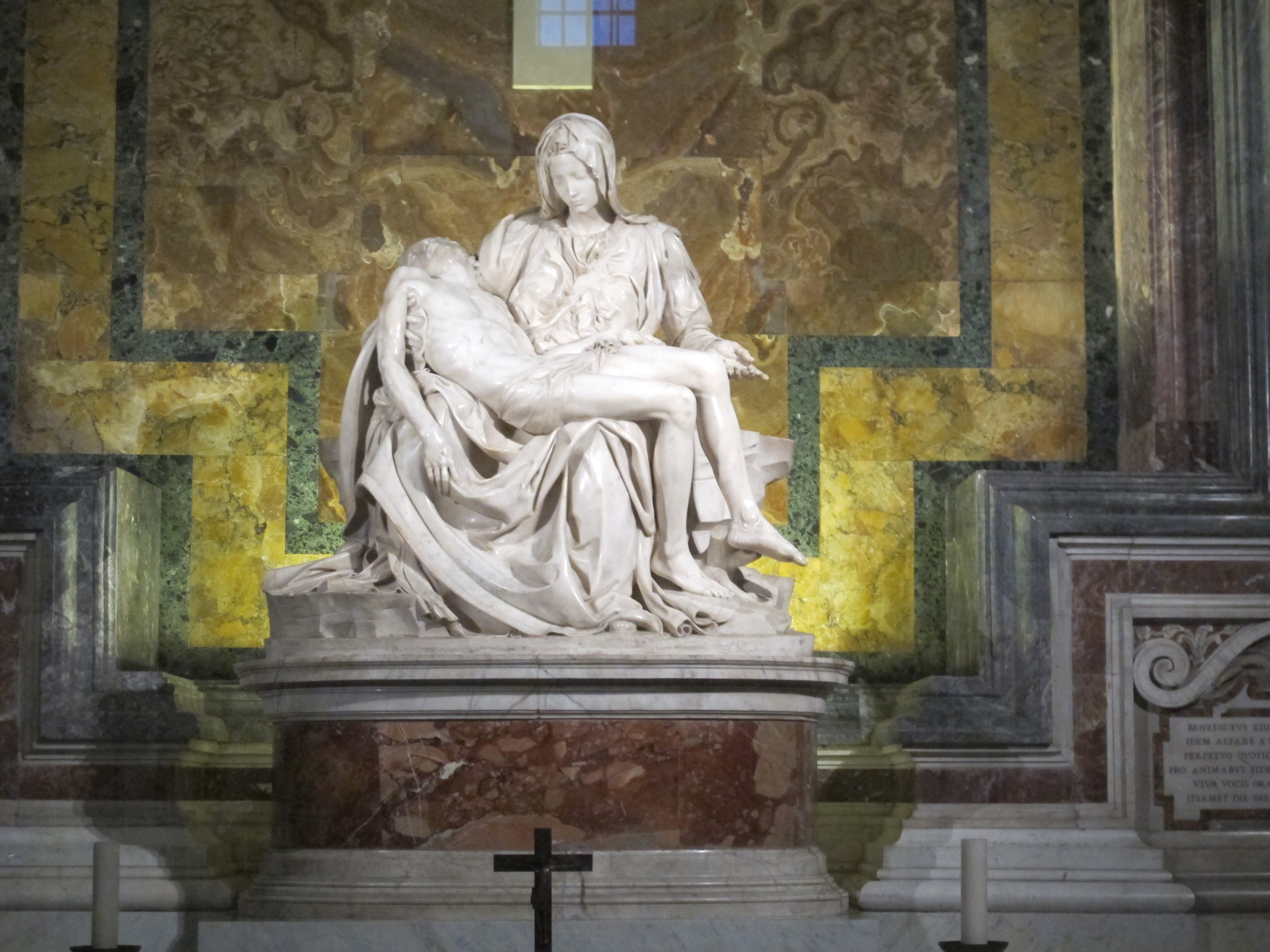
Michelangelo Pietàja

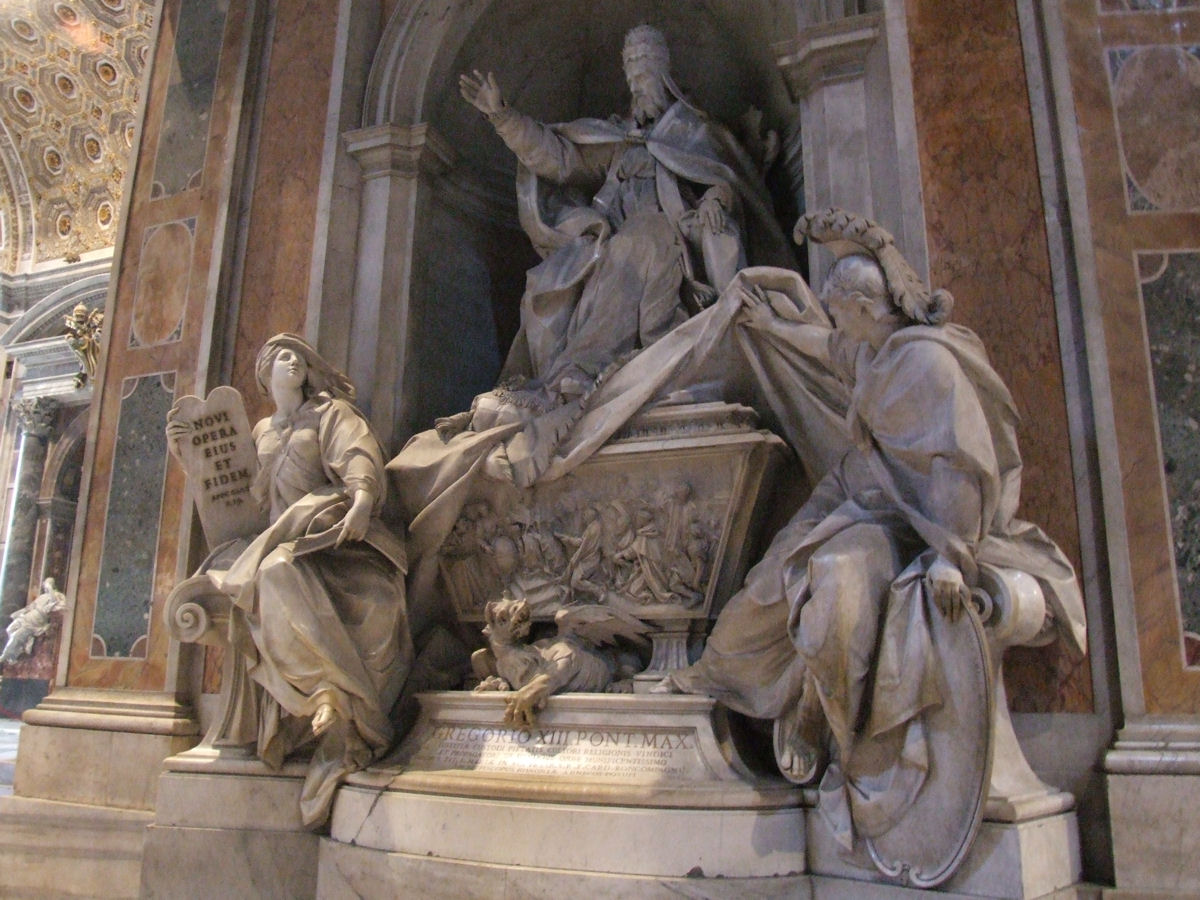
XIII. Gergely pápa síremléke

A főhajóhoz hasonlóan a bejárattól számított harmadik pillérig az oldalhajó is Carlo Maderno irányítása alatt épült. A kápolnák közötti árkádokat az első szentté avatott pápák, valamint a pápai hatalom jelképeinek domborműves ábrázolásai díszítik. A bejárat felőli első kápolna a Pietà-kápolna (9). Eredetileg Keresztrefeszítés-kápolnának nevezték a falait borító, a Passió jeleneteit ábrázoló nyolc freskó miatt. Az oltár fölötti festményen a Kereszt felmagasztalása látható, amely a többi festménnyel együtt Giovanni Lanfranco alkotása. A többi falfelületet mozaikokkal és értékes márványlapokkal borították. A kápolnában 1736-ban helyezték el a fiatal Michelangelo egyik fő művét, a Pietàt, Francesco Borromini még 1626-ban készült talapzatára. A szobor 1498 és 1499 között készült, Jean de Bilhéres bíboros megbízásából, aki a síremléke számára rendelte meg. Miután 1971. május 20-án egy zavarodott férfi kalapáccsal megrongálta a Madonna arcát, a kápolnát egy törhetetlen üveglappal zárták le.
A bejárattól számított első pilléreken két síremlék kapott helyet. A főhajó felőli oldalon Krisztina svéd királynő emlékműve áll, Carlo Fontana alkotása(10). A királynő arcképe aranyozott bronzmedalionon látható, amelyet koronát viselő koponya tart. A színes márványurna oldalain domborművek mutatják be a királynő katolikus hitre térését (aki ezért lemondott trónjáról) és a hit diadalát az eretnekség fölött. Az emlékművel szemben XII. Leó pápa kenotáfiuma került a pillér oldalára (11), akit a San Leone Magno-templom főoltára elé temettek el. A tömeget megáldó pápa szobra, G. de Fabris alkotása, az 1825-ös szentévre készült el. A kenotáfium alatt nyíló ajtó az ellipszis alakú Szent Miklós-kápolnába vezet. A kápolnában található festett keresztet Pietro Cavallini művének tartják. Két oltára közül az egyiket Szent Józsefnek, a másikat Szent Miklósnak szentelték.
A második, Szent Sebestyénnek szentelt kápolna nevét az oltár fölött elhelyezett mozaikról kapta. A mozaik Pier Paolo Cristofari munkája, aki Domenico Zampieri, ismertebb nevén Domenichino rajzai alapján készítette. Az oltár alá, üvegkoporsóba helyezték el a boldoggá avatott XI. Ince pápa testét. A falakon két 20. századi alkotás kapott helyet. Balra (14) Francesco Nagni 1949-ben elkészült műve, XI. Piusz szobra, aki az 1929-es lateráni egyezmény után megalakult Vatikán állam első pápája volt. Balra (12) XII. Piusz szobra áll, amelyet az általa kinevezett bíborosok megrendelésére Francesco Messina készített 1964-ben. A művész a pápát áldásra emelt kézzel ábrázolja, azonban gesztusa úgy is értelmezhető, hogy megpróbálja távol tartani a II. világháború borzalmait.
A második és a harmadik kápolna között építették fel Matilda toszkánai őrgrófnő emlékművét (15), aki VII. Gergely pápa nagy hatalmú támogatója volt a IV. Henrik ellen folytatott invesztitúraharcban. Az emlékmű Bernini tervei alapján készült, a grófnő szobrát Andrea Bolgi faragta. A szarkofág előlapján látható dombormű Stefano Speranza alkotása, és azt a pillanatot ábrázolja, amikor Canossában, 1077. január 28-án, IV. Henrik császár három nap várakozás után a pápa elé járulhatott.
A grófnő sírjával szemben egy tipikus barokk stílusú alkotást, XII. Ince pápa Francesco della Valle által készített emlékművét helyezték el (1746) (16). A pápát áldás közben ábrázoló síremlékre jellemző a színes márványok alkalmazása.
A harmadik nagy kápolna az Oltáriszentség-kápolna (17). Az oldalhajótól Francesco Borromini barokk stílusú kovácsoltvas rácsa zárja el. A kápolnában látható legértékesebb tárgy Bernini 1674-ben tervezett aranyozott bronzból készült tabernákuluma. Alakja Bramante híres San Pietro in Montorio-templomára, vagy ismertebb nevén a Tempiettóra emlékeztet. Peremére a tizenkét apostol kis méretű, aranyozott szobrát állították, kupoláján Krisztus alakja jelenik meg. A tabernákulum felületét lapis lazuli berakásokkal díszítették. Mellette kétoldalt egy-egy imádkozó angyal aranyozott bronzszobra látható. Az oltár mögé került Pietro da Cortona a Szentháromságot ábrázoló vászna, a bazilika egyetlen vászonra festett képe.
A harmadik pillérnél egymással szemben két pápa síremléke kapott helyet. Balra XIV. Gergely síremlékét (18) a Hit és az Igazságosság szobraival Prospero da Brescia faragta. Jobbra XIII. Gergely emlékműve (19) Camillo Rusconi alkotása. Az urna előlapján egy dombormű azt a jelenetet ábrázolja, amikor 1582-ben bevezették a róla elnevezett Gergely-naptárat, és október 4-e után október 15-e következett, így kiküszöbölve a Iulius Caesar idejétől fogva érvényes naptár pontatlanságát. A kezét áldásra emelő pápa mellett kétoldalt az Erőt és a Vallást szimbolizáló alakok jelennek meg.

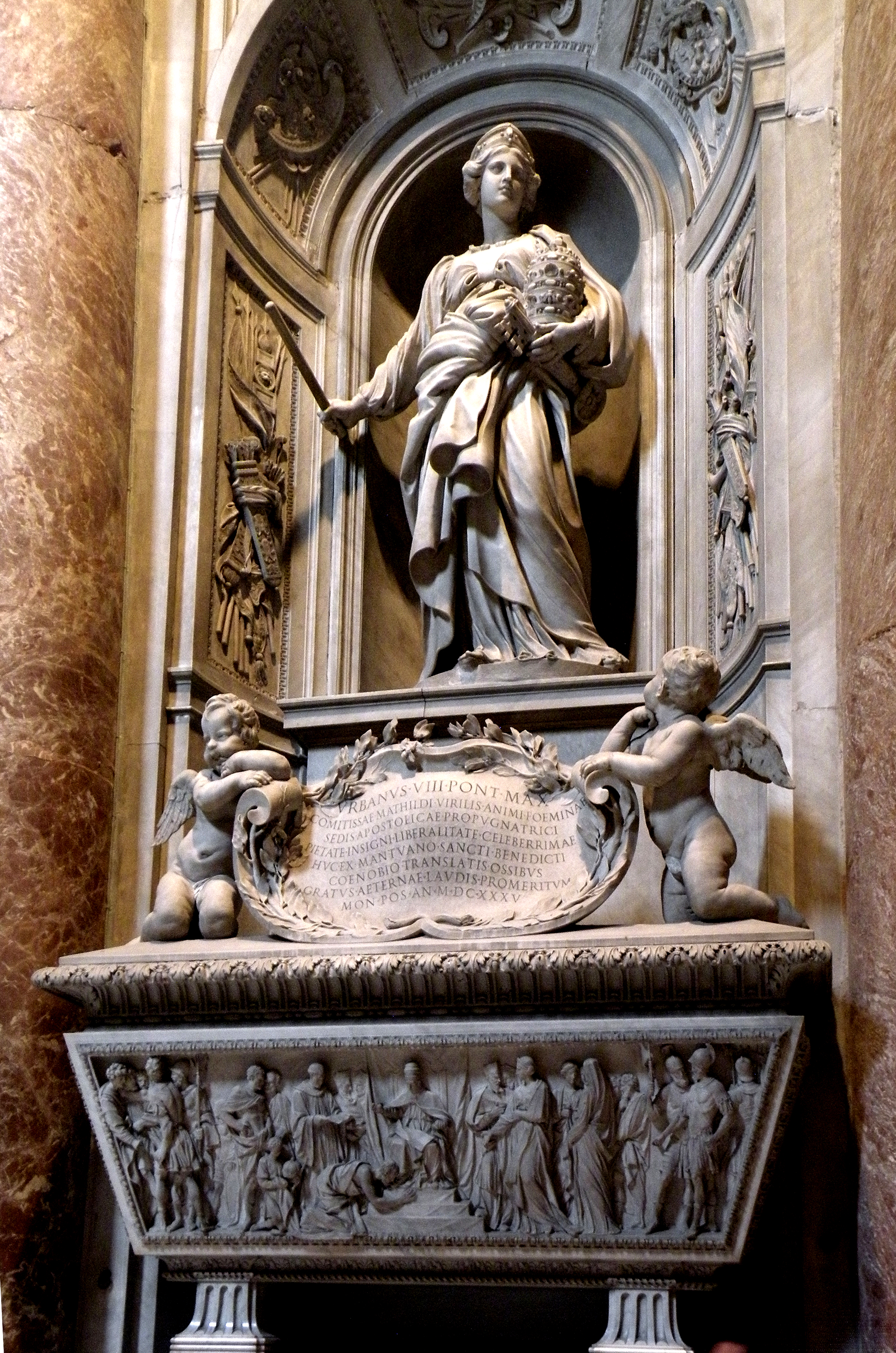
Matild toszkán őrgrófnő emlékműve
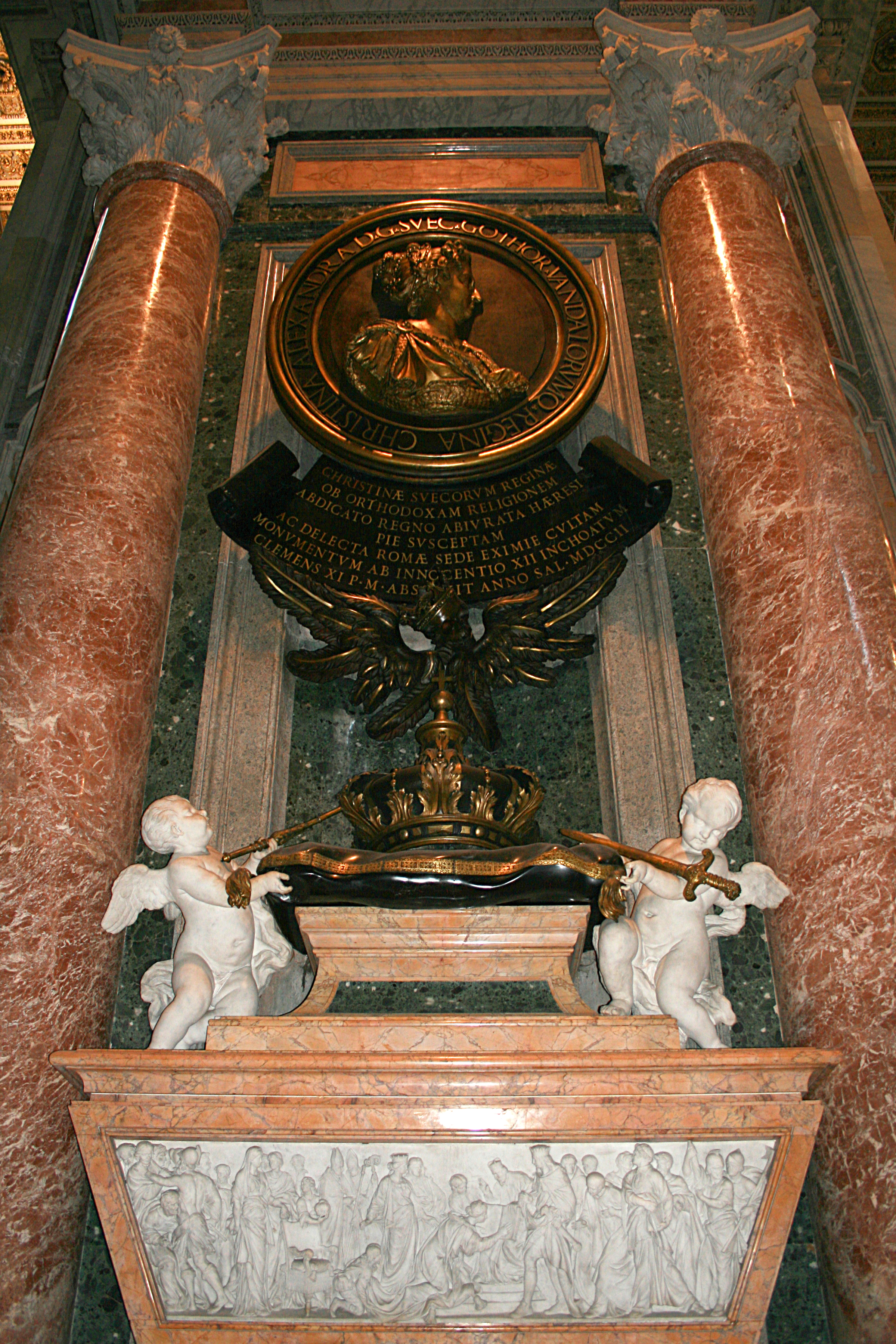
Krisztina svéd királynő emlékműve
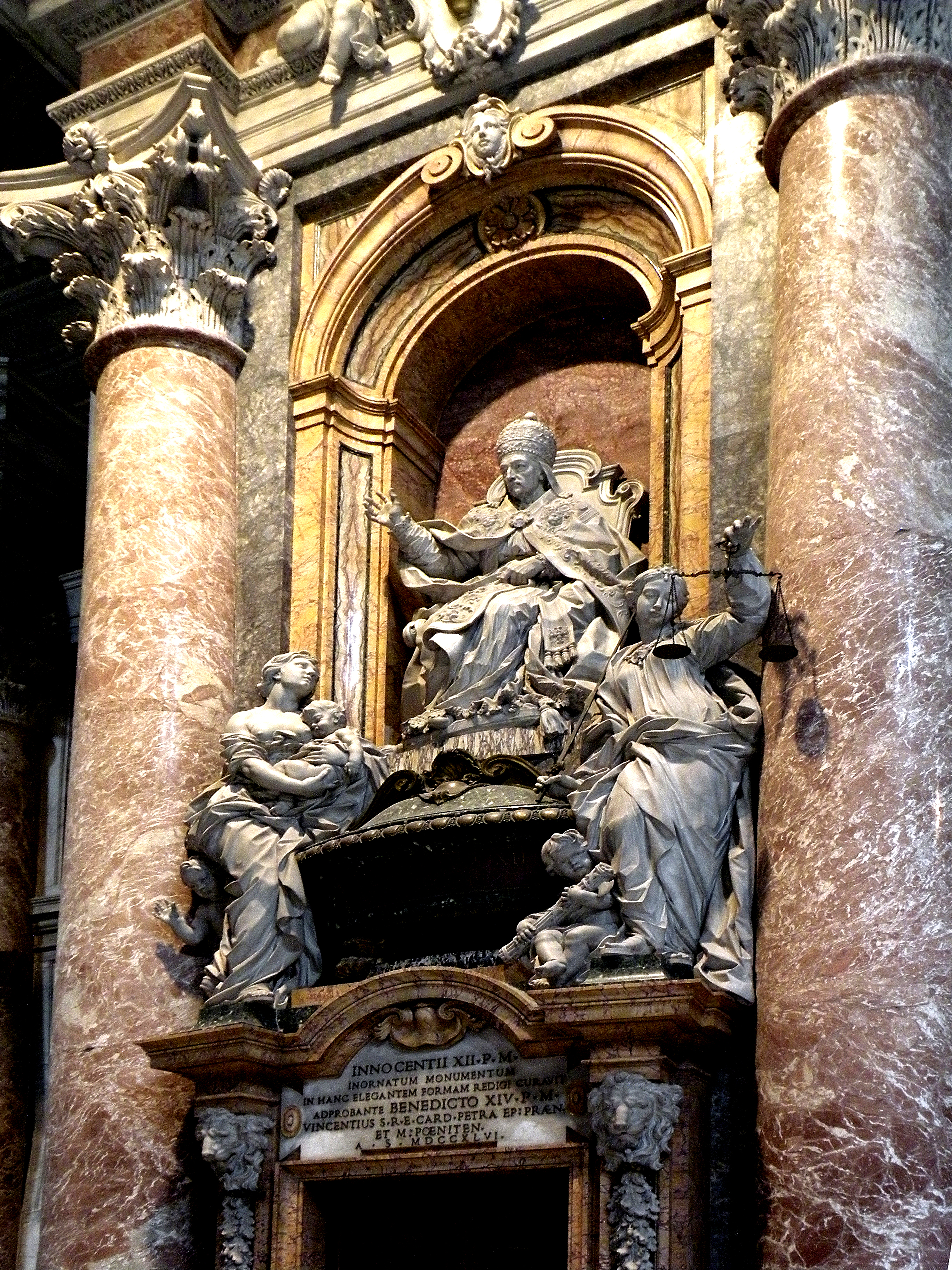
XII. Ince pápa emlékműve
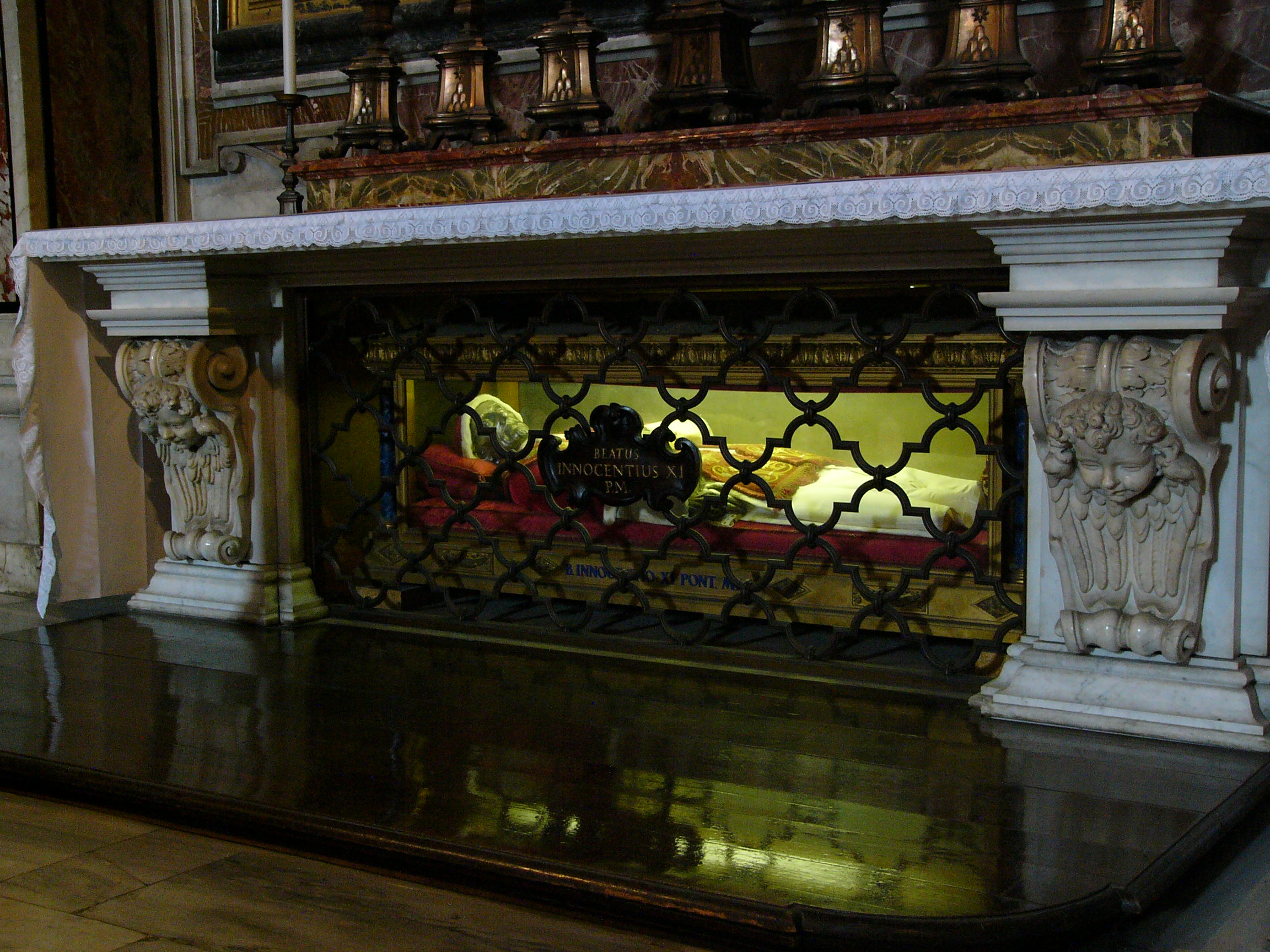
A boldoggá avatott XI. Ince pápa földi maradványai

### A jobb oldali kereszthajó

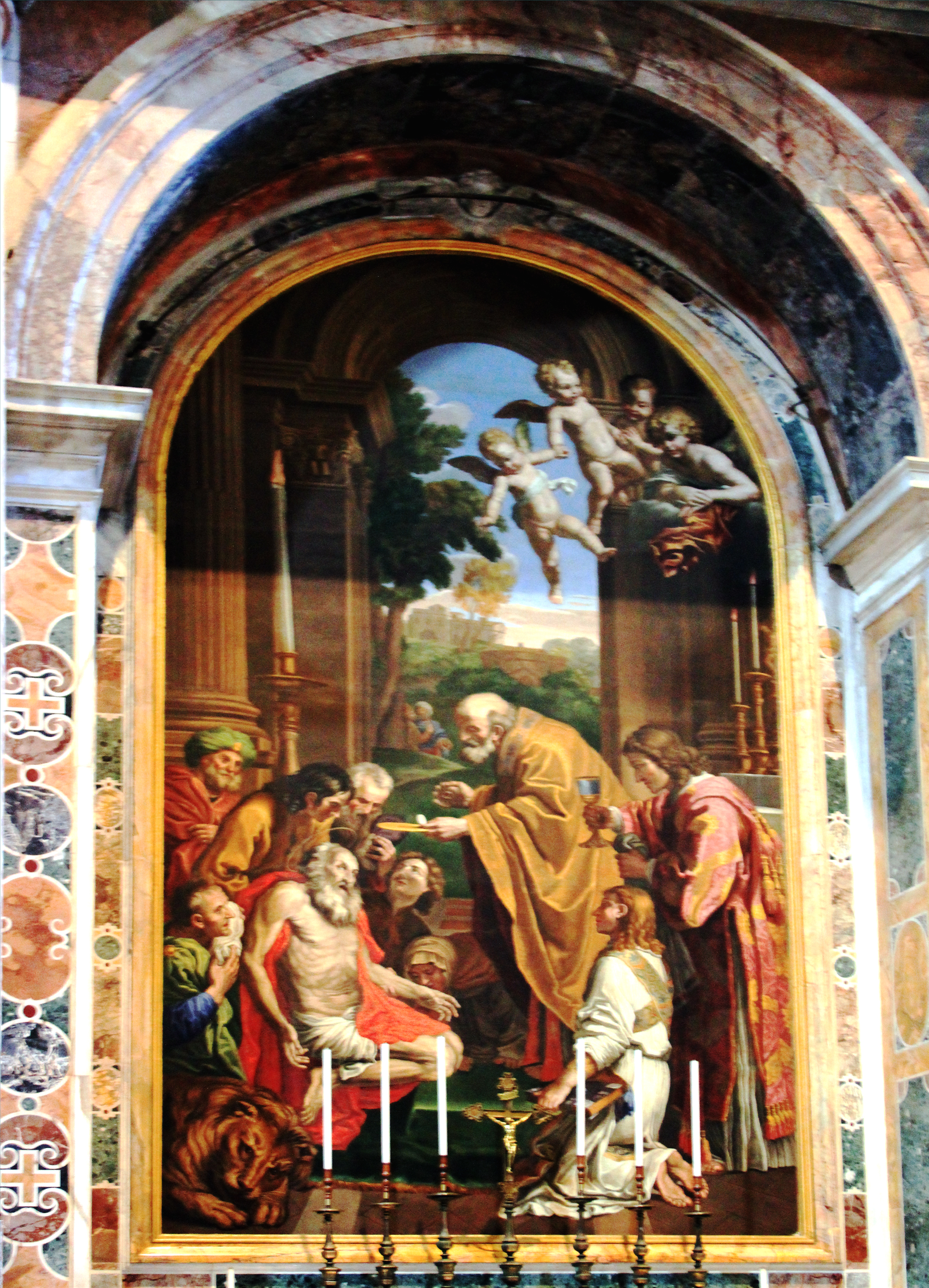
Szent Jeromos oltára

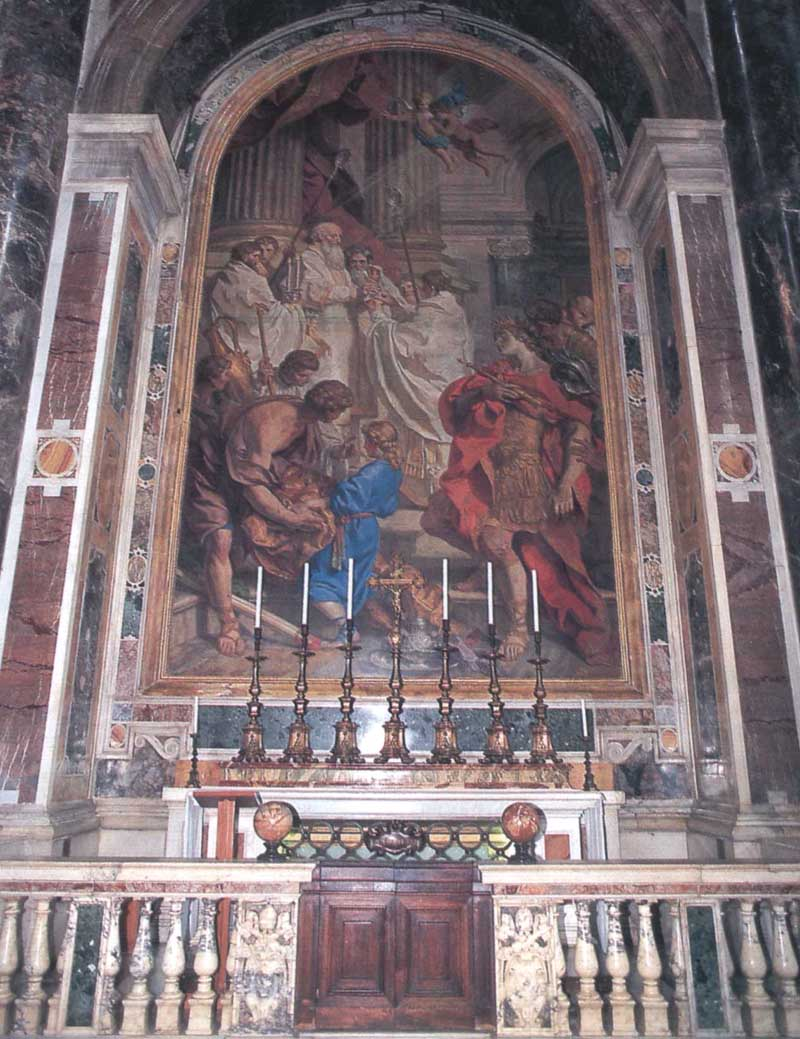
Nagy Szent Vazul oltára

A jobb oldali kereszthajót Michelangelo tervei alapján építették, és megfelel az eredeti tervek szerinti görög kereszt alaprajzú épület egyik szárának. Mészkőből készült mennyezetét a 18. században Luigi Vanvitelli tervei alapján aranyozott és fehér stukkókkal borították. A kereszthajó elején a XIII. Gergely pápáról elnevezett Gergely-kápolnát (21) alakították ki, aki Giacomo Della Portát bízta meg azzal, hogy fejezze be a még Michelangelo által elkezdett épületrészt. A kápolna falait értékes, színes márványokkal, gyöngyházzal, aranyozott bronzzal, színes mozaikokkal és stukkókkal borították be. A fölötte kialakított kupola magassága 42 méter. A hátsó falánál felállított oltár fölé 1578-ban XIII. Gergely utasítására egy 12. századi, bekeretezett, a Madonnát ábrázoló freskórészletet helyeztek el (23). Az oltárt alabástrommal, ametiszttel és más féldrágakövekkel, valamint négy afrikai eredetű zöld márványoszloppal díszítették. Az oltár alatt egy porfírból készült urnában őrzik Nazianzi Szent Gergelynek, Kappadókia egyik nagy teológusának maradványait. Alakja megjelenik a kápolna tetejének félkörívein is Szent Jeromos, Nagy Szent Gergely pápa és Nagy Szent Vazul mellett. A mozaikokat Nicola da Piccola rajzai alapján Girolamo Muziano és Salvatore Monosilio készítette.
A kápolnától balra található XVI. Gergely 1854-ben készült, klasszicista stílusban készült emlékműve, Luigi Amici alkotása (22). A pápát trónszéken ülve ábrázolja, ahogy kezét áldásra emeli. A mellette álló két nőalak a Tudást és az óvatosságot szimbolizálja. Visszatérve a főhajóba a kupolát tartó pillér bejárat felőli oldalán állították fel Szent Jeromos oltárát(20). Fölötte Domenichino híres képének, Szent Jeromos utolsó áldozásának (1614) mozaikmásolata került a falra. Az eredeti festményt jelenleg a Vatikáni képtárban őrzik. A képen a kilencvenéves, haldokló Szent Jeromos látható szentek és angyalok társaságában és mellette összekuporodva fekvő hűséges oroszlánjával. A mozaik, számos más a bazilikában látható képpel együtt Pier Paolo Cristofari munkája, akinek a festményekről készült vázlatai és előkészítő rajzai számos múzeumba és templomba szóródtak szét.
A pillér másik, az oldalhajó felé eső oldalán Nagy Szent Vazul oltára áll (25). A fölötte elhelyezett mozaikkép Pietro Subleyras festménye alapján készült, és azt a pillanatot ábrázolja, amikor 372-ben a szent olyan áhítattal misézett, hogy nem vette észre a templomba belépő Valens császárt és kíséretét. Az oltárral szemben az aranyozott háttér előtt álló, fehér márványból faragott emlékművet Pietro Bracci készítette XIV. Benedek számára(24). A pápát állva jelenítette meg, ahogy megáldja az 1750-es szentév alkalmából összegyűlt tömeget.
A kereszthajóban az oltártól számított legtávolabb álló középső oltárt a Mamertino börtön őreinek szentelték, ahol Szent Péter raboskodott(28). Az oltár fölötti mozaikkép Jean Boullogne, ismertebb nevén Giambologna festménye után készült, és a Szent Péter által keresztény hitre térített őrök mártíromságát ábrázolja.
A jobb oldali oltárt a csehországi Szent Vencelnek, a meggyilkolt fejedelem tiszteletére emelték (27), az oltárképet Angelo Caroselli festménye alapján készítették. Az oltár mellett kétoldalt mozaikmedalionokban Szent Cirillt és testvérét, Metódot, Európa patrónusait ábrázolták.
A bal oldali oltárt Fornia mártír püspökének, Szent Erasmusnak ajánlották (29). Az oltárkép szintén Cristofari munkája, Nicolas Poussin 1743-ban készült festménye alapján. A falakon látható fülkékben, hasonlóan a főhajóhoz, híres rendalapítók szobrai kaptak helyet. A szobrok fölött, a párkány alatt körbefutó arany háttérre írt felirat Máté evangéliumából való (16, 16-17): O PETRE, DIXISTI: TV ES CHRISTVS, FILIVS DEI VIVI. AIT IESVS: BEATVS ES SIMON BAR IONA: QVIA CARO, ET SANGVIS NON REVELAVIT TIBI Simon Péter válaszolt: "Te vagy Krisztus, az élő Isten Fia." Erre Jézus azt mondta neki: "Boldog vagy, Simon, Jónás fia, mert nem a test és vér nyilatkoztatta ki ezt neked (katolikus Biblia, Szent István társulat)
A kupolát tartó apszis felőli pillér mellett emelték a Navicella-oltárt (32), amely nevét a vízen járó Jézust ábrázoló mozaikról kapta. A mozaik Giovanni Lanfranco festménye alapján 1727-ben készült. Vele szemben áll Antonio Canova egyik leghíresebb alkotása, XIII. Kelemen pápa klasszicista stílusban készült síremléke (31). Ez a bazilika legkorábbi klasszicista stílusú alkotása. Canova mellőzte a többszínű márvány használatát, és elődeivel ellentétben a halált csontváz vagy koponya helyett egy fáklyát eloltó szárnyas géniusz alakjával szimbolizálta. Az idős pápát térden állva, imádkozás közben jelenítette meg. Balra tőle a Vallás alakja egyik kezét a szarkofágra támasztja, míg másik kezében egy keresztet tart. A szarkofágon a pápa nevét tartalmazó medaliont két oldalról a Remény és a Könyörületesség domborműve keretezi. A szarkofág alatt a két fekvő oroszlán mészkőből készült, míg a síremlék többi részét a művész carrarai márványból faragta.
Az emlékműtől balra, a kereszthajó legtávolabbi sarkában épült fel a Szent Mihály-kápolna. Mennyezetét egyházatyák képei díszítik. A jobb oldali oltárt Szent Mihály arkangyalnak szentelték (33). A fölötte, aranyozott bronzkeretbe illesztett oltárkép 1757-ben készült a bolognai Guido Reni egy korábbi alkotása alapján. A hátsó fal mellett felállított oltár Szent Petronilla tiszteletére készült (34), az oltárkép a szent temetését ábrázolja. A G. F. Barbieri, ismertebb nevén Guercino festménye után készült mozaikkép az egyik legszebb a bazilikában, és szintén Pier Paolo Cristofari alkotása. Az oltár alatt őrzik a szent ereklyéit, amelyeket 750-ben találtak meg Domitilla katakombáiban. Az ereklyék ezután Kis Pipin frank király tulajdonába kerültek, aki egy kis méretű szentélyt építtetett a számukra. A maradványokat 1606-ban szállították át a bazilikába, és azóta ezt a kápolnát francia nemzeti kápolnának tekintik.
A Szent Mihály-kápolna és az apszis közötti falon kapott helyet X. Kelemen Mattia Rossi tervei alapján készült síremléke (35). Az emlékműre jellemző a többszínű, ritka és értékes márványok használata. A trónon ülő, áldást osztó pápa alakját Ercole Ferrata faragta. Két oldalán a Könyörületességet és a Jótékonyságot szimbolizáló nőalakok állnak. A szarkofágon Leonardo Leti domborműve azt a pillanatot ábrázolja, amikor a pápa ünnepélyesen megnyitotta az 1675-ös szentévet. Az emlékművel szemben szentelték fel Tábita oltárát (36), akit Szent Péter támasztott fel. A csodát Placido Castanzi egyik festménye után készült mozaikkép mutatja be.

### Az apszis

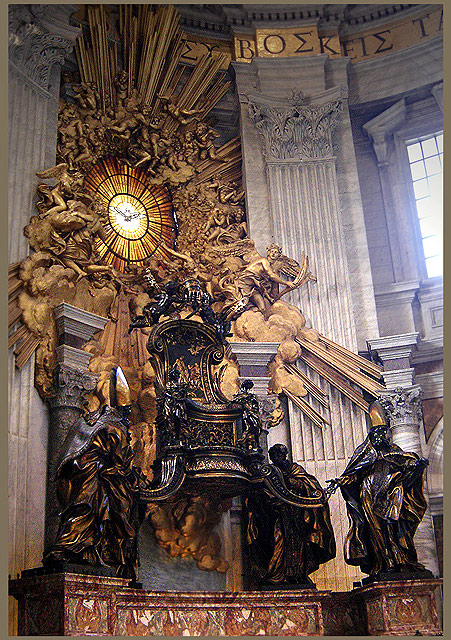
Szent Péter katedrája

A főhajóhoz és a kereszthajóhoz hasonlóan az apszis falának felső részén is fülkék nyílnak, bennük a rendalapítók szobraival. Mennyezetét Vanvitelli tervei alapján készült aranyozott stukkódíszítéssel borították. Három medalionban a Kulcsok átadását, Szent Péter keresztre feszítését és Szent Pál lefejezését ábrázolták. Az apszis legkiemelkedőbb műalkotása Szent Péter katedrája, Bernini zseniális és összetéveszthetetlen remekműve (39).
Már a 13. század második felétől Szent Péter katedrájaként tiszteltek egy elefántcsonttal díszített fából készült széket. A valóságban ez egy Szent Péter koránál később készült, vaspántokkal megerősített tölgyfaszék, fájában akácfa darabokkal. A feltételezések szerint ezek az akácfa részek lehettek Szent Péter katedrájának darabjai. A székre vasgyűrűket erősítettek, és ennél fogva hordozták a körmeneteken. Berninit VII. Sándor pápa bízta meg azzal, hogy az ereklye számára méltó helyet alakítson ki. Bernini egy aranyozott bronz katedrát készített, amelynek belsejébe beleépítették a tölgyfaszéket, és 1666. január 17-én nagy ünnepség keretében felállították az apszis oltára fölé. Az oltár alsó részét aquitaniai fehér és fekete márványból, felső részét szicíliai vörös jáspiskőből faragták. Ezen az alapon négy aranyozott bronzból készült szobor áll. A körülbelül öt méter magas alakok körbeveszik a szinte a levegőben lebegő széket, és szimbolikusan a magasba emelik. A szobrok közül a két szélső Szent Ambrus és Szent Ágoston nyugati, a két másik Szent Atanáz és Aranyszájú Szent János keleti egyházatyákat ábrázolja. A katedra fölött két angyal a pápai tiarát és a kulcsokat, a pápai hatalom jelképeit emeli a magasba. A katedrán látható aranyozott domborművek a Kulcsok átadását és a Lábmosást jelenítik meg. A katedra fölött nyíló ablakot angyalokból, fénysugarakból és felhőkből álló, aranyozott stukkóból készült széles keret szegélyezi. Az értékes cseh üvegben a Szentlélek galambja látható.
A katedrától jobbra áll VIII. Orbán pápa síremléke, Bernini alkotása(38). Tervezését 1627-ben kezdte el, de a munkálatokat csak majdnem húsz évvel később, 1646-ban fejezte be. A síremléket különös gonddal készítette el, ezzel fejezte ki háláját a pápa iránt, aki felfedezte tehetségét és megbízásokkal látta el. A pápát trónszéken ülve, áldásra emelt kézzel ábrázolta. A bazilikában akkorra elkészült síremlékekhez képest szokatlan módon (leszámítva III. Pál szobrát) az elhunyt szobra nem márványból, hanem márványtalapzatra állított aranyozott bronzból készült. Az alatta álló szarkofág tetején a halált jelképező, köpenybe burkolózó aranyozott bronzcsontváz a pápa nevét a kezében tartott pergamenre írja. A szarkofág mellett kétoldalt carrarai márványból faragott nőalakok állnak. A jobb oldalon álló Igazságosság szobra az ég felé néz, ez az isteni igazságszolgáltatásban való bizalmat jelképezi. A másik alak, a Könyörületesség szobra egy gyereket tart a karjában, miközben egy másik, a halott pápára mutató kisfiút néz.
A katedra másik oldalán III. Pál síremlékét állították fel(40). Kivitelezője Giacomo Della Porta volt, aki a munkához feltételezhetően Michelangelo egyik rajzát használta fel. Az emlékmű elrendezése piramis alakú, tetején a pápa bronzszobrával. Alatta a két nőalak az Igazságosság és az Óvatosság megtestesítői. Az egyik szobor a pápa testvérét, a másik az anyját ábrázolja. Az emlékmű eredetileg a Gergely-kápolnában állt, majd 1628-ban Bernini felügyelete alatt szállították át jelenlegi helyére.

### A baloldali kereszthajó

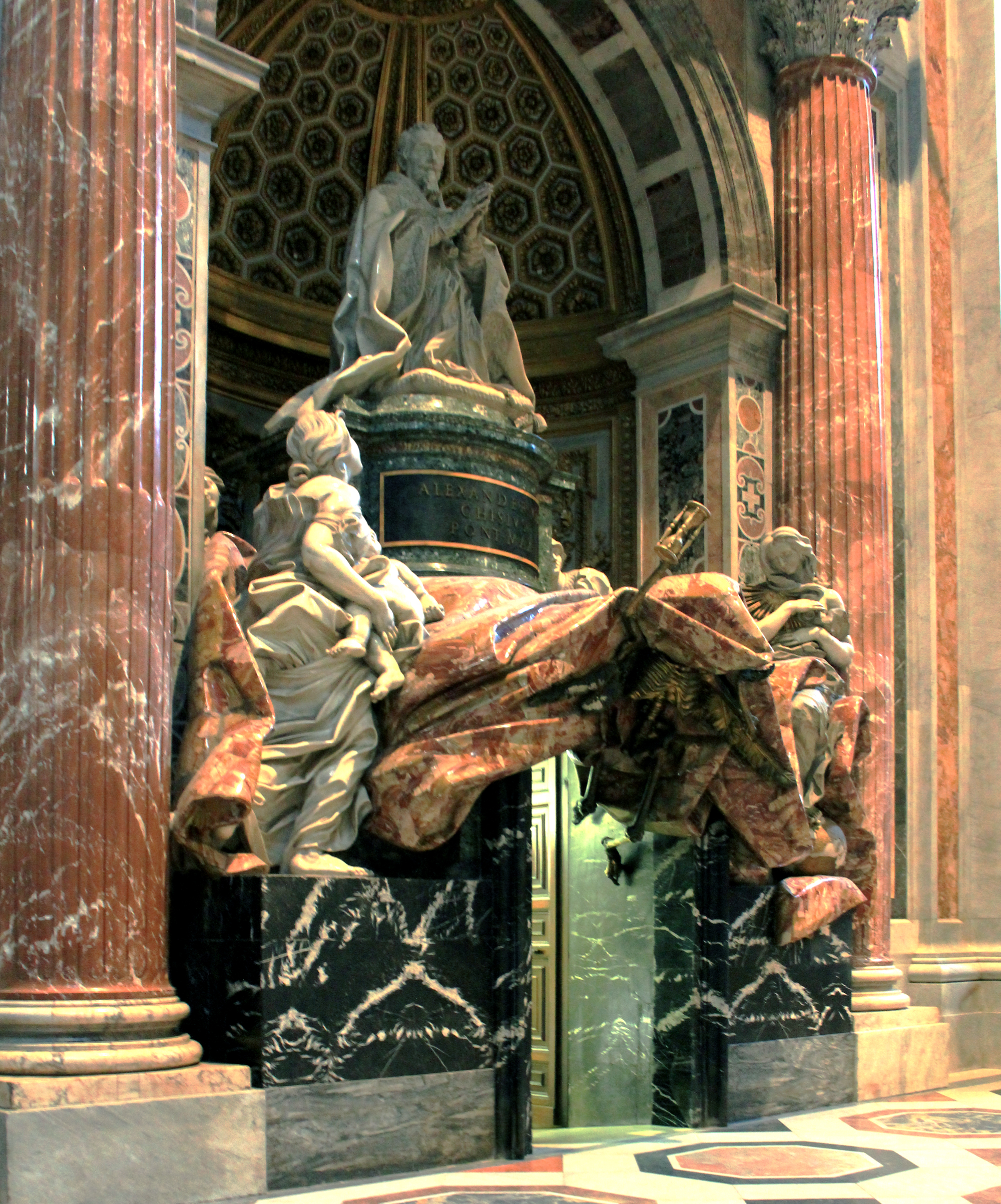
Bernini: VII. Sándor pápa síremléke

Az apszis mellett a bal oldali falba építették be VIII. Sándor pápa Arrigo di San Martino tervei alapján készült síremlékét (42). A pápa bronzalakját Giuseppe Bertoni készítette, a szarkofág mellett álló márványszobrokat, az Óvatosság és a Vallás nőalakját Angelo Rossi faragta. A szarkofág alatti domborművön a pápa által 1690-ben szentté avatott San Lorenzo Giustiniani és Kapisztrán Szent János jelenik meg. Az emlékmű kialakításakor többféle anyagot használtak fel, köztük alabástromot, többszínű márványt és breccsát.
A vele szemben álló oszlop mellett szentelték fel a Béna meggyógyításának oltárát (43), akit Szent Péter gyógyított meg a jeruzsálemi templom kapuja mellett. A csodát ábrázoló mozaik Francesco Mancini egyik festménye után készült. Az oltár mellett a templom sarkában kialakított épületrész az Oszlopos Madonna kápolnája (44). Az apszis felőli fala mellett áll a régi Szent Péter-bazilikában elsőnek eltemetett pápa, Nagy Szent Leó oltára (45). Sírja eredetileg a régi bazilika sekrestyéjében volt, majd V. Pál utasítására került jelenlegi helyére III. Gergely, II. Leó és IV. Gergely maradványaival együtt. Fölötte a többi oltártól eltérően mozaikkép helyett egy márvány domborművet helyeztek el. A domborművön Nagy Szent Leó és Attila hun király találkozását jelenítették meg (452), amelynek során pápának sikerült megmentenie Rómát a hunok pusztításától.
A bal oldalon áll az Oszlopos Madonna oltára (46), amely nevét egy, még a régi bazilikából származó és a Madonna képével díszített oszlopról kapta. A ma is látható, értékes márványokkal és alabástrom oszlopokkal díszített oltárt Giacomo Della Porta tervezte 1607-ben. A kápolna fölött emelkedik a bazilika egyik mellékkupolája, a hozzá tartozó lunettákban mozaikképekkel, Máriával és a Gyermekkel, Szent József álmával, Dávid királlyal és Salamonnal. A főkupolát tartó pilléren az oldalhajó felőli oldalon állították fel a Szent Szív-oltárt, fölötte egy 20. században készült mozaikképpel.
Mellette kapott helyet VII. Sándor pápa híres emlékműve, Bernini utolsó nagyszabású remekműve (47). Bernininek különleges érzéke volt ahhoz, hogy a szobrászatot és az építészetet gazdag mondanivalójú alkotásokba egyesítse. Az emlékművet az egyik fülkéjébe tervezte, oda, ahonnan az akkori sekrestye nyílt. Az ajtót belefoglalta a kompozícióba, ezzel át is értelmezte a síremlék bejáratává, ezen túlmenően a halál kapujává. A művész ekkor már nyolcvanéves volt, így a síremlék elkészítésében jelentős szerepet játszottak segédei is. A térdelő, imádkozó pápa előtt egy vastag, faragott drapériából előbukkanó csontváz jelenik meg, és a kezében tartott homokórával jelzi a pápa halálának idejét. Az elhunyt egyházfőt körülvevő nőalakok erényeket szimbolizálnak. Az első, bal oldali alak, a Könyörületesség, a kezében egy gyereket tart. A vele szemben álló Igazság egy földgömbre tapos, ott ahol a térképen Anglia látszik, és ahol a pápa megpróbálta megakadályozni az anglikán egyház terjeszkedését. A síremlék hátsó részén a Óvatosság és a Igazságosság jelenik meg. A csontváz aranyozott bronzból készült, a drapériát, amiből előbukkan szicíliai jáspiskőből faragták. Az emlékmű alját a gyász jeleként fekete márványlapokkal borították.
A kereszthajónak a főoltártól számított legtávolabbi pontján három oltárt szenteltek fel. A középső oltárt (51) eredetileg Tádé apostolnak ajánlották, akinek maradványait az oltár alatt egy ókori szarkofágban őrzik. Később az oltárt XXIII. János pápa Szent Józsefnek szentelte, és a szentet ábrázoló 20. századi mozaikképpel díszítették. Tőle jobbra emelték Szent Tamás oltárát (50), rajta Vincenzo Camuccini Hitetlen Tamás című képének mozaik változatával. Az oltár alatt kaptak helyett a IV. Bonifác, a római Pantheon keresztény templommá szentelő pápa ereklyéi.
Balra a Szent Péter keresztrefeszítése-oltár áll (52), rajta egy Guido Reni festménye alapján készült mozaikképpel, amely az apostol mártírhalálát ábrázolja. A legenda szerint az oltárt pontosan azon a helyen állították fel, ahol Szent Pétert keresztje állt. Ennek a hagyománynak annyi valóságalapja lehet, hogy a bazilika egy részét az ókori cirkusz helyére építették. A falakon a bazilika többi részéhez hasonlóan folytatódik a rendlapítók fülkékben felállított szobrainak sora. A kereszthajó falának tetején, a párkány alatt arany háttér előtt látható felirat János evangéliumából való (21, 17): DICIT TER TIBI PETRE, LESVS: DILIGIS ME? CVI TER, O ELECTE, RESPONDENS AIS: O DOMINE, TV OMNIA NOSTI, TV SCIS QVIA AMO TE – Majd harmadszor is megkérdezte tőle: "Simon, János fia, szeretsz?" Péter elszomorodott, hogy harmadszor is megkérdezte: "Szeretsz engem?" S így válaszolt: "Uram, te mindent tudsz, azt is tudod, hogy szeretlek." (katolikus Biblia, Szent István Társulat)

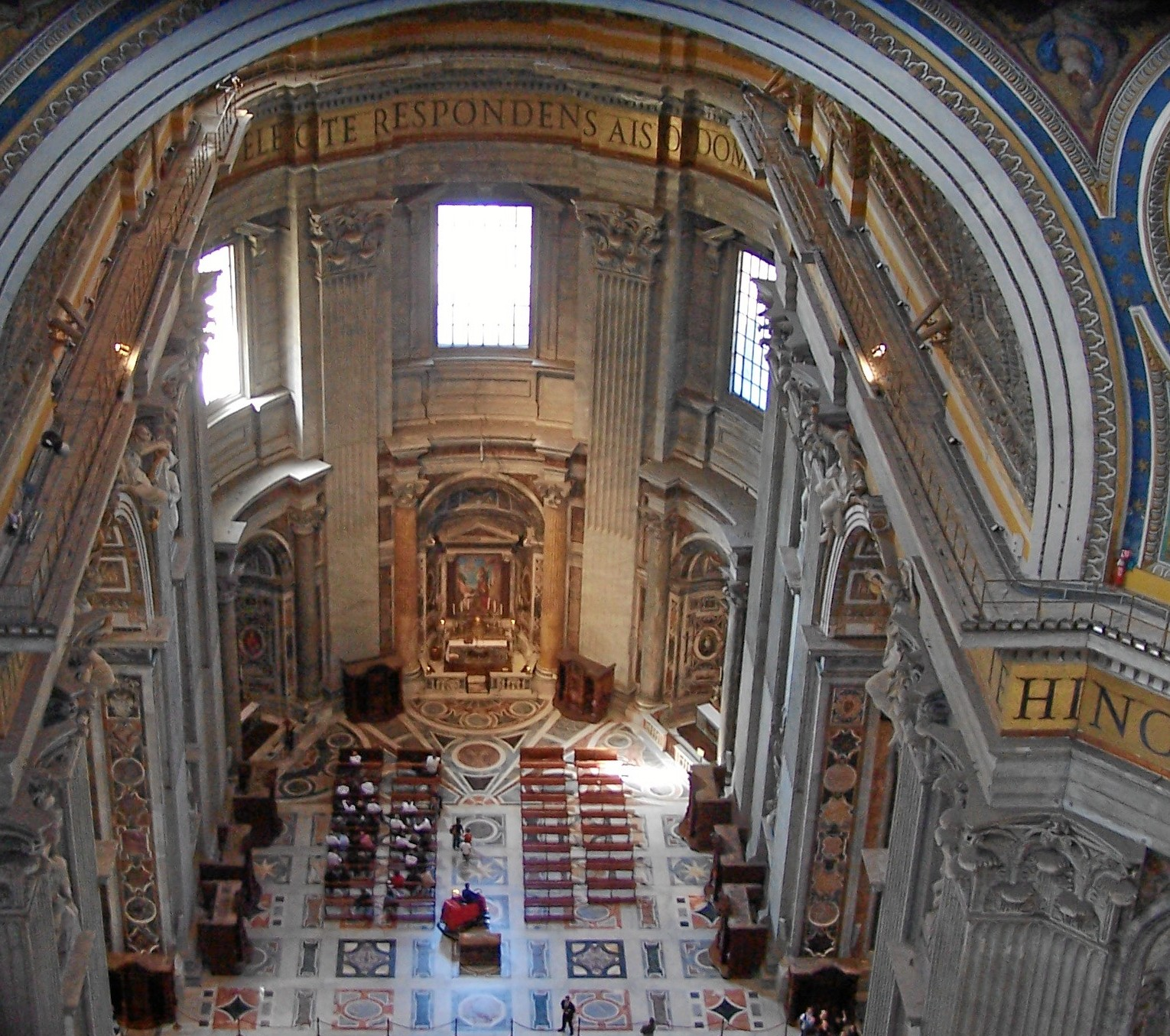
A bal oldali kereszthajó
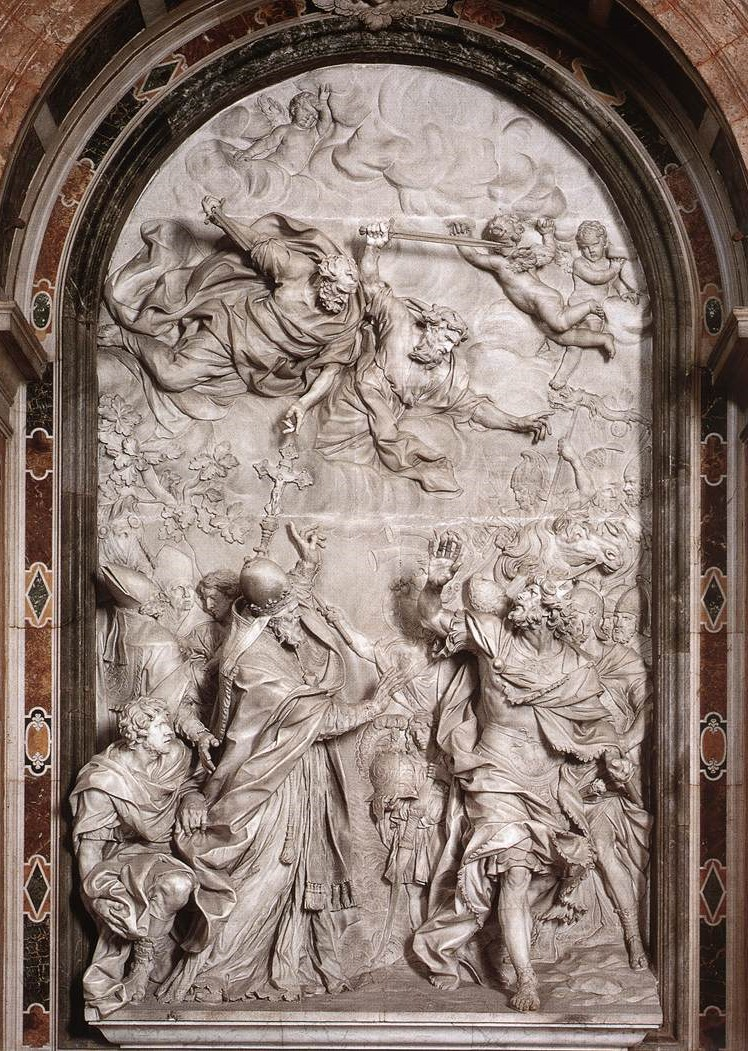
Nagy Szent Leó és Attila találkozása
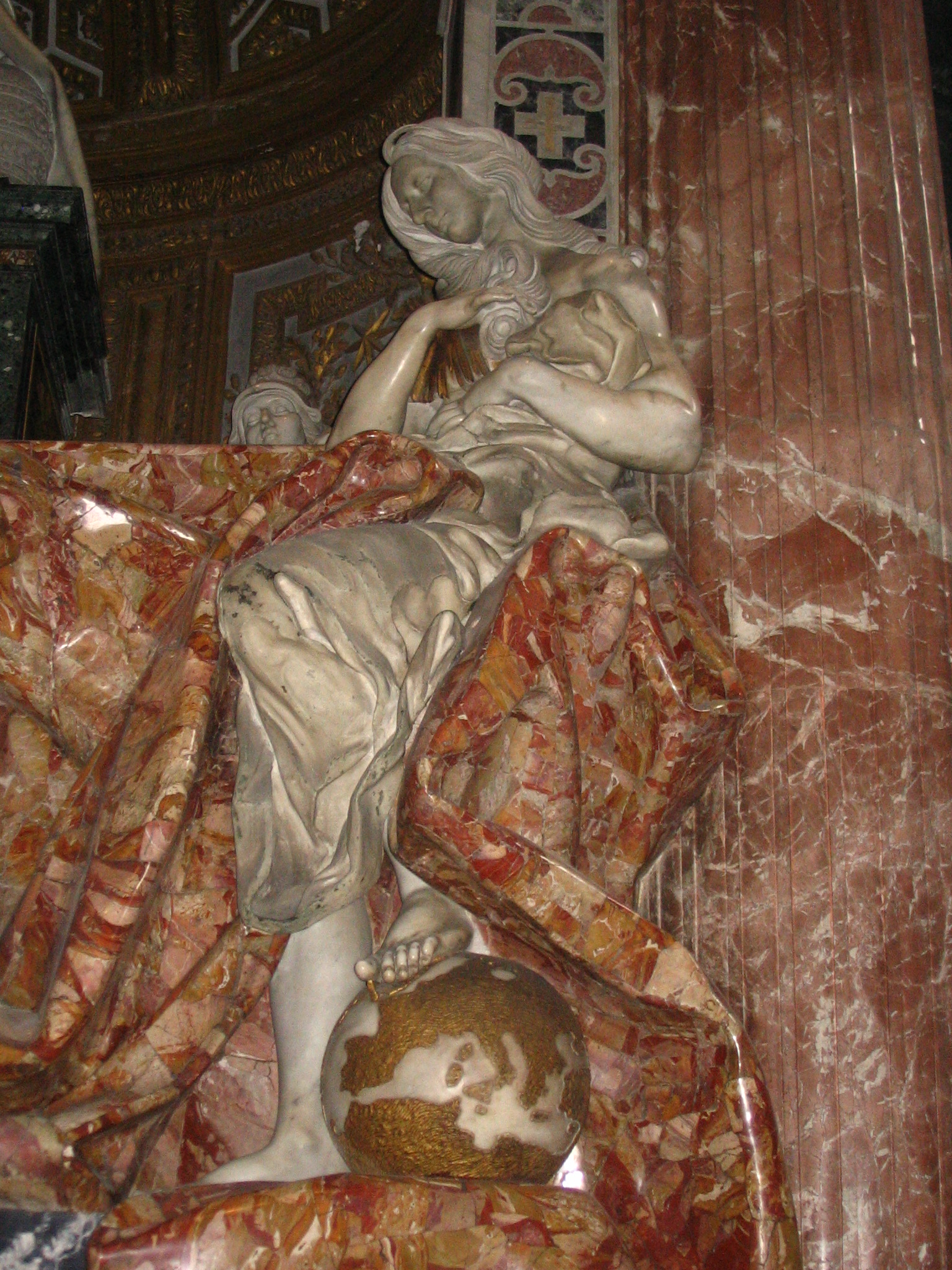
Az Igazság alakja VII. Sándor pápa síremlékéről
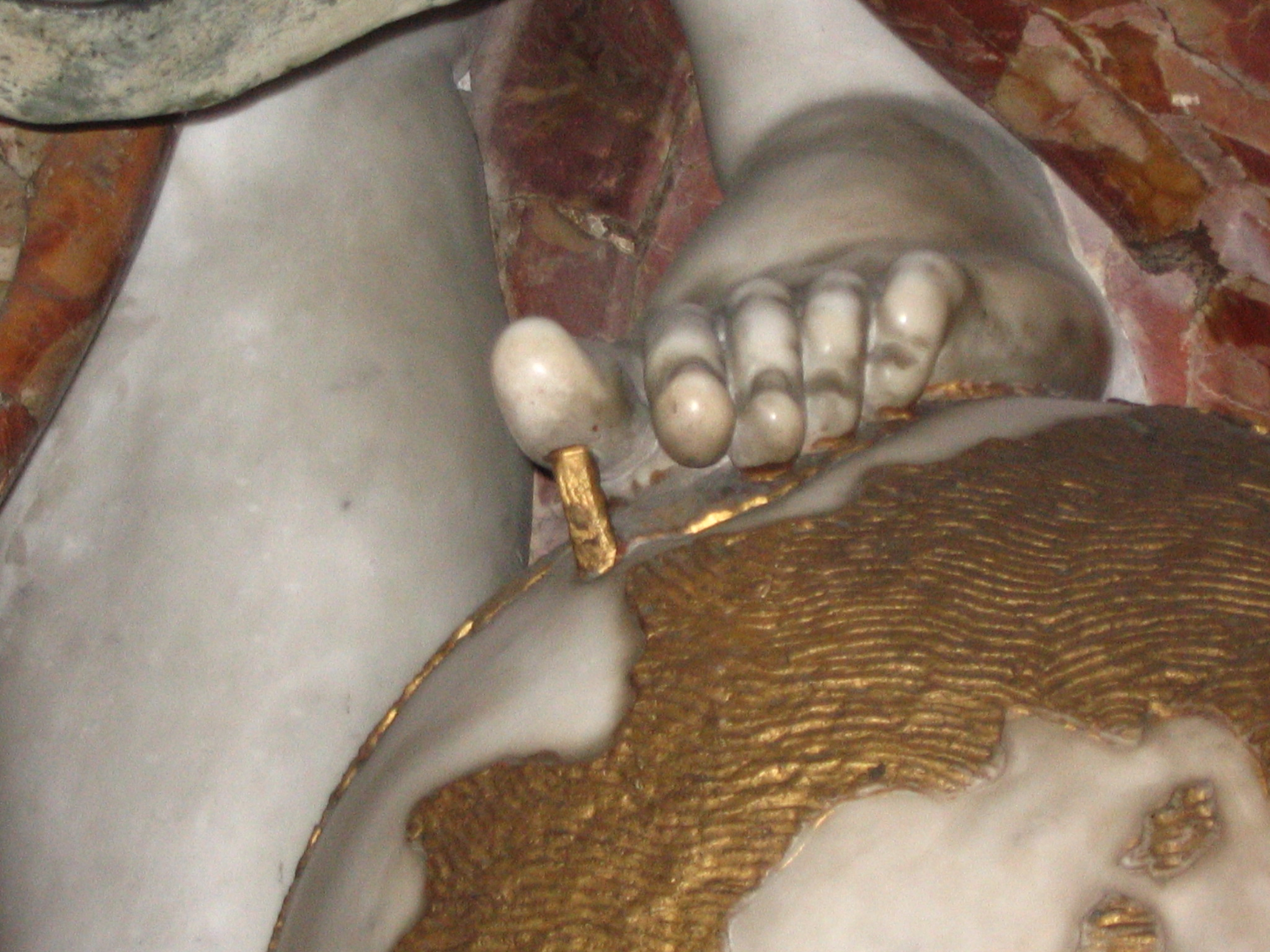
Az Igazság alakja, ahogy a földgömbön Angliára tapos

### A bal oldalhajó

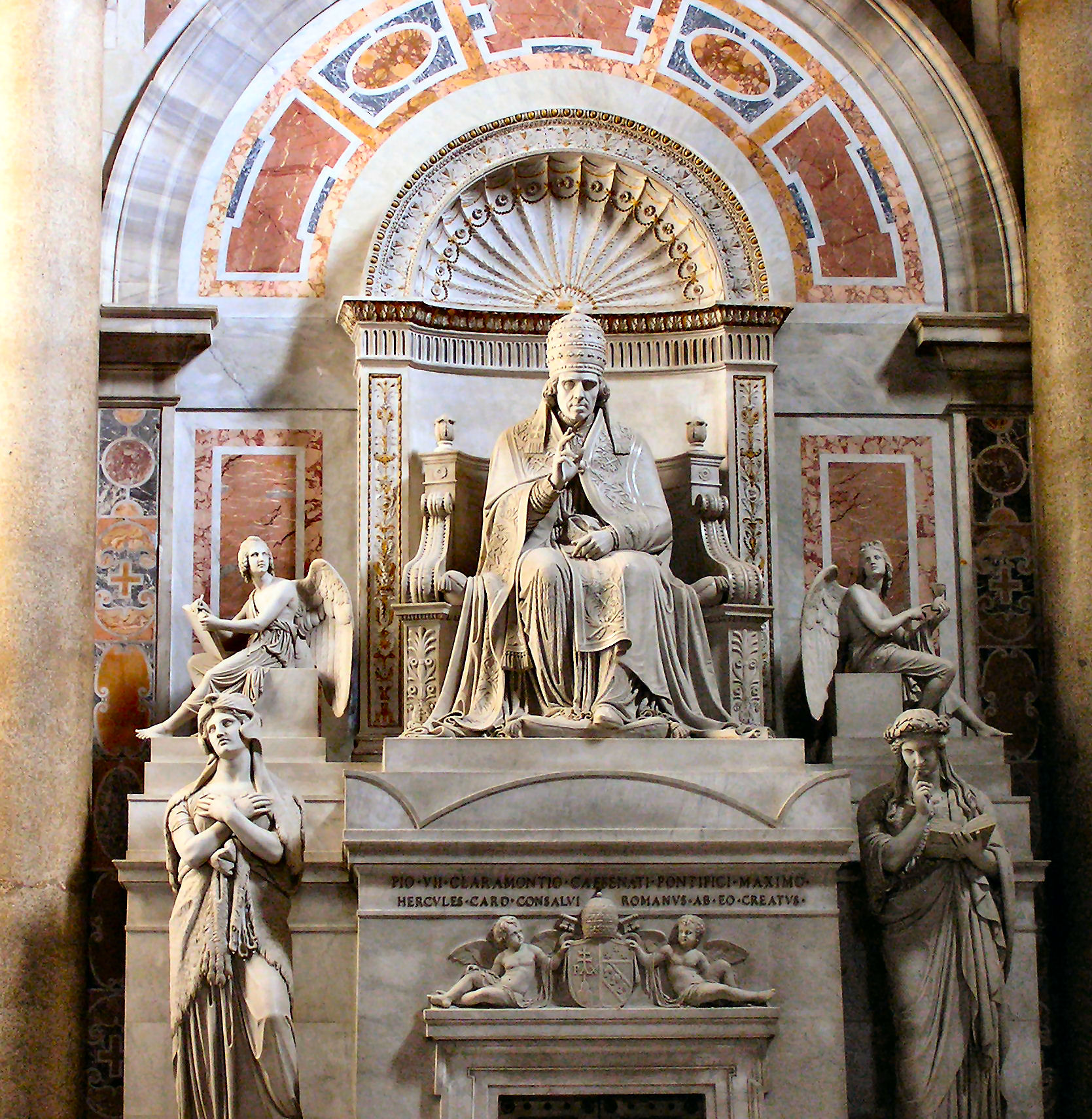
Berthel Trorvaldsen: VII. Piusz pápa síremléke

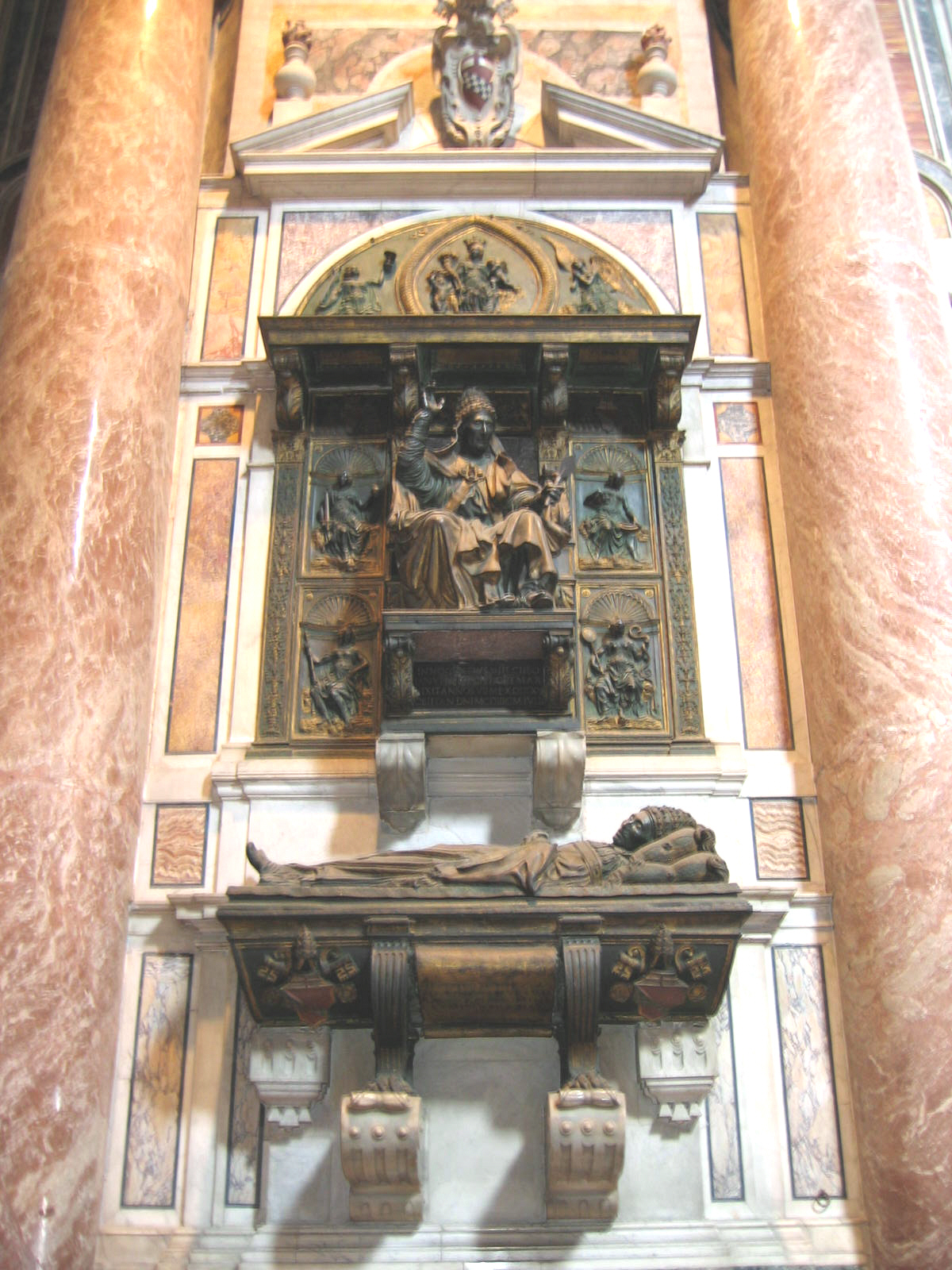
Antonio del Pollaiolo: VIII. Ince pápa emlékműve

A bal oldalhajóban, a kupolát tartó pillérrel szemben alakították ki VIII. Piusz pápa emlékművét, Pietro Tenerani klasszicista alkotását (54). A síremlék szoborcsoportja négy alakból áll, a térdelő, imába merült pápa mögött a trónon ülő Krisztus, két oldalán Szent Péter és Szent Pál jelenik meg. A síremlék alatt nyíló ajtó a bazilika sekrestyéjébe vezet.
Mellette emelték a Kelemen-kápolnát (58), amelyet még Michelangelo kezdett el építeni, majd Giacomo Della Porta fejezte be az 1600-as szentévre. Oltárát (56) Nagy Szent Gergely pápa tiszteletére emelték, akinek ereklyéit az oltár alatti szarkofágban helyezték el. A pápa sírja eredetileg a régi Szent Péter-bazilika előcsarnokában állt, maradványai 1606-ban kerültek mostani helyükre. Az oltár fölötti mozaikkép Alessandro Cocchi és Vincenzo Castellini munkája, Andrea Sacchi 1625-ben festett vászonképe alapján. A mozaikképen a szent felmutatja azt a vászondarabot, amely mártírok ereklyéihez érintve vérfoltossá vált. A kápolna fölött a csegelyeket a Szent Péter katedrájánál már megjelent négy egyházatya képével díszítették, a lunettákban Mária és Erzsébet találkozását és a Dánielt az oroszlánveremben jelenítették meg.
A kápolna bal oldali falán kapott helyet a klasszicista stílusú szobrászat egy másik kiemelkedő alkotása, VII. Piusz pápa emlékműve (57). Alkotója a dán származású, később Rómában letelepedő Bertel Thorvaldsen. A megfáradt pápa egy díszes trónszéken ül, és egyformán megáldja barátait és ellenségeit is. Mellette kétoldalt az idő és a történelem szárnyas géniusza látható, egyikük egy homokórát tart a kezében, a másikuk egy könyvben jegyzi fel az elhunyt pápa tetteit. Alattuk az Erőt és a Bölcsességet szimbolizáló nőalakok állnak, ahogy egy oroszlánbőrt (az erő) és egy könyvet egy bagollyal (a bölcsesség jelképe) tartanak.
Visszatérve az oldalhajóba, a kupolát tartó pillérrel szemben állították fel a Jézus színeváltozása-oltárt (59), rajta Raffaello egyik fő művének mozaikváltozatával. Az eredeti festményt a Vatikáni Képtárban állították ki. A következő pilléren kapott helyet XI. Ince pápa sírja (60), a francia Pietro Stefano Monot alkotása. A szarkofág fölött ünnepélyes testtartással ülő egyházfő megáldja az összegyűlt tömeget, mellette a Hit és az Igazságosság alakjai állnak. Vele szemben emelték XI. Leó egyszínű, fehér márványból készült emlékművét (61), Alessandro Algardi művét. Az síremlék alján látható faragott rózsák arra utalnak, hogy hogy a pápa 1605-ben mindössze 27 napig uralkodott. A trónszék alatti dombormű a törökök fölött aratott 1683-as győzelmet ábrázolja.
A bejárat felé haladva az oldalhajónak az a része következik, amelyet Carlo Maderno irányítása alatt építettek 1606 és 1614 között. Az innen nyíló első kápolna a Kórus-kápolna (62), amelyet a hagyomány szerint Giacomo Della Porta tervezett, de valószínűbb, hogy Carlo Maderno elképzelései alapján építették. Az oltár alatt őrzik Aranyszájú Szent János maradványait, ezenkívül Szent Ferenc és Szent Antal ereklyéit. VI. Pál pápa utasítására egy fehér márvány oszlopon nagy méretű húsvéti gyertyát helyeztek el. A kápolna mennyezetét fehér háttér előtt álló aranyozott stukkóképekkel borították, a képeken a Teremtés, az Átkelés a Vörös-tengeren és Krisztus megkeresztelése látható. Az oldalfal mellett áll a fából faragott, domborművekkel díszített, három sorból álló kórus.
A kápolna mellett egy falfülkében áll a szentté avatott X. Piusz pápa sírja (64). A síremlék az építész Florestano di Fausto tervei alapján készült 1923-ban, kivitelezője Pietro Astorri volt. A pápa állva jelenik meg, ahogy karjait kinyújtja a hívek felé.
Vele szemben kapott helyet VIII. Ince emlékműve Antonio del Pollaiolo 1493 és 1498 között készült rendkívüli művészi értéket képviselő alkotása (65). A síremléket eredetileg a régi Szent Péter-bazilikában állították fel. Jellegzetessége, hogy az egyházfő kétszer jelenik meg rajta, egyszer trónján ülve, áldásra emelt kézzel, másodszor szarkofágján fekve. A trónon ülő pápa mellett a négy fő erény domborművét építették a falba.
Jobbra következik a Bemutatás-kápolna (67). Az oltáron Francesco Romanelli Mária bemutatása a templomban című festményének mozaikváltozata látható, a kápolna a nevét erről a képről kapta. Az oltár alatt üvegkoporsóban fekszik a szentté avatott X. Piusz pápa díszes pápai ruhába öltöztetett teste. A kápolna fölött magasodó kupolát Carlo Maratta mozaikképeivel díszítették. A jobb oldali falon egy bronzból készült dombormű XXIII. János pápát ábrázolja, ahogy egy börtönben meglátogatja az elítélteket (68). A bal oldali fal mellé állították fel XV. Benedek pápa emlékművét, akinek imádkozó alakját Pietro Canonica faragta 1928-ban (66). A szarkofág sarkait olajágakat ábrázoló domborművekkel borították, a béke jelképével, emlékeztetve az I. világháború borzalmaira és értelmetlen pusztítására.
Visszatérve a főhajóba, a következő síremlék Mária Klemencia Sobieski számára készült, aki III. János lengyel király unokája volt(69). 1719-ben feleségül ment III. Stuart Jakab angol trónkövetelőhöz, és Rómában halt meg száműzött férjével együtt. A hercegnő egy medalionban látható portréját a szarkofágja fölött elhelyezkedő Könyörületesség alakja emeli a magasba. A 18. századi szobor Pietro Bracci alkotása.
Vele szemben áll a Stuartok emlékműve, Antonio Canova 1819-ben elkészült alkotása, a művész egyik legismertebb munkája (70). A síremlék III. Jakab, az angliai trónkövetelő és két fia, Károly (York hercege) és Henrik (Frascati, Ostia és Velletri püspöke) számára állít emléket. Mindhárman Rómában haltak meg száműzetésben. Canova a megrendelést az angol kormánytól kapta, a költségeket III. György király fizette. A sztéléhez hasonlító síremléken egy felirat emlékezik meg a domborműveken profilból ábrázolt utolsó Stuartokról. Az emlékmű tetejét a Stuartok címere díszíti az ágaskodó oroszlánokkal. Alsó felén egy bezárt ajtó mellett a Canova művészetére jellemző, fáklyát eloltó, lehajtott fejű szárnyas géniuszok domborművei jelennek meg.
Az oldalhajó utolsó kápolnája a Carlo Fontana tervei alapján épült keresztelőkápolna, közepén a keresztelőkúttal (71). Az első keresztelőmedence még Damasus pápa idejéből származott, amit a 15. században egy kútként használt szarkofággal helyettesítettek, majd a 17. században felváltották a jelenlegi medencével. Vörös porfírból faragott alsó része egy ókori pogány emlékműből való, majd később a Rómában 983-ban elhunyt II. Ottó császár szarkofágjának tetejeként funkcionált. A medence aranyozott bronzból készült rokokó fedelét Giovanni Giardoni alakította ki. Az oltárképet Carlo Maratta Krisztus megkeresztelése című festménye után 1722-ben készítették. Az oldalfalakon két további mozaikkép látható. Az egyik Andrea Procaccini 1711-ben készült vászna alapján Szent Pétert ábrázolja, ahogy megkereszteli Cornelio centuriót. A másik képen, ami Giuseppe Passeri vásznának mozaikváltozata, szintén Szent Péter jelenik meg, ahogy megkereszteli a Mamertino börtön őreit. A kupolát borító mozaikok Francesco Tevisani da Capodistria rajzai alapján készültek. A padlóban 1994. október 16-án helyezték el II. János Pál pápa címerét.

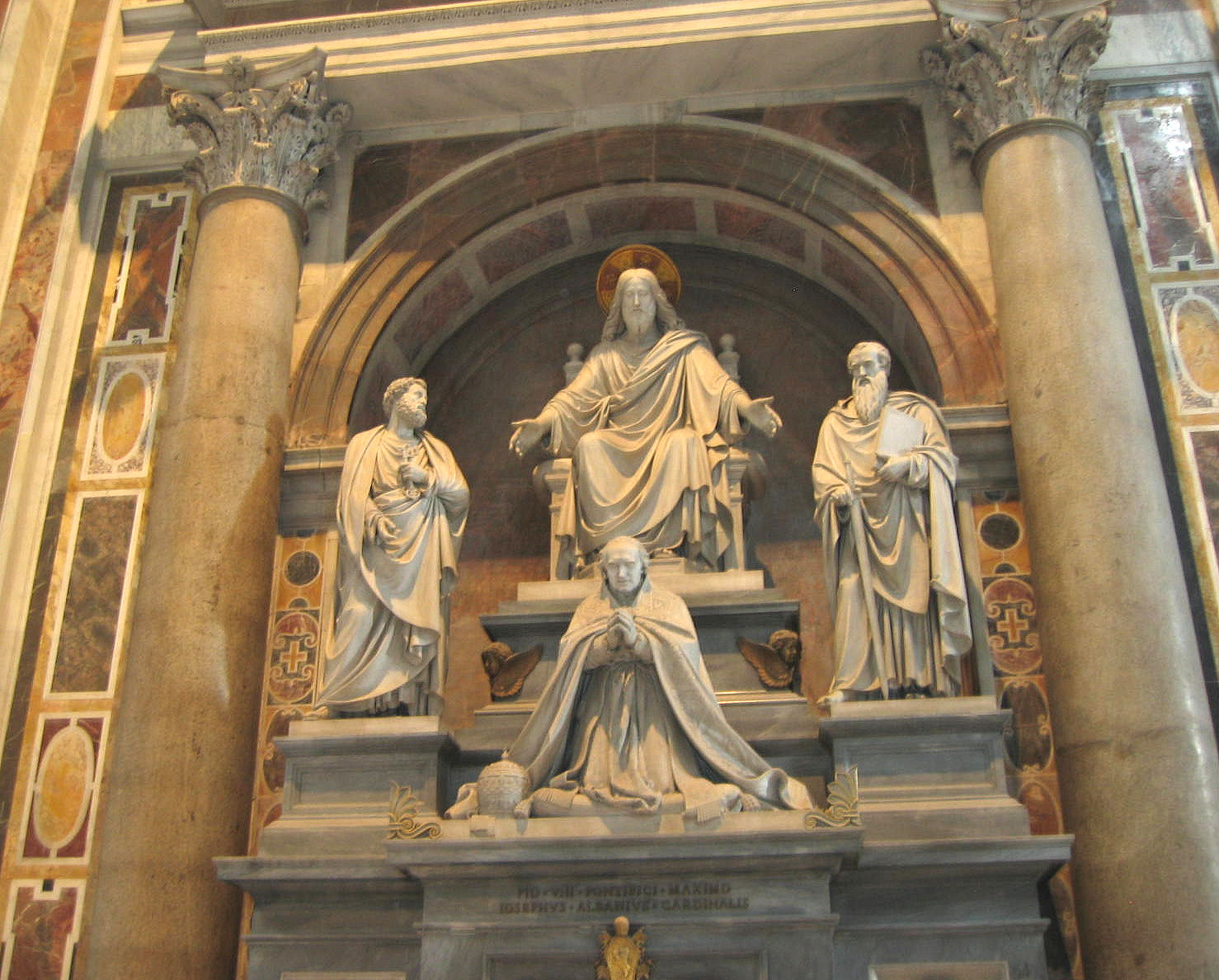
VIII. Piusz pápa emlékműve
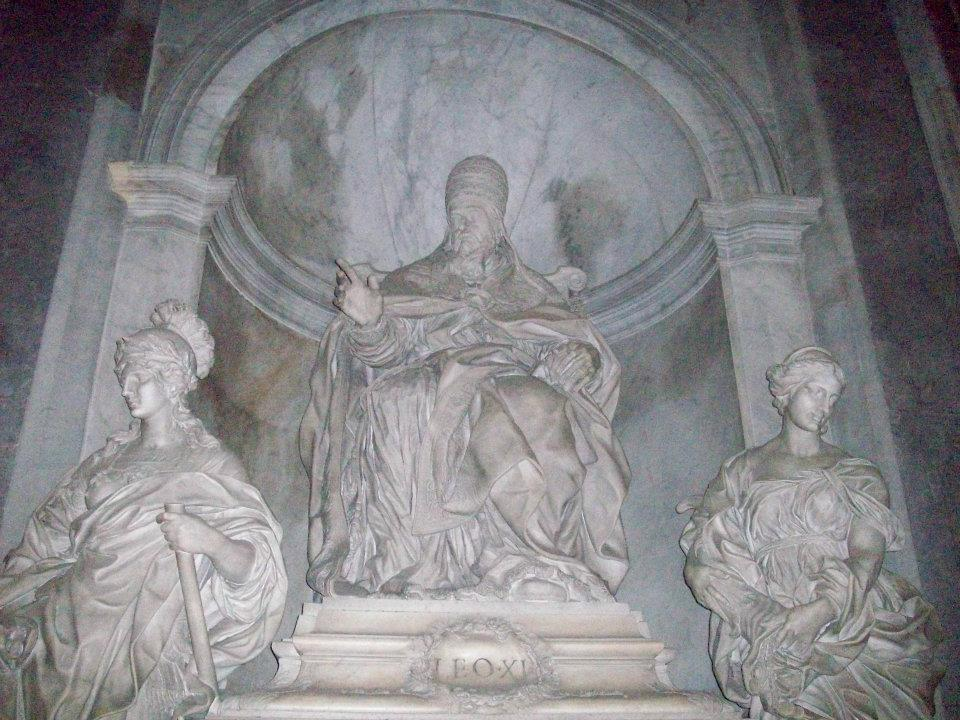
XI. Leó pápa emlékműve
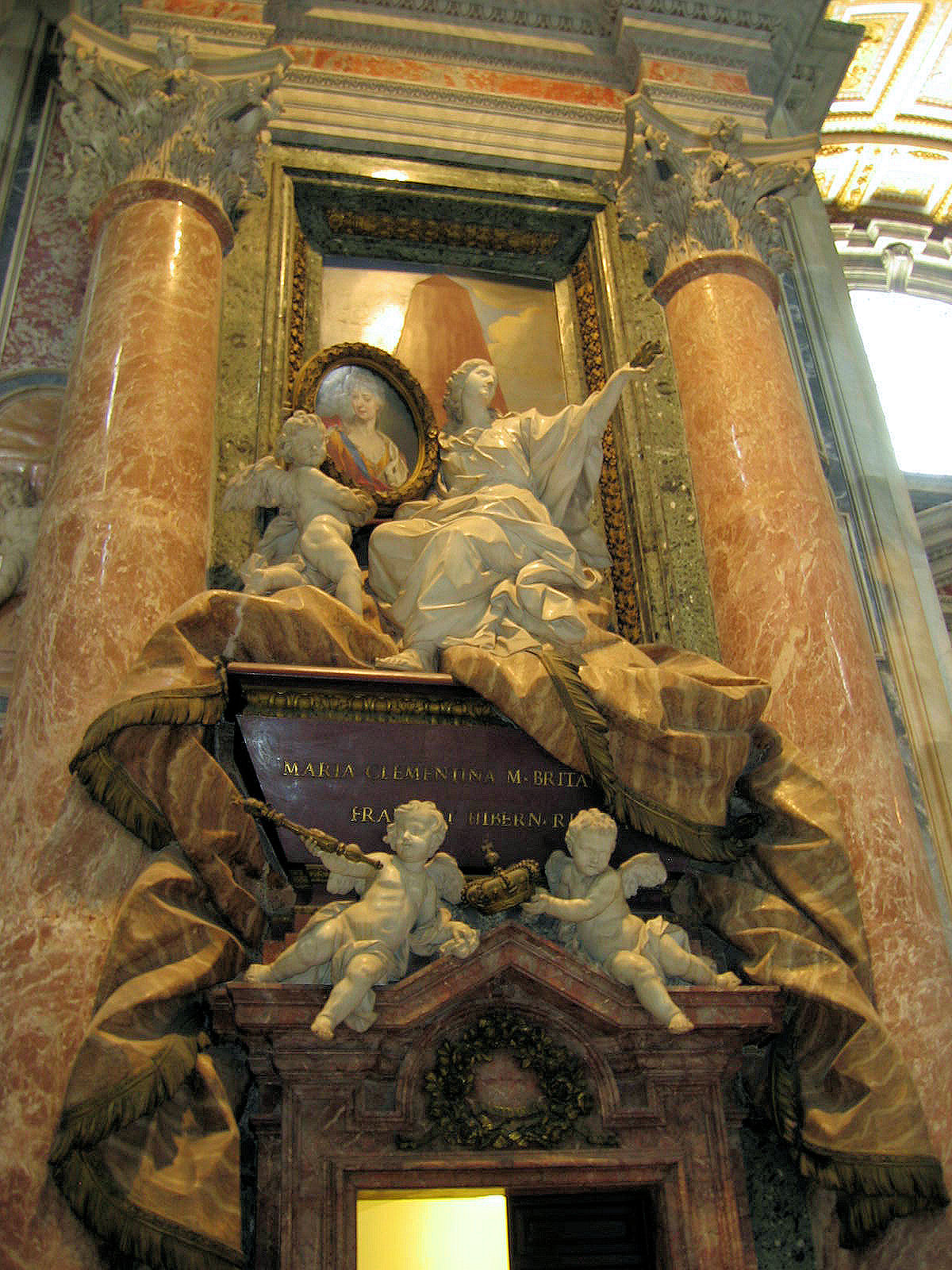
Mária Klemencia Sobieski emlékműve
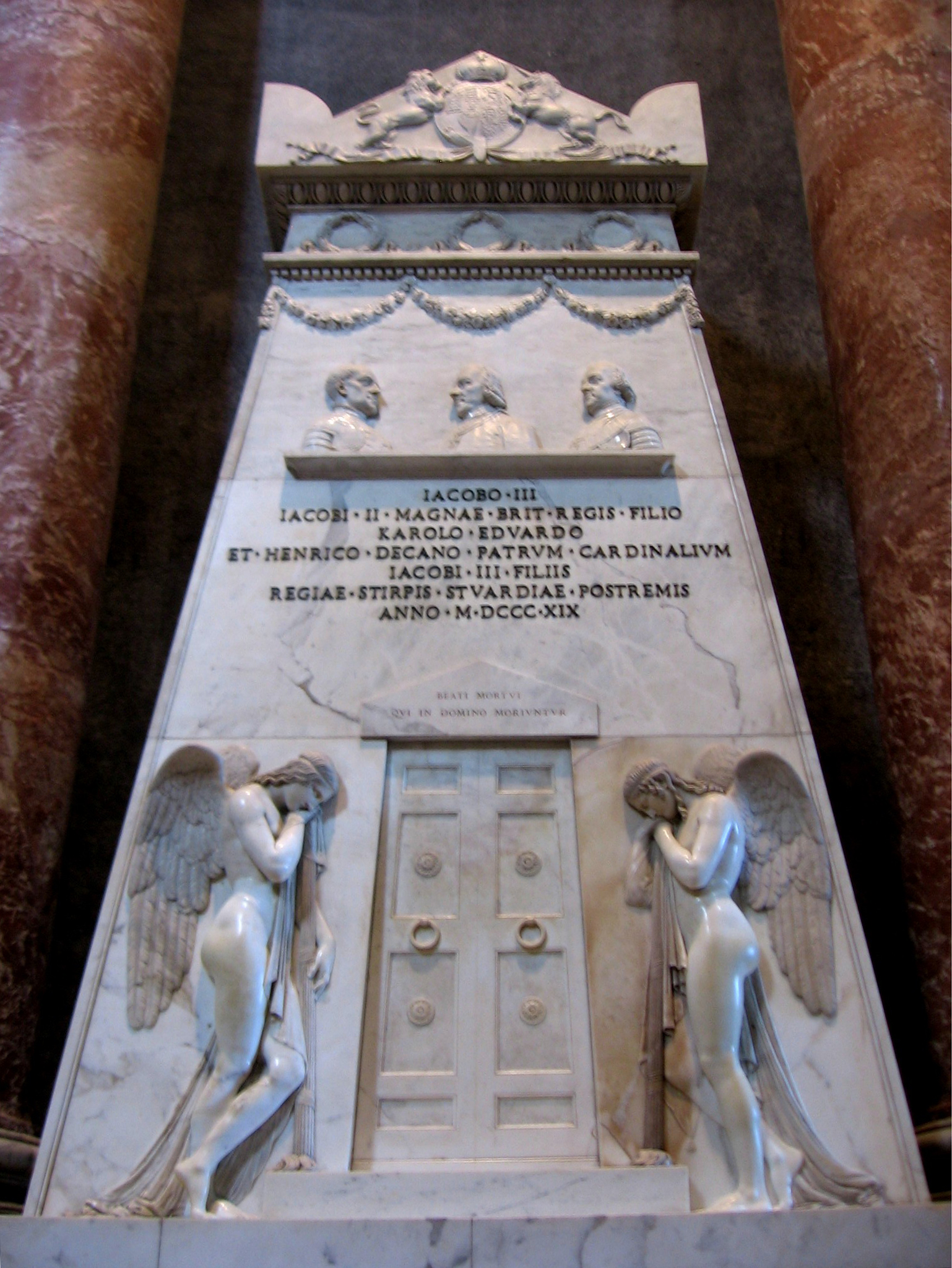
A Stuartok emlékműve

## A sekrestye, a múzeum és a grották

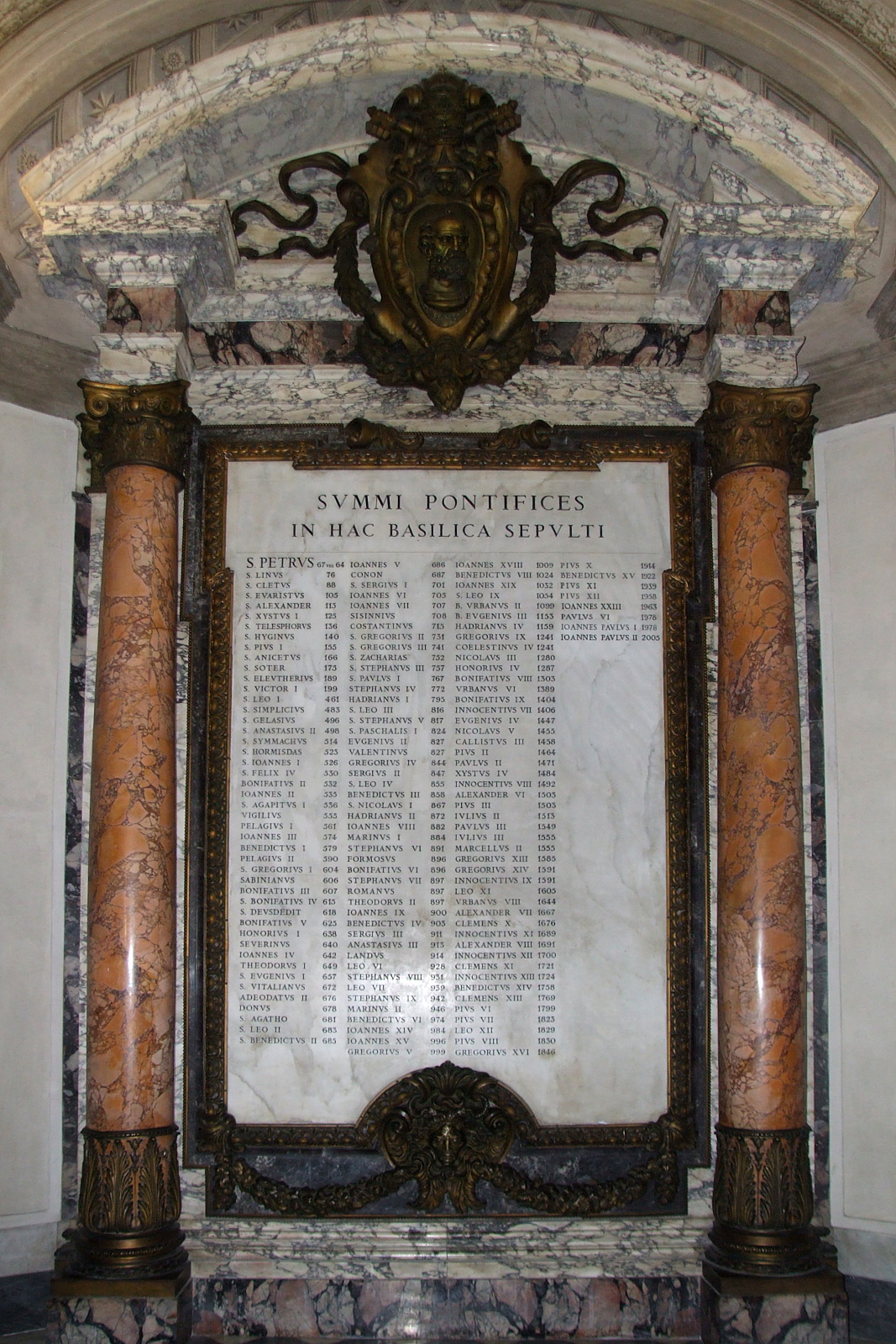
A bazilikában eltemetett pápák listája

A bal oldalhajóból VIII. Piusz sírja alatt nyílik a bazilika sekrestyéje. Ez egy különálló épületrész, építésére VI. Piusz pápa 1776-ban adott megbízást Carlo Marchionninak. Bejáratánál egy márványtáblára a templomban eltemetett pápák listáját vésték. A tábla mellett állították fel Szent András többszínű márványból faragott szobrát. Innen értékes márványoszlopokkal díszített folyosó vezet a tulajdonképpeni sekrestyébe. Ez egy ovális alaprajzú a helyiség nyolc oszloppal, amelyek Tivoliból, a Hadrianus-villából kerültek ide. A sekrestyéből nyílik a templom tíz teremből álló múzeuma. A múzeumban kiállított tárgyak közül figyelemre méltó egy 4. századi oszlop, az aranyozott bronzkakas, amely eredetileg a régi Szent Péter-bazilika harangtornyán állt, Szent Péter katedrájának egy másolata, egy drágakövekkel kirakott tiara, amivel Szent Péter napján a főhajóban álló szobrot megkoronázzák, a Vatikáni kereszt, benne Jézus keresztjének darabjaival, IV. Szixtusz pápa emlékműve (Antonio del Pollaiolo alkotása), Junius Bassus 4. századi szarkofágja és számos ereklye- és gyertyatartó.
A kupolát tartó pilléreknél nyílnak a grották bejáratai. Innen a lépcsők a régi Szent Péter-bazilika padlószintjére vezetnek, ahol a Nagy Konstantin korabeli épület maradványai láthatók. Ezen a szinten helyezkedett el a római kori, 1. századi temető is, amelynek átfogó régészeti feltárására csak a 20. században került sor. A grottákban kápolnák kialakítására is volt lehetőség, valamint itt helyezték el a régi templomból megmaradt síremlékeket és műtárgyakat is. A modern kor pápái közül több egyházfőt is ide temettek, esetenként csak átmenetileg (például XXIII. János és II. János Pál pápák). Itt kapott helyet a Magyarok Nagyasszonya-kápolna is, melynek építését Lékai László bíboros kezdeményezte kezdeményezésére még 1977-ben, amit végül II. János Pál pápa szentelt fel 1980. október 8-án.

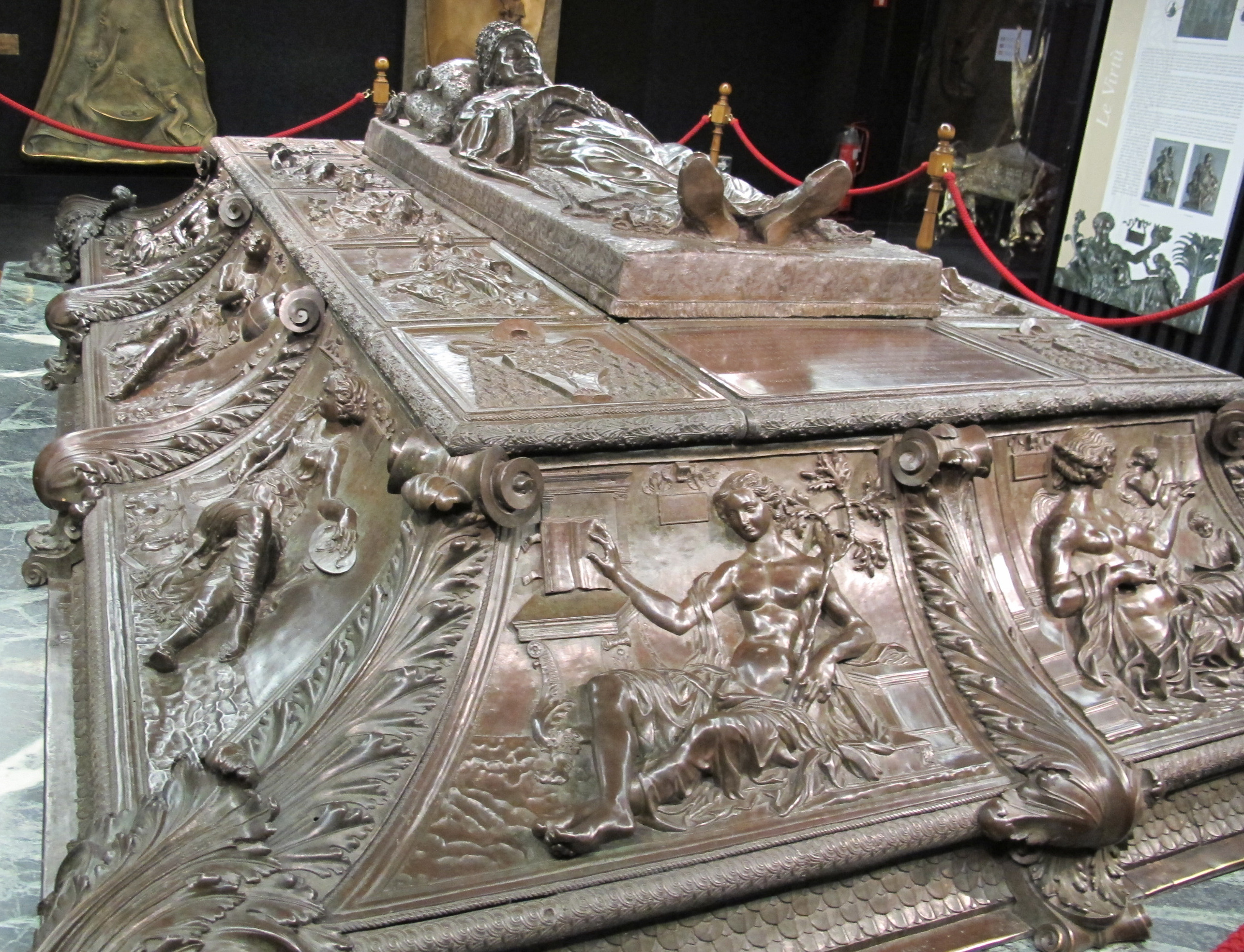
Antonio dal Pollaiolo: IV. Szixtusz pápa síremléke
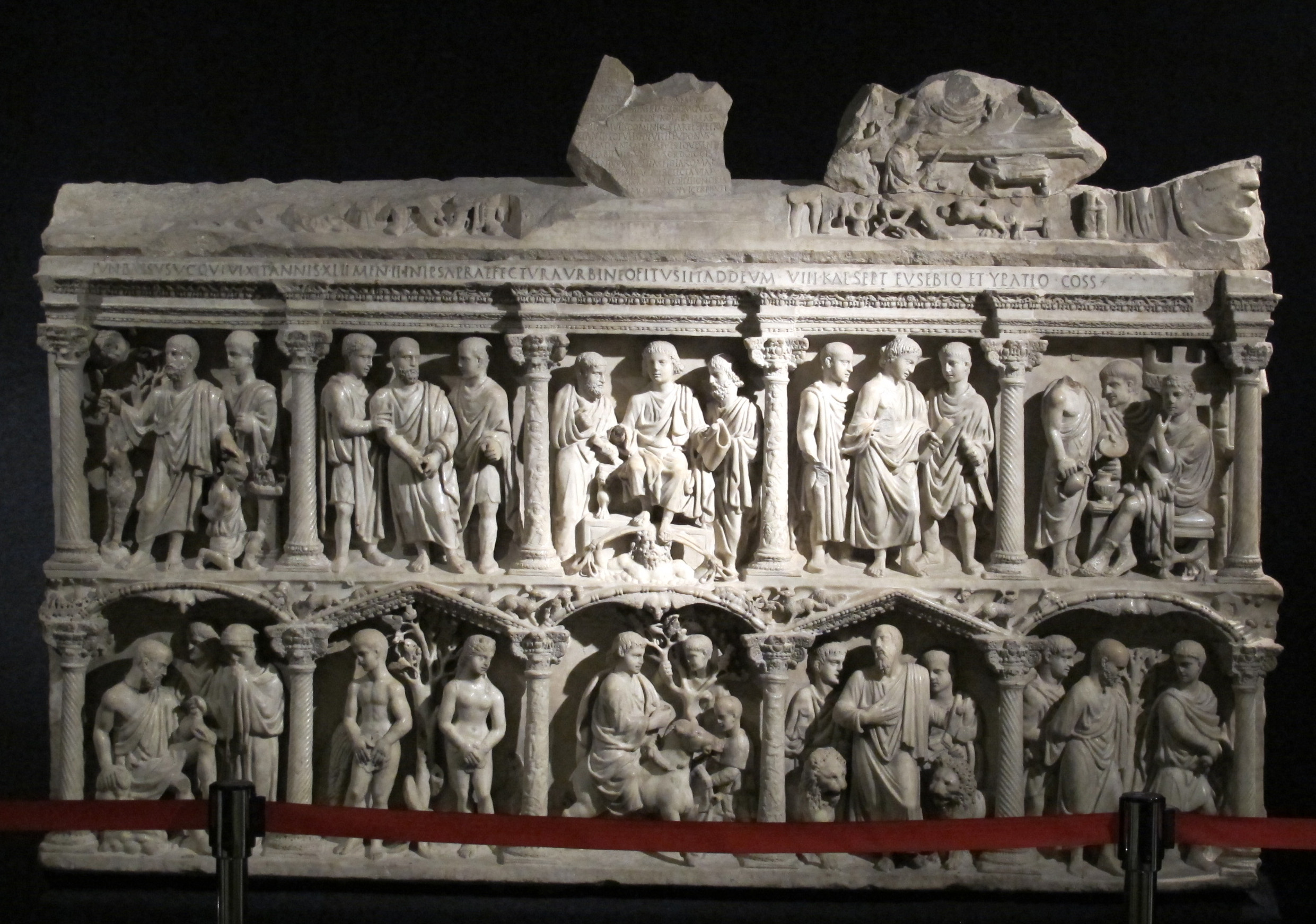
Junius Bassus szarkofágja
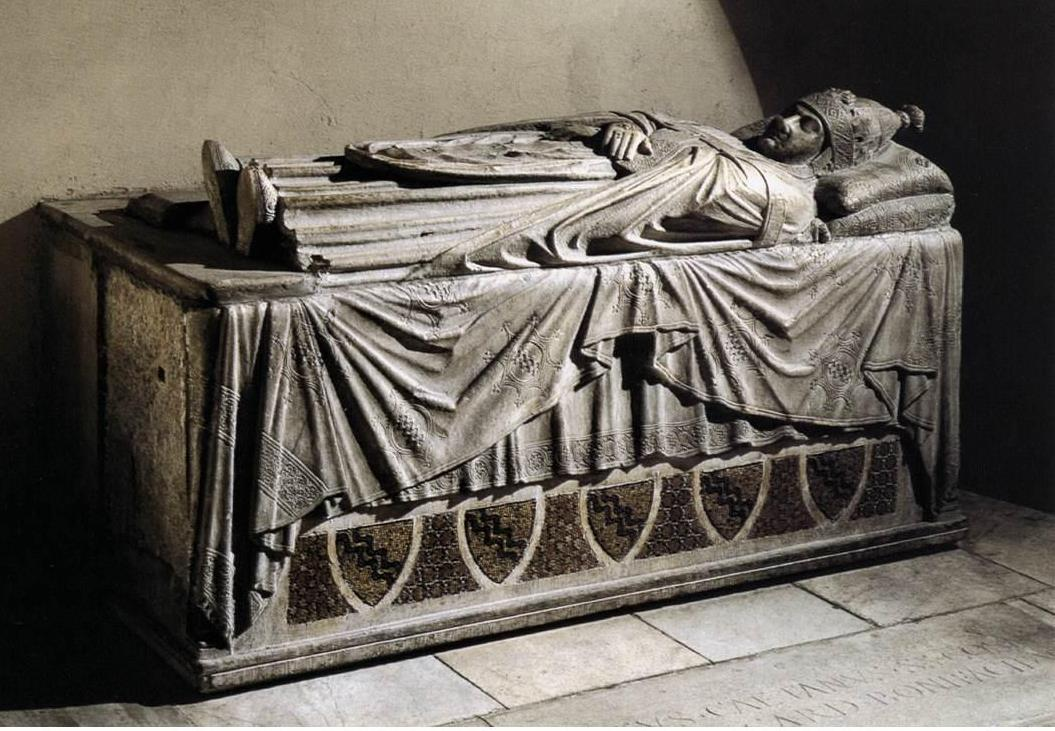
VIII. Bonifác pápa síremléke
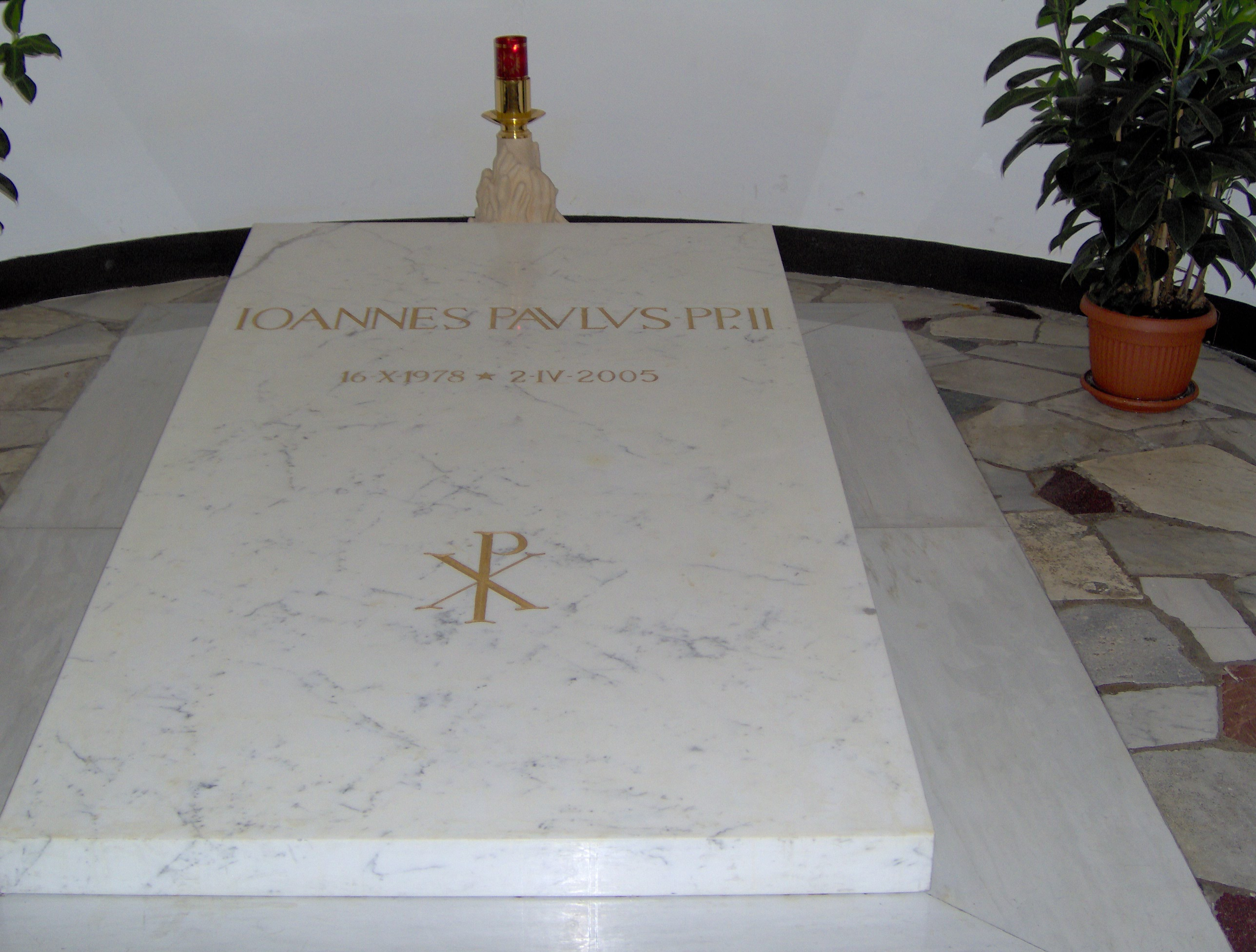
II. János Pál pápa sírja 2005 és 2011 között